# Norwegen
Norwegen 
(norwegisch Bokmål Norgeⓘ oder Nynorsk Noregⓘ; nordsamisch Norga,  südsamisch Nöörje, lulesamisch Vuodna, kvenisch Norja), amtlich Königreich Norwegen beziehungsweise Kongeriket Norge/Noreg, ist ein Staat in Nordeuropa. Das zu Skandinavien gerechnete Königreich Norwegen umfasst neben dem Hauptland die Inselgruppe Spitzbergen sowie die Insel Jan Mayen. Hauptstadt und bevölkerungsreichste Stadt ist Oslo. Das Land liegt im Westen der Skandinavischen Halbinsel und grenzt im Osten an Schweden sowie im Nordosten an Finnland und Russland. Norwegen ist eines der flächengrößeren Länder Europas (8.), aber mit nur 5.594.340 Einwohnern (Stand: 1. Januar 2025) dünn besiedelt. Der Großteil der Bevölkerung lebt im Süden des Landes.
Durch die im Rahmen des Kieler Friedens geschlossene Vereinbarung zwischen Schweden und Dänemark ging Norwegen im Jahr 1814 von der Union Dänemark-Norwegen in eine Union mit Schweden über. Am 17. Mai 1814 erhielt Norwegen seine eigene Verfassung. Seine heutige Unabhängigkeit erlangte Norwegen schließlich bei der Auflösung der Union mit Schweden im Jahr 1905. Norwegens Staats- und Regierungsform ist eine parlamentarische Monarchie. Das Königreich ist als dezentraler Einheitsstaat organisiert und das Hauptland ist in 15 Fylker unterteilt. Norwegen ist unter anderem Mitglied der NATO, des Nordischen Rates, der Organisation für wirtschaftliche Zusammenarbeit und Entwicklung (OECD), der Europäischen Freihandelsassoziation (EFTA) und der Vereinten Nationen. Norwegen ist kein Mitglied der Europäischen Union (EU), aber Mitglied des Europäischen Wirtschaftsraumes (EWR).
Der Index der menschlichen Entwicklung (HDI) der Vereinten Nationen stuft Norwegen seit vielen Jahren als das weltweit am höchsten entwickelte Land neben der Schweiz ein. Darüber hinaus ist es laut dem Demokratieindex der britischen Zeitschrift The Economist der demokratischste Staat der Welt. Norwegen ist ein sehr wohlhabendes Land; sein Bruttoinlandsprodukt pro Kopf war 2016 das dritthöchste der Welt. Das Land verfügt zudem über eines der großzügigsten Sozialsysteme der Welt.

## Landesname

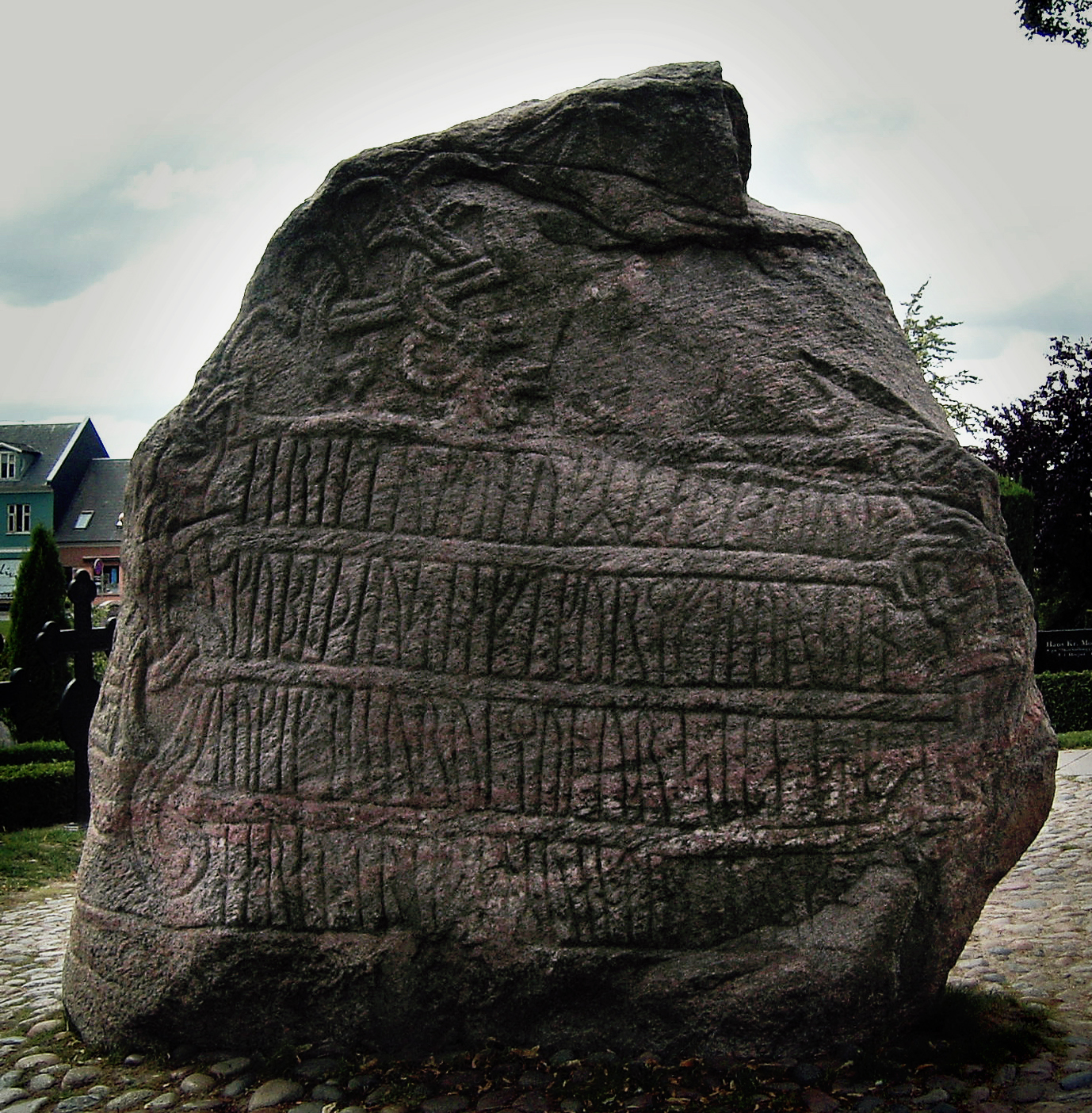
Runenstein von Jelling

Die Bedeutung und Herkunft des norwegischen Landesnamens sind nicht sicher geklärt. Es gibt vor allem zwei Theorien. Die eine postuliert eine Abstammung vom altnordischen norðrvegr, was „Weg nach Norden“ oder „Land nach Norden“ bedeutet. Als zweite Möglichkeit wird eine Herleitung von norvegr betrachtet. Die erste Silbe ginge dabei nicht auf die Himmelsrichtung Norden, sondern auf das Wort nor zurück, das „schmaler oder enger Sund“ bedeutet. Der gesamte Landesname heißt laut dieser Deutung „Land entlang der schmalen Fjorde“.
Die frühesten Nennungen des Landesnamens stammen aus englischen Quellen, so lateinisch Nortuagia um 840, Nort(h)wegia um 900 und Norwegia um 950 sowie altenglisch Norðweg um 880. Die ältesten skandinavischen Nennungen sind nuruiak (Akkusativ, zu lesen als Norwægh) auf einem der Runensteine von Jelling um 980, nuriki (Dativ, zu lesen als Noregi auf dem Kulistein) um 1034 und Nóregr in fünf skaldischen Strophen aus der Periode 970–1070. Unter Sprachwissenschaftlern umstritten ist, ob die älteren, außerhalb von Skandinavien entstandenen Quellen näher an der ursprünglichen Form liegen oder ob diese bei ihrer Anfertigung von einem ausländischen Weltbild beeinflusst worden waren.
Insgesamt hat Norwegen seit einem Beschluss des norwegischen Nationalparlaments Storting aus dem Jahr 2021 sechs offizielle Namen. In der Kurzform sind diese Norge in der norwegischen Sprachform Bokmål, Noreg in der norwegischen Sprachform Nynorsk, Norga im Nordsamischen, Nöörje im Südsamischen, Vuodna im Lulesamischen und Norja im Kvenischen. Die offiziellen Langformen für das Königreich sind in Bokmål Kongeriket Norge, in Nynorsk Kongeriket Noreg, im Nordsamischen Norgga gonagasriika, im Südsamischen Nöörjen gånkarïjhke, im Lulesamischen Vuona gånågisrijkka und im Kvenischen Norjan kuninkhaanvaltakunta.

## Geografie

### Ausdehnung und Grenzen
| Oslo |

| Bergen |

| Trondheim |

| Stavanger |

| Kristiansand |

| Fredrikstad |

| Tromsø |

| Skien |

| Bodø |

| Ålesund |

| Narvik |

| Hammerfest |

| Galdhøpiggen |

| SCHWEDEN |

| FINNLAND |

| ESTLAND |

| A T L A N T I K |

| OSTSEE |

| EUROPÄISCHES NORDMEER |

| BARENTSSEE |

| BOTTNISCHER MEERBUSEN |

| SKAGERRAK |

| Sognefjord |

| Mjøsa |

| Lofoten |

| Vesterålen |

Norwegen liegt im westlichen und nördlichen Bereich der Skandinavischen Halbinsel. Das Staatsgebiet des Königreiches umfasst eine Fläche von 385.207 km². Zum Königreich Norwegen gehören neben dem kontinentalen „Hauptland“ (norwegisch Hovedland) die im Nordatlantik beziehungsweise im Nordpolarmeer gelegene Inselgruppe Spitzbergen (Svalbard) mit der Bäreninsel (Bjørnøya) sowie die Insel Jan Mayen. Das Hauptland ohne Spitzbergen und Jan Mayen hat eine Fläche von 323.810 km².
Das Hauptland erstreckt sich zwischen dem 57. und 71. Breitengrad und liegt somit teils nördlich des Polarkreises. Insgesamt nimmt Norwegen eine lange und schmale Form ein. Die Breite des norwegischen Festlandes variiert zwischen zirka 430 Kilometern etwa auf Höhe des Sognefjords und rund 1,7 Kilometern bei der Mündung der Pasvikelva in einen Arm des Varangerfjords in Nordnorwegen. Da sich das Festland weitgehend in südwestlich-nordöstlicher Richtung erstreckt, beträgt die Ost-West-Ausdehnung insgesamt etwa 1160 Kilometer. Die Nord-Süd-Ausdehnung beträgt in Luftlinie etwa 1748 km. Das Kap Kinnarodden stellt sowohl den nördlichsten Punkt des norwegischen als auch des europäischen Festlandes dar.
Norwegen hat drei Landgrenzen, die Grenze zu Schweden im Osten sowie im Nordosten die finnisch-norwegische Grenze und die Grenze zu Russland. Insgesamt erreicht die norwegische Landesgrenze eine Länge von etwa 2564 km. Im Norden, Westen und Süden ist das Land von Meer umgeben, wobei sich im Nordosten die Barentssee, im Nordwesten das Europäische Nordmeer, im Westen und Südwesten die Nordsee und im Südosten mit dem Skagerrak die Verbindung zwischen der Nord- und Ostsee befindet. Die norwegische Wirtschaftszone grenzt in der Nordsee an Dänemark im Süden und das Vereinigte Königreich im Westen.
Gebiete, die unter norwegischer Verwaltung stehen, aber nicht ins Königreich Norwegen eingehen, werden im Norwegischen als Biland bezeichnet. Eines dieser abhängigen Gebiete ist die unbewohnte Bouvetinsel (Bouvetøya) im Südatlantik. Des Weiteren werden die Peter-I.-Insel (Peter I Øy) im Südpolarmeer und das Königin-Maud-Land (Dronning Maud Land), ein Sektor des Kontinents Antarktika, von Norwegen beansprucht. Die Hoheit über die als Biland eingestuften Gebiete kann im Gegensatz zu den zum Königreich gehörenden Gebieten ohne eine Änderung der norwegischen Verfassung aufgegeben werden.

Karte des Königreichs Norwegen
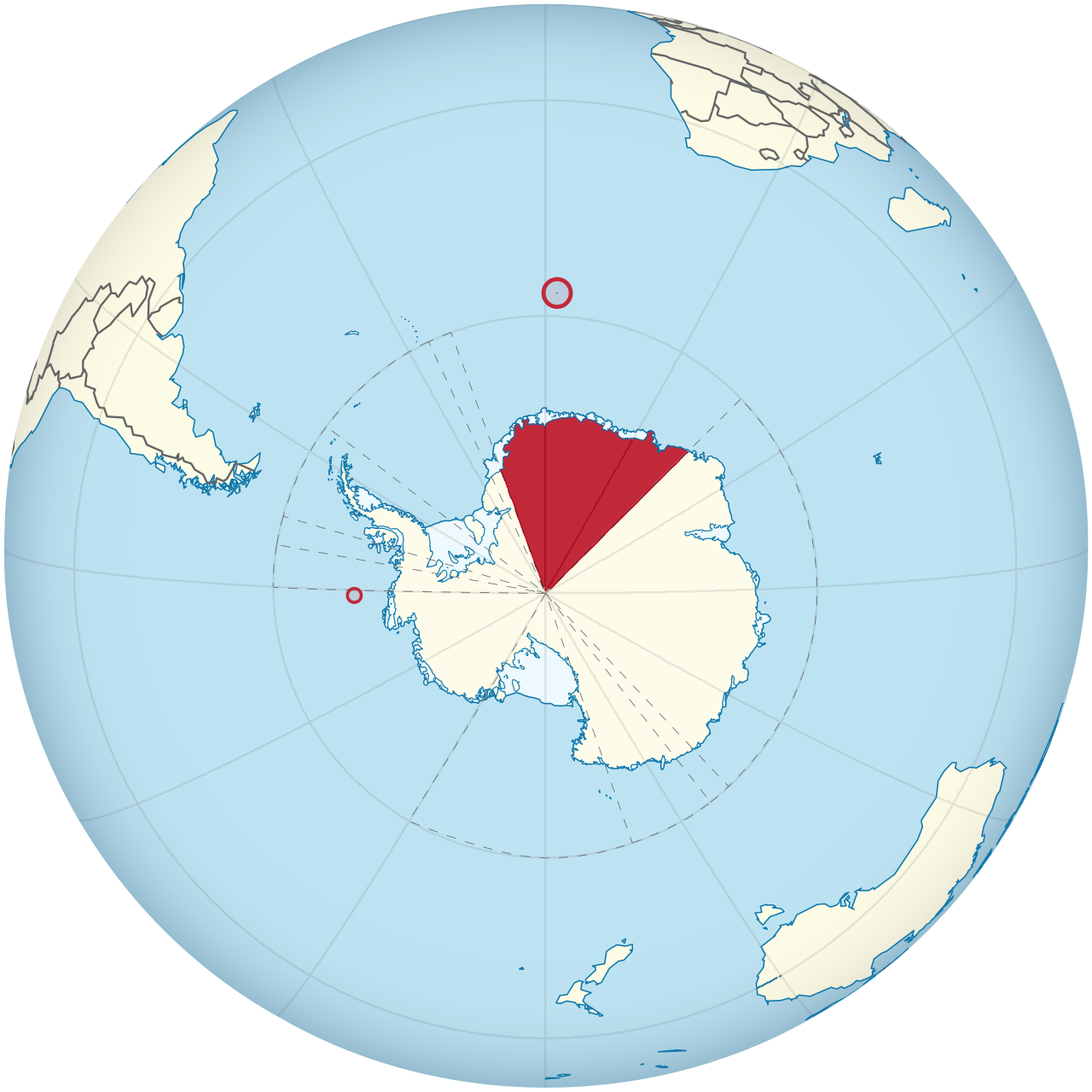
Karte der Biland

### Geologie und Landschaftsgliederung

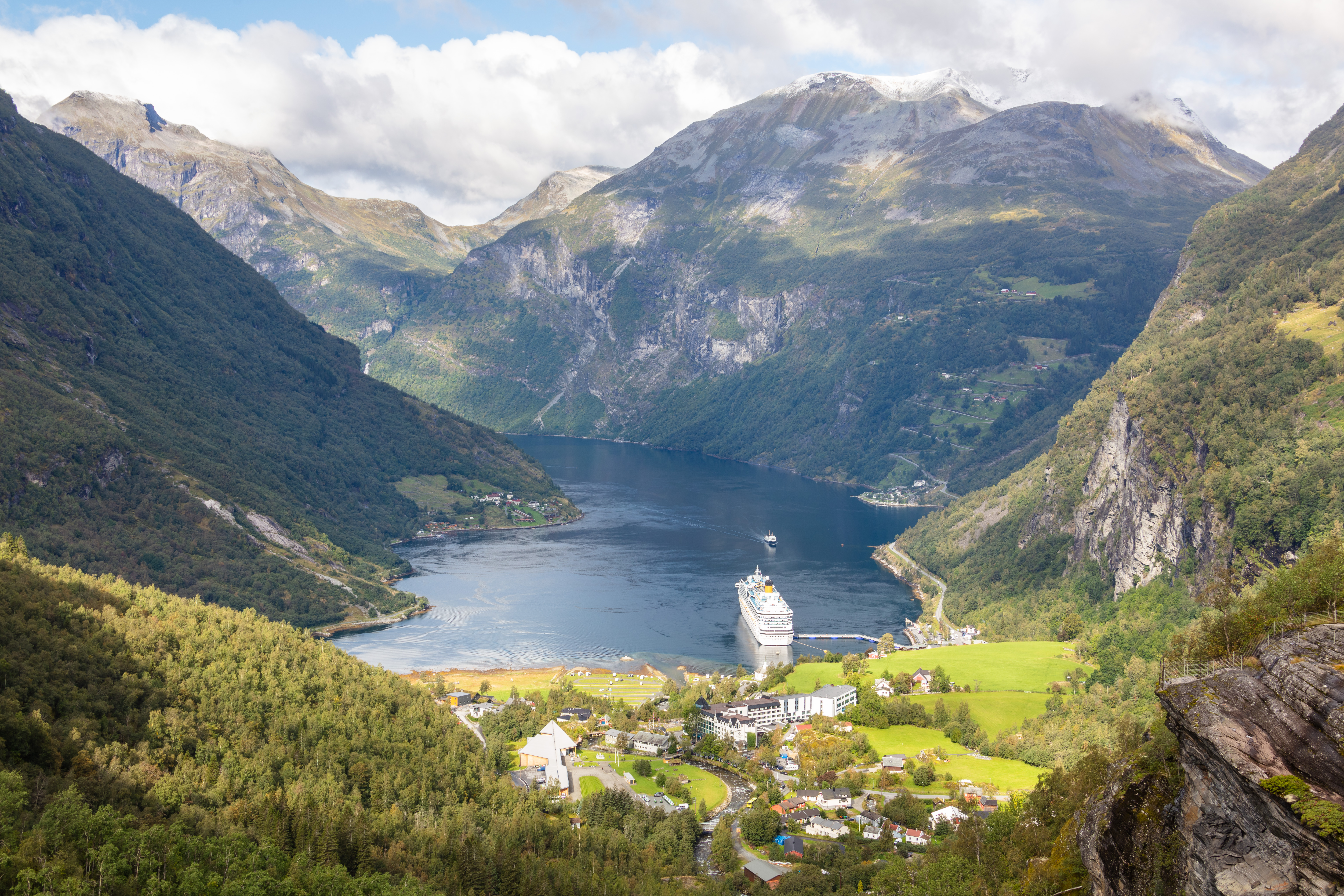
Geirangerfjord in Møre og Romsdal

Norwegen gehört zu den am dünnsten besiedelten Ländern Europas. In der Flächenstatistik des Jahres 2021 wurden 1,7 % der Gesamtfläche als bebautes Gebiet ausgewiesen. 37,4 % galten als Waldgebiet und 3,5 % als landwirtschaftlich genutzte Fläche. Über 50 % des Gesamtareals wurden als Gebirge, Hochebene oder Moorfläche eingestuft, weitere sieben Prozent als Süßgewässer oder Gletscher. Landschaftlich ist Norwegen geprägt durch das Skandinavische Gebirge mit Gebirgsmassiven und kargen Hochebenen, den Fjells. Etwa 20 % des norwegischen Hauptlandes liegen auf einer Höhe von mindestens 900 moh. Die höchste Erhebung Norwegens ist der im Gebirgszug Jotunheimen gelegene Berg Galdhøpiggen mit 2469 moh. Der Beerenberg auf der Insel Jan Mayen ist der einzige aktive Vulkan des Königreiches.
Der Untergrund Norwegens wird grob in vier Bereiche unterteilt. So umfasst der Baltische Schild das während der Zeit des Präkambriums entstandene norwegische Grundgebirge. In der nordostnorwegischen Kommune Sør-Varanger werden die ältesten Gesteine des Landes mit einem Alter von bis zu 2900 Millionen Jahre datiert. Ein weiterer Bereich ist der zum Ende der Periode Silur entstandene kaledonische Gebirgsgürtel. Vor allem in den Regionen Vestlandet und Trøndelag liegt ein während der geochronologischen Periode Devon geschaffener Untergrund vor. Der vierte und jüngste Bereich ist der Oslograben (norwegisch Oslofeltet).
Die heutige Oberflächengeologie ist durch die Vergletscherung in den Kaltzeiten geprägt. Die Gletscher verstärkten die Erosion und schufen unter anderem u-förmige Trogtäler und an der Küste wurden Flusstäler zu Fjorden vertieft. Vor allem an der Westküste entstanden dabei schmale Täler und Fjorde. In Ostnorwegen wurden hingegen breitere Täler geformt. Ebenfalls durch Gletscher oder Eisschilde entstanden viele Binnenseen (siehe Liste), sie sind also Fjordseen. Mit einer Fläche von zirka 369 km² ist der See Mjøsa, an dessen Ufer Städte wie Lillehammer und Hamar liegen, der größte See Norwegens. Der tiefste See ist das Hornindalsvatnet in Møre og Romsdal mit einer Tiefe von 514 Metern.
Die längsten Flüsse Norwegens sind die Flüsse Glomma, Tana und Pasvikelva. Die Glomma ist etwa 620 km lang und mündet bei Fredrikstad in den Oslofjord. Das Einzugsgebiet des Flusses macht über 41.000 km² und damit über 12 % der Fläche des norwegischen Festlandes aus. Im Vergleich mit anderen europäischen Ländern sind die Einzugsgebiete der norwegischen Flüsse meist verhältnismäßig klein. Grund hierfür ist, dass sich in Norwegen die höchsten Erhebungen der Skandinavischen Halbinsel und somit die Hauptwasserscheide in der Nähe der Atlantikküste befinden. Die Flüsse westlich der Wasserscheide sind entsprechend meist kürzer und steiler abfallend als die östlich davon.

### Küste
Norwegen hat eine sehr lange Küstenlinie und die Küstengebiete sind ein wichtiger Siedlungsraum. Etwa 80 % der Norweger leben weniger als zehn Kilometer vom Meer entfernt. Die Küste des norwegischen Festlandes besteht aus vielen schmalen und tiefen Buchten, den Fjorden, mit denen das salzige Meer vielerorts weit ins Land reicht. Der 200 km lange und an seiner tiefsten Stelle 1300 m tiefe Sognefjord im Fylke Vestland ist der längste und tiefste Fjord Norwegens. Unter Einberechnung der Fjorde wird die Küstenlänge des Festlandes mit etwa 29.000 km angegeben. Werden die Küstenlinien der etwa 239.000 Inseln mitgezählt, erreicht die Küste des Hauptlandes eine Länge von über 100.000 km. Die Grundlinie der Küste ohne die Fjorde und Inseln ist hingegen nur etwa 2500 km lang. Da die Länge der Küste stark von der gewählten Messgenauigkeit abhängt, ist die genaue Länge nicht zu bestimmen. Mit einer Fläche von 2204 km² ist die Hinnøya die größte Insel des Hauptlandes.
Die Küstengebiete sind durch verschiedene Faktoren geprägt und unterscheiden sich regional. Große Teile der Küsten sind felsig, teilweise fallen wie am Nordkap steile Klippen ab. An geschützteren Stellen gibt es etwas Sandstrand, so etwa im Fylke Rogaland. In einigen Küstenabschnitten liegen felsige Schären, die sich kaum über die Wellen erheben, vor. Der Norwegische Kontinentalschelf wird besonders von der Erdöl- und Erdgasindustrie genutzt.
Das Verhalten der Gezeiten unterscheidet sich deutlich von dem an den südlichen und westlichen Küsten der Nordsee. Westlich der südwestnorwegischen Stadt Egersund liegt ein Amphidromiezentrum, weshalb es dort keinen Tidenhub gibt. Entsprechend ist an der Südost- und Südwestküste Norwegens der Tidenhub gering. Weiter von diesem Zentrum entfernt, also an der nördlicheren Westküste, ist der Tidenhub hingegen größer.

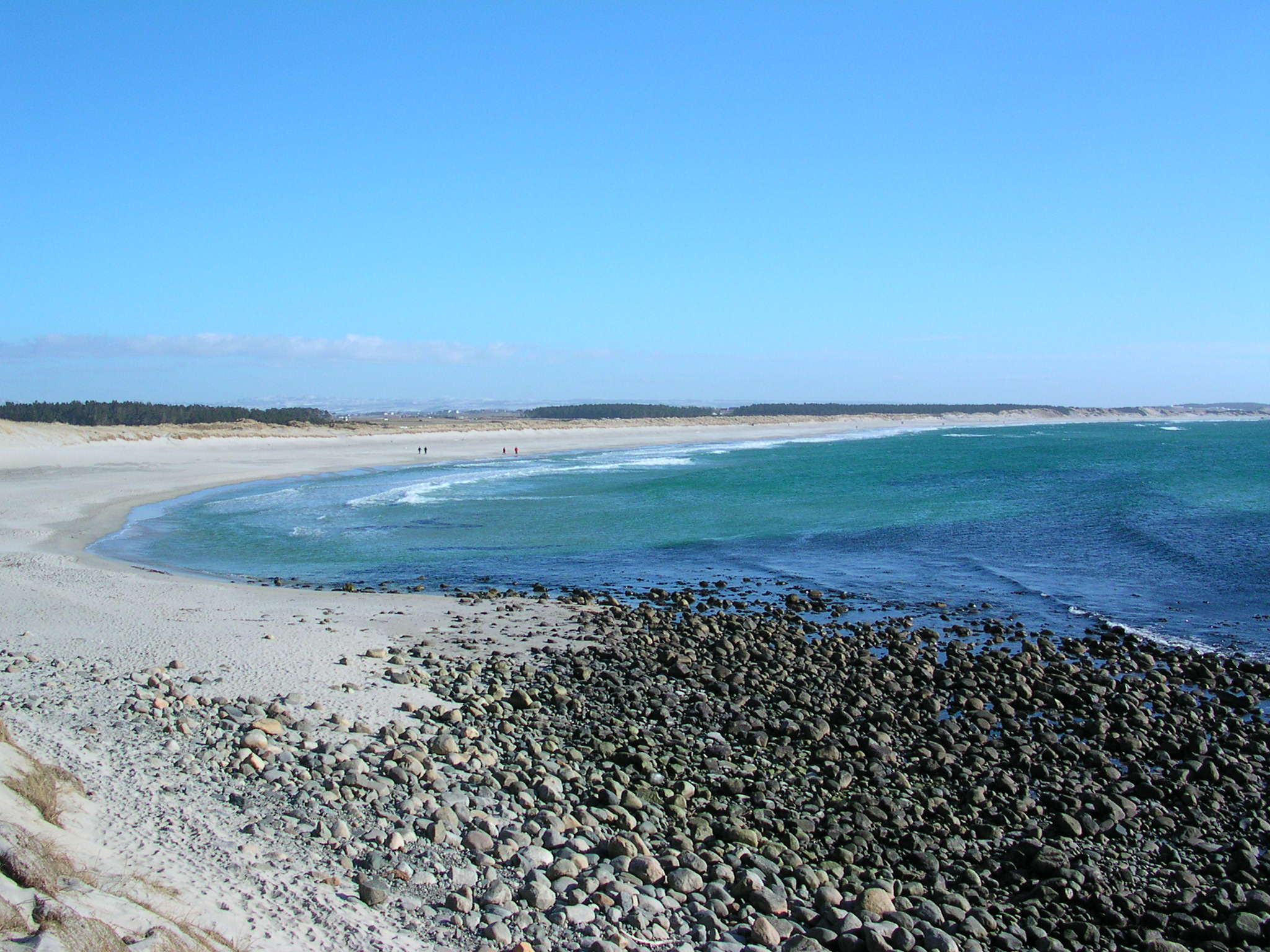
Küstenabschnitt in Klepp, Rogaland
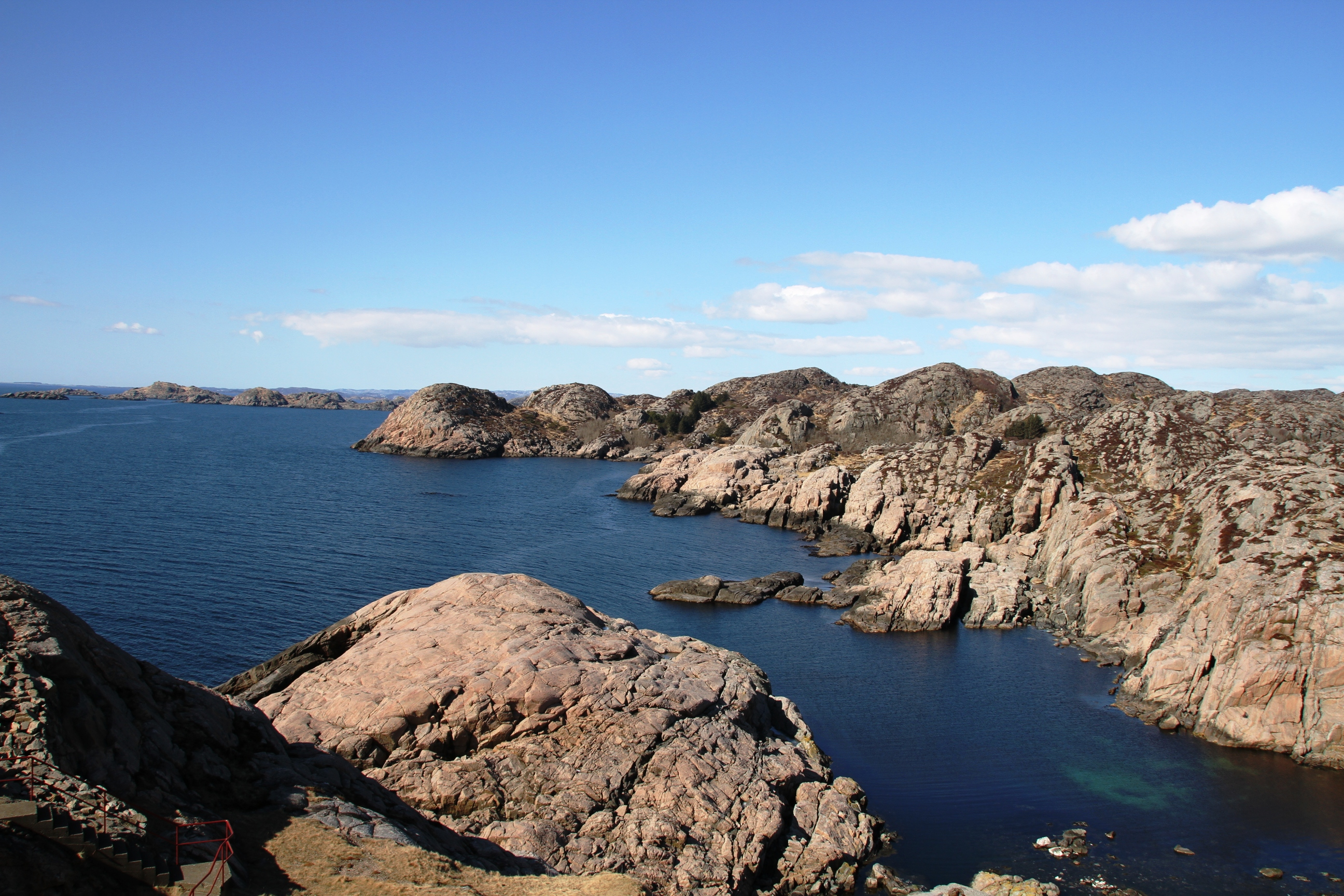
Küstenabschnitt bei Lindesnes, Agder
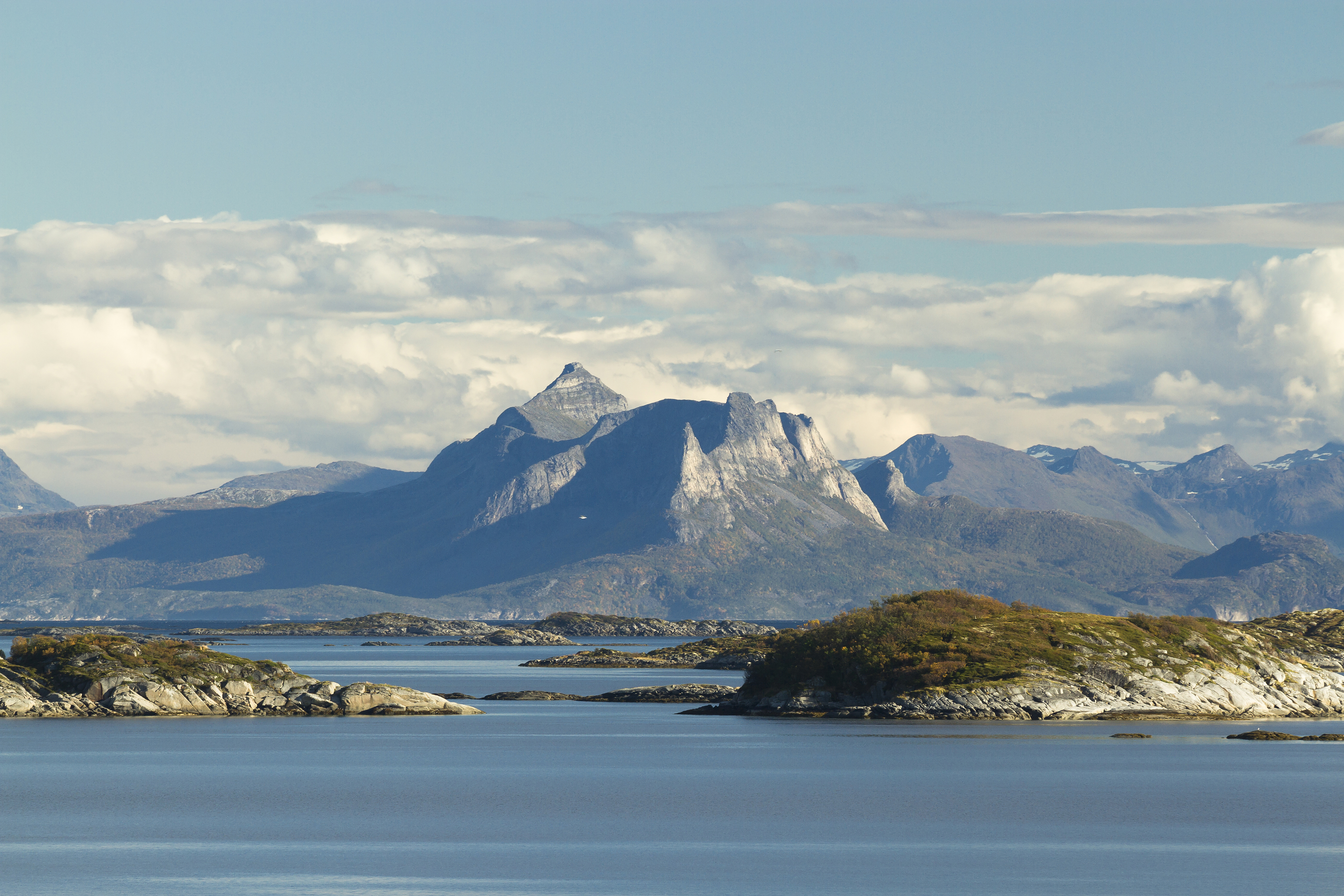
Küstenabschnitt in Nordland

### Klima

Nordatlantikstrom (rot) und Norwegischer Strom (orange)

Das Landesinnere Nord- und Mittel-Norwegens liegt in der kaltgemäßigten Zone, der Süden und der schmale Küstenbereich am Atlantik bilden den Übergang zum kühlgemäßigten Klima. Bedingt durch das Zusammenspiel mehrerer Geofaktoren und der großen Nord-Süd-Ausdehnung variiert das Klima innerhalb des Landes stark. Aufgrund Norwegens Lage nahe am Nordatlantikstrom, der relativ warmes Wasser bis weit in den Norden strömen lässt, ist das Klima milder als auf diesen Breitengraden typisch. Ein Großteil der norwegischen Küste bleibt deshalb – anders als viele auf gleicher Höhe an der Ostsee gelegene Gebiete – im Winter eisfrei. Auch weiter im Landesinneren entstehen wegen der vielerorts ins norwegische Festland hineinreichenden Fjorde typische Küstenklima-Effekte.
Der schmale, humid kühlgemäßigt geprägte Küstenstreifen im Westen wird durch das Skandinavische Gebirge vom kontinental geprägten borealen Klima im Osten getrennt. Die vom Meer aufgenommene Feuchtigkeit der Luft regnet an der Westseite der Gebirge ab. An der Küste gibt es Orte mit über 3000 mm Niederschlag in einem durchschnittlichen Jahr. Im Lee der Gebirge sind die Niederschlagsmengen eher gering. Die Niederschlagsmenge ist entlang des gesamten Küstenstreifens im Frühjahr deutlich geringer als im Herbst.
Weiter im Landesinneren ist das Klima stärker kontinental geprägt. Dies ist der abschirmenden Wirkung des Gebirges geschuldet, da die tatsächliche Distanz zur Küste alleine keinen so großen Unterschied bewirken würde. Im Landesinneren nehmen die Niederschläge ab, die Temperaturen sind dort im Sommer höher, im Winter hingegen deutlich niedriger als an der Küste.
Nord-Norwegen ist von den Folgen der globalen Erwärmung in der Arktis betroffen.

### Städte und Ballungsräume
Die norwegische Statistikbehörde Statistisk sentralbyrå (SSB) veröffentlicht neben den Einwohnerzahlen für die Kommunen auch Zahlen für sogenannte Tettsteder, also städtische Siedlungen unabhängig von den Gemeindegrenzen. Ein Tettsted hat mindestens 200 Einwohner. Die meisten größeren Tettsteder haben offiziell den Status als Stadt. Teilweise setzt sich ein Tettsted aus mehreren Ansiedlungen mit Stadtstatus zusammen. Im Jahr 2024 lebten insgesamt 83,24 % der norwegischen Bevölkerung in einem Tettsted.
Mit Abstand größter Tettsted des Landes ist das weit über die Grenzen der Kommune Oslo hinausreichende Stadtgebiet von Oslo. Zum 1. Januar 2024 hatte die Kommune Oslo 717.710 Einwohner, beim Tettsted Oslo wurden 1.098.061 Einwohner angegeben. Zum Tettsted Oslo wurden unter anderem noch 129.572 Einwohner der Kommune Bærum sowie 72.368 Einwohner der Kommune Asker gezählt.
Bevölkerungsreichste Tettsteder (Stand: 1. Januar 2024)
| 01 | Oslo                  | Oslo, Akershus, Buskerud     | 1.098.061 | 276,3 |
| 02 | Bergen                | Vestland                     | 272.125   | 91,34 |
| 03 | Stavanger/Sandnes     | Rogaland                     | 239.055   | 80,03 |
| 04 | Trondheim             | Trøndelag                    | 198.777   | 59,35 |
| 05 | Drammen               | Buskerud, Akershus, Vestfold | 124.540   | 52,96 |
| 06 | Fredrikstad/Sarpsborg | Østfold                      | 121.679   | 60,57 |
| 07 | Porsgrunn/Skien       | Telemark                     | 96.695    | 54,2  |
| 08 | Kristiansand          | Agder                        | 67.372    | 24,49 |
| 09 | Tønsberg              | Vestfold                     | 55.939    | 26,54 |
| 10 | Ålesund               | Møre og Romsdal              | 55.684    | 28,93 |

### Natur

#### Vegetation
Bis auf einen schmalen Streifen an den südlichen und westlichen Küsten liegt der weitaus größte Teil Norwegens in der Vegetationszone der borealen Nadelwälder, die im Gebirge über subalpinen Fjellbirkenwälder in die baumlose alpine Bergtundra übergehen. Im äußersten Norden, oberhalb der klimatischen Waldgrenze (etwa auf der Varanger-Halbinsel) beginnt die arktische Tundra, die ihre Fortsetzung auf dem Spitzbergen-Archipel findet. Die Südküste liegt bis an den Rand des Hochlandes in der Mischwaldzone, die zu den Laubwäldern Mitteleuropas überleitet. Die Mischwälder setzen sich nach Westen und Norden in einem immer schmaleren Streifen fort.
In den regenreichsten Gebieten des Vestlandets war dieser Mischwald ursprünglich als gemäßigter Regenwald ausgeprägt, bei dem sehr hohe Fichten als Emergenten über das Kronendach des Laubwaldes ragten. Von diesen Wäldern sind nur noch marginale Reste vorhanden.

##### Samenpflanzen und Farne
In Norwegen leben über 1300 Arten Samenpflanzen und Farne, wobei über die Hälfte der Pflanzenarten in Waldgebieten gedeiht. Im Laubwald ändert sich der Lichteinfall auf dem Waldboden stark im Lauf der Jahreszeit. Daher befinden sich im Laubwald viele Frühjahrsblüher. Im Nadelwald leben Pflanzen unter konstanten Lichtverhältnissen, da Nadelbäume ihre Nadeln nicht saisonal verlieren. Somit sind die Pflanzen am Boden ständig in unterschiedlichem Maße dem Schatten ausgesetzt. Darüber hinaus gibt es in Norwegen zwei unterschiedliche Typen von Nadelwäldern, den Fichtenwald und den Kiefernwald. Im feuchteren Klima des Fichtenwaldes wachsen mehr arktische Arten als im trockeneren Kiefernwald.

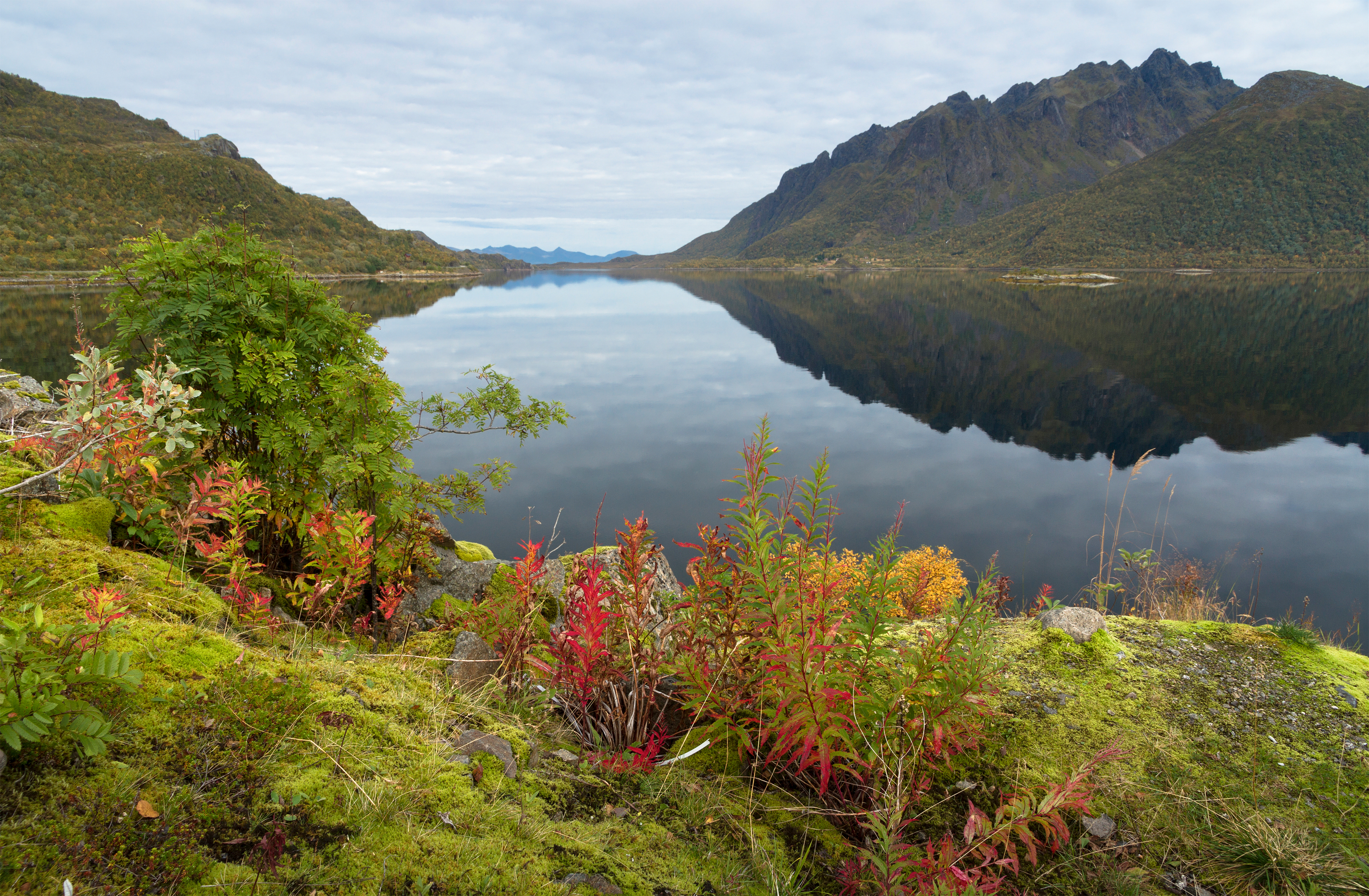
Natur auf Austvågøya

In Norwegen existieren über 40.000 Seen und viele in Waldgebieten gelegene Moore und Sumpfgebiete. Plätze, die ausreichend Nährstoffe zur Verfügung stellen und reich an Mineralien sind, weisen eine hohe Artenvielfalt auf. In anderen Gebieten mit wenig Nährstoffen gedeihen nur wenige Arten, diese dafür umso zahlreicher. Die Bruchwälder wechseln im Aussehen und ihrer Ökologie. Die meisten der Waldseen ohne Zu- und Abfluss sind dystrophe Gewässer, in denen nur wenige Nährstoffe und wenig Sauerstoff vorhanden sind. Das Wasser hat eine braune Färbung, und der Boden ist schlammig. Oft gibt es Torf an den Uferkanten. Andere Seen sind flach und bekommen all ihre Nährstoffe aus dem Regenwasser. Häufig entsteht dort Torf, da im sauerstoffarmen Moorboden keine Pflanzenreste verrotten können.

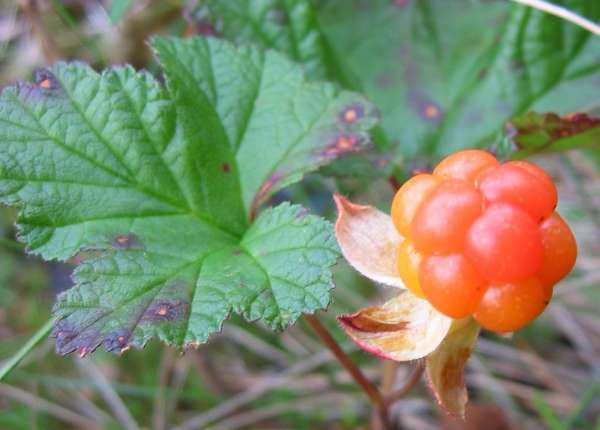
Reifende Moltebeere

Wenn aus den Bergen stetig Wasser einsickert, entsteht eine üppige Vegetation. Solche Gebiete wurden im Volksmund Heumoore genannt, da die Bevölkerung früher das Gras aberntete. Die großen Seen in Norwegen sind meist oligotroph. Das Wasser ist klar, mit großer Sichttiefe und ebenfalls nährstoffarm. Der Boden besteht aus Steinen, Kies und Sand. Hier herrscht eine andere Flora als in den Waldseen.

##### Moose

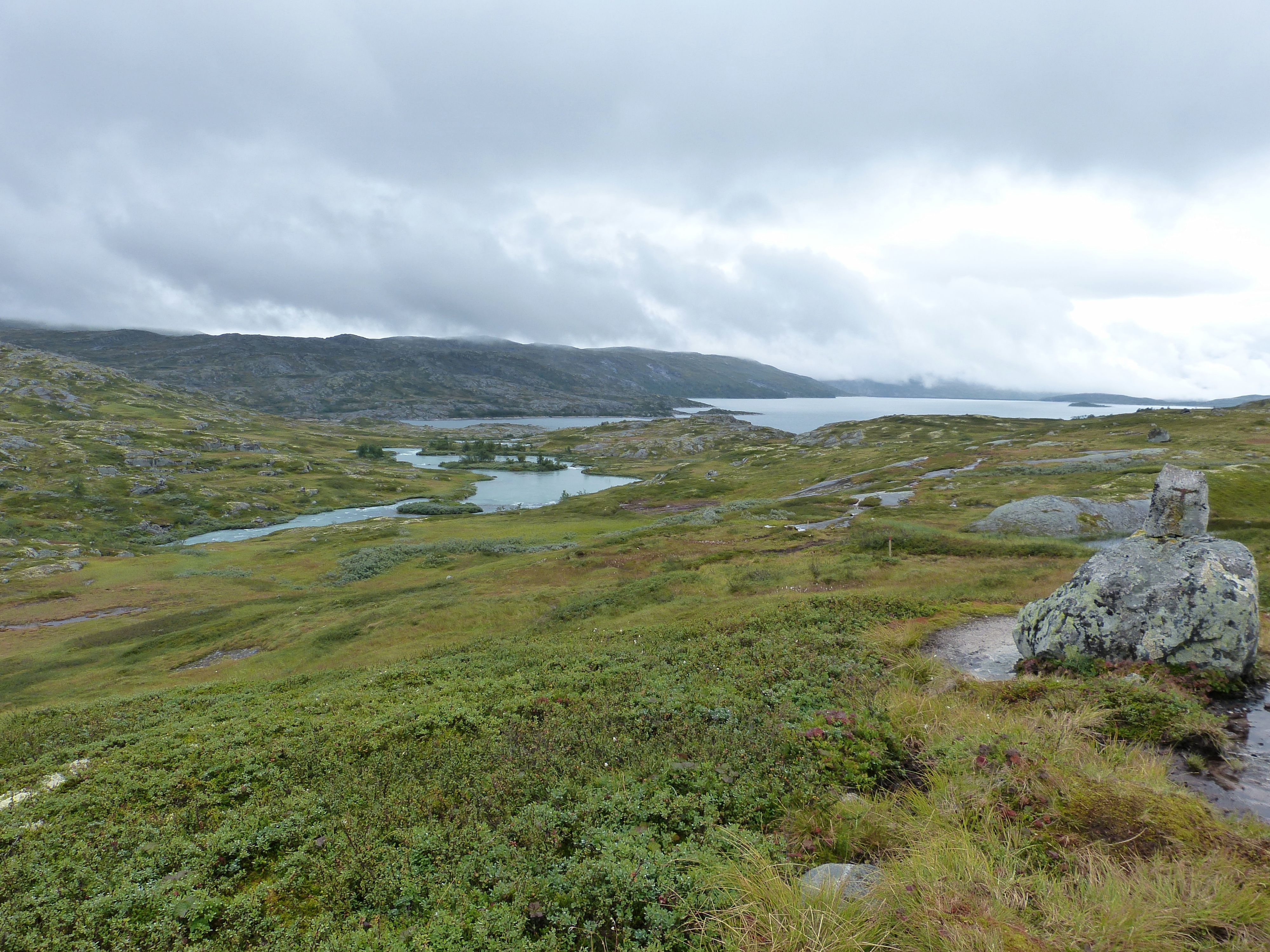
Moose und Flechten auf der Hardangervidda

In Norwegen gibt es über 800 Arten von Moosen. Die Mehrheit davon ist in Waldgebieten vertreten. Sie besiedeln zudem Moor- und Feuchtgebiete sowie langsam fließende, steinige Bäche und Flüsse. Das im Wasser am häufigsten verbreitete Moos ist das Gewöhnliche Quellmoos (Fontinalis antipyretica), das bis zu 20 cm lang werden kann. In Moor- und Feuchtgebieten dominieren Torfmoose, von denen in Norwegen 25 Arten bekannt sind. Sie wurden früher als Dämmmaterial für den Hausbau eingesetzt. Im Vestlandet, wo ein feuchtes Klima eine lange Wachstumsphase ermöglicht, sind über drei Meter dicke Torfmoosschichten bekannt. Wegen seiner Größe und des langsamen Wachstums sind Moose im Wald auf Standorte mit wenig Konkurrenz abgedrängt, so etwa Steine, Holze, sandige Hänge und dunkle Waldpartien.

##### Pilze
Es gibt 10.000 Arten an Pilzen (Fungi) in Norwegen, wovon rund 6.000 im Wald beheimatet sind. Nur um die 2.500 Arten davon bilden im Herbst Fruchtkörper aus. Die Stielporlingsverwandten (Polyporaceae) stellen die wichtigste Gruppe der holzabbauenden Pilze dar, von denen es in Norwegen über 300 Arten gibt. Diese Pilze verursachen in der Forstwirtschaft hohe Schäden.

#### Fauna

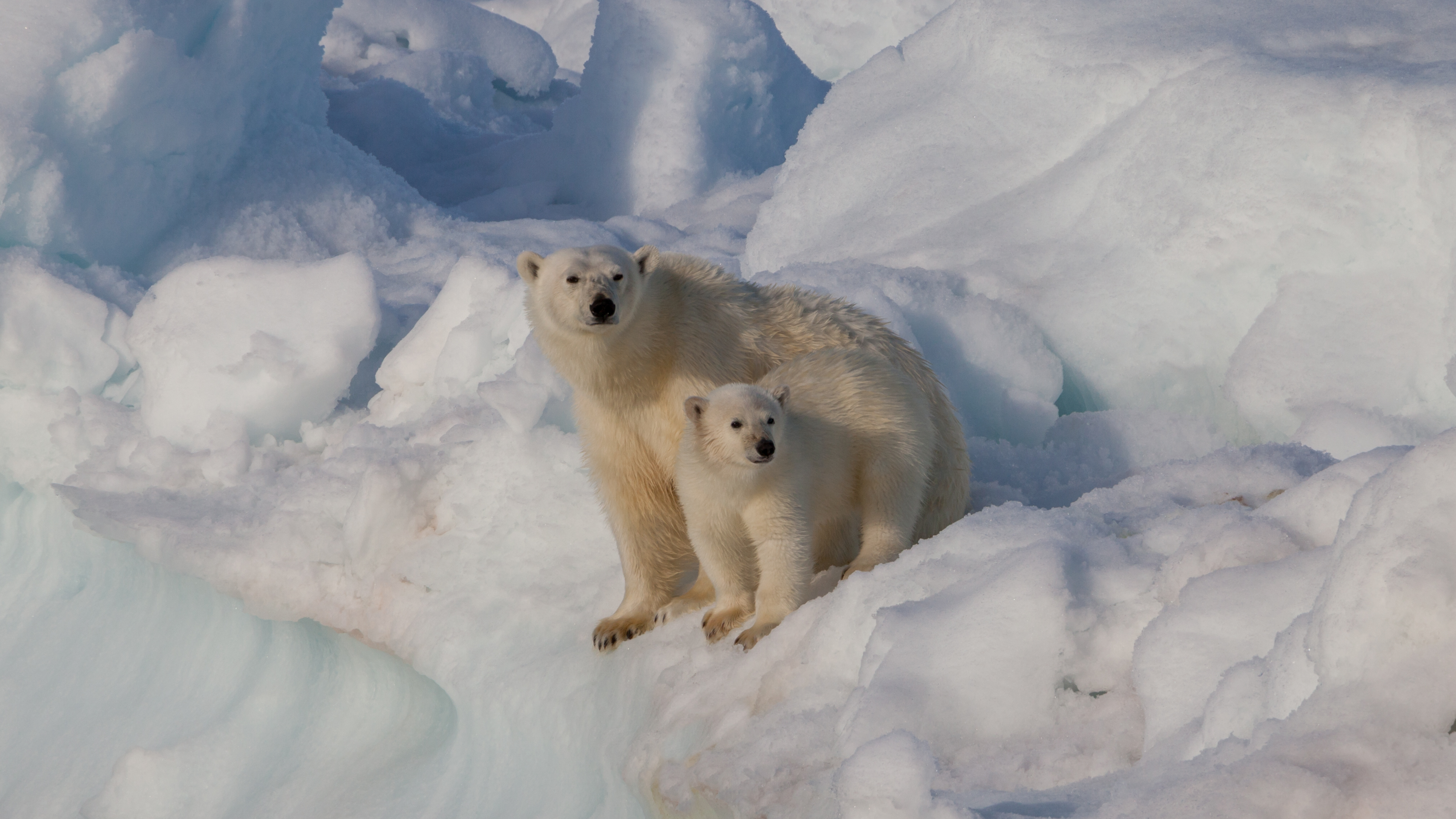
Eisbären auf Spitzbergen

Aufgrund der großen Ausdehnung des Landes ist der Unterschied in der Tierwelt zwischen dem Süden und dem Norden des Landes deutlich ausgeprägt. Im Norden, wo unter anderem Rentiere, Berglemminge, Polarfüchse und Vielfraße leben, ist sie arktisch geprägt. Die Polarfüchse sind eine stark bedrohte Tierart und seit 1930 unter Schutz gestellt. Die im Süden lebenden Tiere haben häufig ihren Ursprung in Mitteleuropa und verdrängten die arktischen Tiere, als das Klima milder wurde.
Insgesamt gibt es in Norwegen etwa 90 Arten von Säugetieren. Die größten Säugetiere am Land sind die Elche, die in den Wäldern leben. Hirsche leben vor allem in Westnorwegen, weiter nördlich können sie im tieferen Schnee kein Futter finden. Sowohl in domestizierter als auch in wilder Form leben Rentiere in Norwegen. An Raubtieren gibt es im Land unter anderem Bären, Wölfe und Luchse. Des Weiteren sind Eisbären auf Spitzbergen heimisch. Amerikanische Nerze verbreiteten sich durch den Ausbruch aus Pelztierfarmen fast im gesamten Land. Auf dem Dovrefjell wurden erfolgreich Moschusochsen angesiedelt. Die Vogelwelt Norwegens ist artenreich. Im Jahr 2020 wurde die Anzahl der Vogelarten mit 519 angegeben. Verhältnismäßig arm ist hingegen die Artenvielfalt der Amphibien und Reptilien. In Norwegen sind drei Arten von Schlangen vorzufinden: die Kreuzotter, die Ringelnatter und die Schlingnatter. Es gibt einige Kröten, Frösche und Molch-Arten.
In den norwegischen Gewässern leben 44 Arten von Süßwasserfischen. Im Vestlandet leben hauptsächlich Arten, die auch in Salzwasser überleben können. Zu diesen gehören Lachse und Forellen. Artenreicher ist der Fischbestand im Østlandet und in Nordnorwegen. Karpfenfische leben hauptsächlich in den wärmeren Seen und Flussläufen im Südosten des Landes. In Nordnorwegen verbreitet sind unter anderem Barsche und Hechte. Es gibt einige Walarten vor der norwegischen Küste.

#### Nationalparks

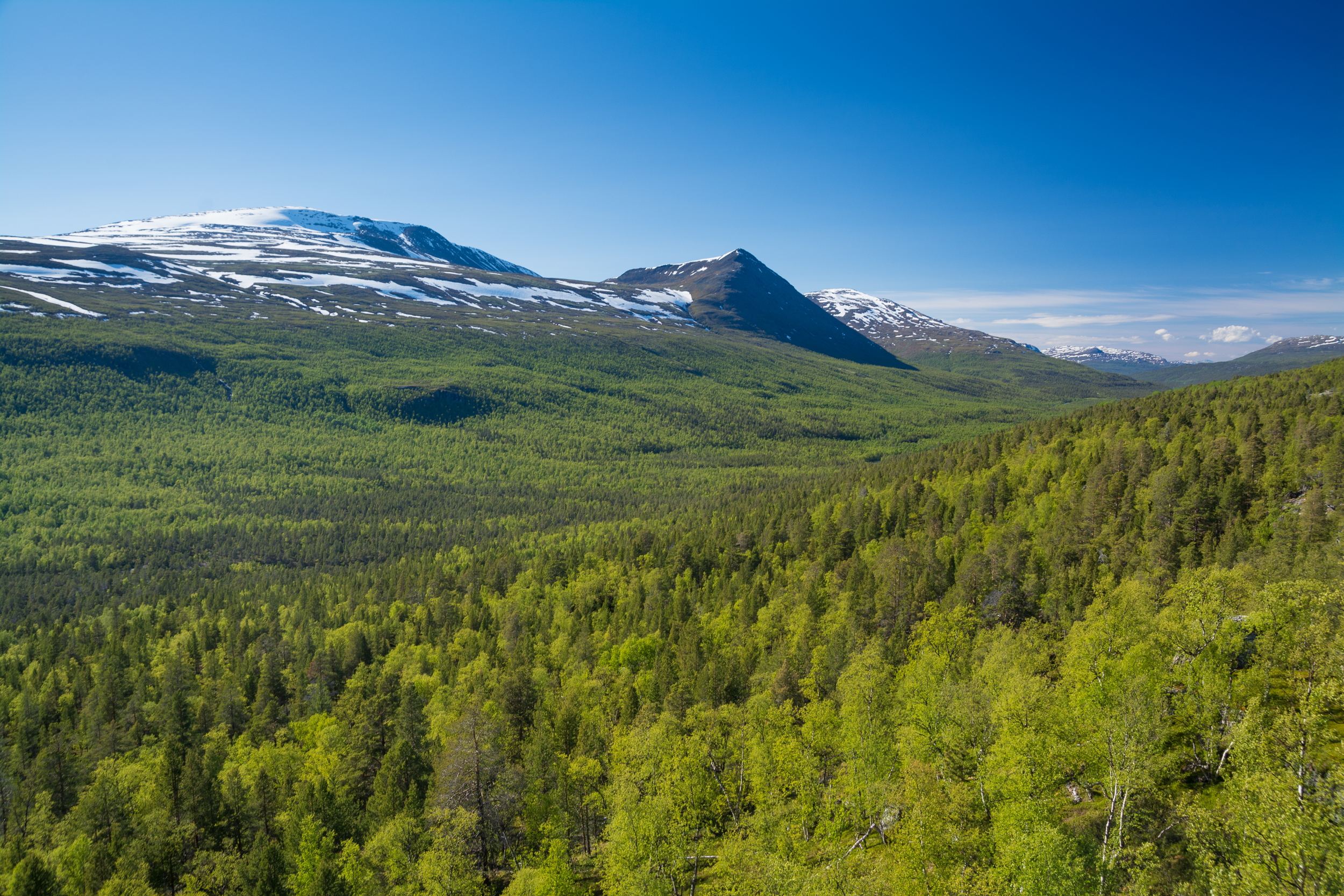
Kiefern und Birken im Øvre-Dividal-Nationalpark

Im norwegischen Hauptland gibt es 40 Nationalparks und über 3200 Naturschutzgebiete. Damit waren Ende 2022 etwa 17,6 % der Fläche des norwegischen Hauptlandes unter Schutz gestellt. Die weiteren sieben Nationalparks des Königreichs befinden sich auf der Inselgruppe Spitzbergen, wo zum gleichen Zeitpunkt über 68 % des Landareals einen Schutzstatus hatten. Auf der Insel Jan Mayen lag der Wert bei 99,5 %.

## Bevölkerung

### Demografie

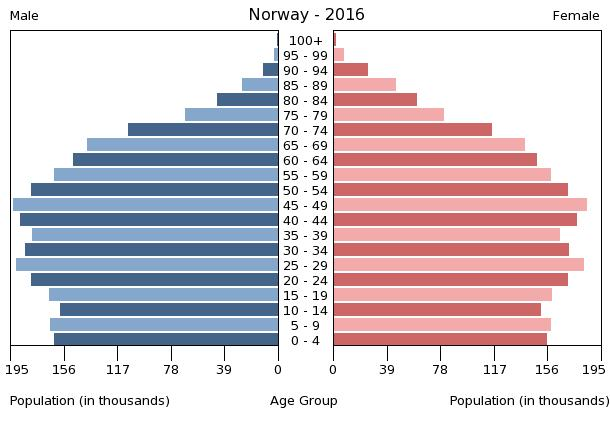
Bevölkerungspyramide Norwegen 2016

Das Medianalter in Norwegen betrug 2023 40,6 Jahre. Bei Frauen lag das Medianalter bei 41,4 Jahren, bei Männern bei 39,9 Jahren. Auf 1000 Einwohner kamen einer Schätzung für das Jahr 2023 etwa 10,4 Geburten und 8,2 Todesfälle. Die Bevölkerung wuchs mit etwa 0,6 % pro Jahr. Die Fertilitätsrate lag 2022 bei 1,41 Kinder pro Frau und war damit so niedrig wie nie zuvor. Das Durchschnittsalter von Frauen bei ihrer ersten Geburt wurde mit 30,2 Jahren angegeben. Der Anteil an Personen im Alter von mindestens 67 Jahren stieg von 1950 bis 2020 von 8 auf 16 % an. Im gleichen Zeitraum sank die durchschnittliche Personenzahl in Haushalten von 3,3 auf 2,1.

#### Bevölkerungswachstum
Im 20. Jahrhundert hat sich die Bevölkerung des Landes mehr als verdoppelt: Von 2,22 Millionen (1900) stieg die Zahl der Einwohner auf 4,48 Millionen (2000). Die Marke der fünf Millionen Einwohner wurde im Jahr 2012 überschritten. In den ersten Jahren nach Ende des Zweiten Weltkriegs wuchs die Bevölkerung um etwa ein Prozent im Jahr an, wobei vor allem die hohe Geburtenrate von Bedeutung war. Mit der Zeit ging die Geburtenrate zurück und das jährliche Bevölkerungswachstum sank in den 1970er-Jahren auf Werte von 0,3 %. Seit 2004 trägt die Einwanderung mehr zum Bevölkerungswachstum bei als die Geburten. Lediglich im Jahr 2020 wurde die Geburtenrate – bedingt durch die niedrige Einwanderungsrate aufgrund der COVID-19-Pandemie – erneut für ein Jahr zum wichtigsten Faktor im Bevölkerungswachstum.
| Jahr                  | 1950 | 1960 | 1970 | 1980 | 1990 | 2000 | 2010 | 2020 |
| --------------------- | ---- | ---- | ---- | ---- | ---- | ---- | ---- | ---- |
| Einwohnerzahl in Mio. | 3,25 | 3,57 | 3,86 | 4,08 | 4,23 | 4,48 | 4,86 | 5,37 |

#### Regionale Verteilung
Das Statistisk sentralbyrå bestimmt jährlich die Einwohnerzahlen in den städtischen Siedlungen Norwegens, den sogenannten Tettstedern. Diese haben mindestens 200 Einwohner. Die Bevölkerung des Landes verteilt sich mit etwa 83,0 % (Stand: 2024) auf Tettsteder und zu etwa 17,0 % auf die restlichen Gebiete. Im Jahr 2024 gab es insgesamt 997 Tettsteder.
Die am dichtesten besiedelten Region des Landes ist das Gebiet um den Oslofjord. In den an den Fjord angrenzenden Fylkern Oslo, Viken und Vestfold og Telemark lebten im Jahr 2020 44 % der Norweger. In Nordnorwegen waren es zum gleichen Zeitpunkt 9 %. Das Landesinnere hat eine geringe Bevölkerungsdichte und die Bevölkerung lebt dort vor allem in den Tälern, durch welche die Hauptverkehrsadern führen. Insgesamt etwa 80 % der Einwohner des Landes leben weniger als zehn Kilometer vom Meer entfernt. In Nordnorwegen wohnen 90 % der Menschen in weniger als vier Kilometer Entfernung zum Meer.

#### Einwanderung
| Rang | Staat       | Einwanderer | Nachkommen *) |
| --- | ----------- | ----------- | ------------- |
| 1. | Polen       | 111.376     | 17.592        |
| 2. | Ukraine     | 79.624      | 2.254         |
| 3. | Litauen     | 43.077      | 8.279         |
| 4. | Syrien      | 40.077      | 8.279         |
| 5. | Schweden    | 37.213      | 3.772         |
| 6. | Somalia     | 27.658      | 16.414        |
| 7. | Deutschland | 27.379      | 3.827         |
| 8. | Eritrea     | 25.523      | 9.666         |
| 9. | Philippinen | 25.319      | 4.087         |
| 10. | Irak        | 23.776      | 12.710        |
| *) in Norwegen geborene Personen mit zwei im Ausland geborenen Elternteilen und vier im Ausland geborenen Großeltern |             |             |               |

Am 1. Januar 2025 lebten 965.113 im Ausland geborene Einwanderer in Norwegen, was einem Anteil von 17,3 % an der norwegischen Bevölkerung entsprach. 230.237 Personen und damit etwa 4,1 % der Bevölkerung gehörten im Jahr 2025 zu den in Norwegen geborenen Einwohnern, die zwei außerhalb des Landes geborene Elternteile und vier im Ausland geborene Großeltern hatten. Sie werden in der norwegischen Einwanderungsstatistik als Nachkommen von Einwanderern gewertet.
In den 1970er-Jahren kamen die meisten Einwanderer in Norwegen aus den anderen nordischen Staaten, den damaligen Mitgliedsländern der Europäischen Wirtschaftsgemeinschaft sowie aus den Vereinigten Staaten und Kanada. Die Migrationsmuster veränderten sich in den Folgejahren mehrfach. Durch Fluchtbewegungen kamen verstärkt Personen aus Ländern wie Vietnam, Chile, Iran, Sri Lanka, Irak, Somalia, Afghanistan, Eritrea und Syrien nach Norwegen. Der Anteil an asiatischstämmigen Einwanderern stieg – unter anderem durch Flüchtlinge aus diesen Ländern – von 1970 bis 2023 von rund 3 % auf etwa 30 %. Die EU-Erweiterungen ab 2004 führten zu einem starken Anstieg an Arbeitsmigranten aus neuen EU-Mitgliedsstaaten wie Polen und Litauen.
Das häufigste Herkunftsland von Einwanderern in Norwegen ist Polen. Die zweitgrößte Gruppe bilden seit 2024 die ukrainischen Einwanderer, die hauptsächlich ab 2022 in Folge des russischen Überfalls auf die Ukraine nach Norwegen kamen. Ihre Anzahl stieg von 6512 am 1. Januar 2022 auf 36.803 am 1. Januar 2023 und erreichte zum 1. Januar 2024 einen Wert von 65.566.

### Ethnien

Flagge der Samen

In Norwegen lebt die vermutlich größte Gruppe der Samen, einem im Norden Fennoskandinaviens lebenden indigenen Volk. Das traditionelle Siedlungsgebiet erstreckt sich über Norwegen, Schweden, Finnland und Russland und wird auch als Sápmi bezeichnet. Die genaue Anzahl der in Norwegen lebenden Samen ist nicht bekannt, da seit 1930 keine landesweiten Erfassungen mehr versucht worden sind. Die häufig genannte Zahl von 40.000 norwegischen Samen gilt als umstritten. Die Samen unterteilen sich in Norwegen in die Gruppe der Südsamen, der Pite- und Lulesamen sowie in die der Nordsamen.
Ab etwa 1850 war es rund 100 Jahre Teil der offiziellen norwegischen Politik, dass sich die Samen und weitere Minderheiten an die norwegische Mehrheitsbevölkerung angleichen sollten. Im Rahmen dieser Norwegisierungspolitik wurde beispielsweise den samischen Schülern der Gebrauch der samischen Sprachen verboten. Seit 1989 hat die norwegische samische Bevölkerung mit dem Sameting, das seinen Sitz in der nordnorwegischen Kommune Karasjok hat, eine eigene parlamentarische Vertretung. Das Parlament wurde der samischen Bevölkerung nach längeren Konflikten, insbesondere im Rahmen des Alta-Konflikts, zugesichert.
Obwohl der Alta-Konflikt zu einer Verbesserung der politischen Situation der Samen führte, bestehen auch heute noch Auseinandersetzungen zwischen Samen und dem Staat. In der Freedom-in-the-World-Länderliste 2024 wurden sich verschärfende Spannungen zwischen der Regierung und der samischen Bevölkerung angemerkt. Im Jahr 2021 stufte beispielsweise der Oberste Gerichtshof den Fosen-Windpark nachträglich als illegal ein, da er einen massiven Eingriff in die Rentierzucht darstelle und damit die Lebensgrundlage der Samen infrage stelle. Norwegen erhielt in der Freedom-in-the-World-Länderliste 2024 einen Punkteabzug, da der Staat in Folge des Urteils nicht handelte.
Seit 1998 haben Juden, Tatere, Roma, Kvenen und Waldfinnen den Status als nationale Minorität inne. Diesen Status erhielten sie, als Norwegen das Rahmenübereinkommen zum Schutz nationaler Minderheiten des Europarats ratifizierte. Die Samen, die zu diesem Zeitpunkt bereits den Status als Urbevölkerung hatten, erhielten den Status nicht.

### Sprachen

Offizielle Schriftsprache in den Kommunen (Stand: 2024):
Bokmål/Riksmål
Nynorsk
neutral

Norwegisch ist eine nordgermanische Sprache, die nahe mit dem Dänischen und Schwedischen verwandt ist. Die Schriftsprache teilt sich in zwei gesetzlich gleichgestellte Varietäten: Etwa 85–90 % der Einheimischen schreiben eine als Bokmål (wörtlich „Buchsprache“) oder bis 1929 als Riksmål („Reichssprache“) bezeichnete Sprachform, die als von den städtischen Mundarten Norwegens beeinflusste Variante des Dänischen anzusehen ist. Etwa 10–15 % nutzen hingegen Nynorsk („Neunorwegisch“). Diese Sprache, die bis 1929 als Landsmål („Landessprache“) bezeichnet wurde, ist seit 1885 als zweite offizielle Schriftsprache anerkannt. Sie wurde von Ivar Aasen auf der Grundlage der norwegischen Dialekte geschaffen und später weiterentwickelt. Beide Schriftsprachen werden durch den Språkrådet normiert. In der gesprochenen Sprache spielen die Dialekte eine größere Rolle als in vielen anderen Ländern.
Öffentliche Einrichtungen sind verpflichtet, Nynorsk als die weniger genutzte Schriftsprache zu fördern. Schüler müssen beide Schriftsprachen erlernen, wobei sie ab der achten Klasse selbst ihre Haupt- und Nebensprache wählen dürfen. In den darunterliegenden Jahrgangsstufen wird die Hauptvariante von kommunaler Seite bestimmt. Im Jahr 2024 hatten rund 71.000 Grundschüler (1. bis 10. Klasse) Nynorsk als Hauptsprache. Dies entsprach einem Anteil von 11,2 %. Der Anteil ist stark rückläufig: Im Jahr 1992 waren es noch 17,7 %.
Die von den Samen gesprochenen Sprachen aus der samischen Sprachfamilie sind gesetzlich dem Norwegischen gleichgestellt. Da die Samen den Status als Urbevölkerung Norwegens innehaben, werden die samischen Sprachen stärker geschützt als die weiteren Minderheitensprachen. Die samische Sprachfamilie unterteilt sich unter anderem in die Sprachen Nord-, Lule-, Süd-, Pite- und Umesamisch. Im Zuge der Norwegisierungspolitik wurde der Gebrauch dieser Sprachen ab Mitte des 19. Jahrhunderts lange zurückgedrängt. Weitere Minderheitensprachen sind die von finnischen Einwanderern ins Land gebrachte Sprache Kvenisch sowie Romani. Die Norwegische Gebärdensprache wurde im Jahr 2009 als vollwertige Sprache anerkannt. Norwegische Schüler lernen meist Englisch als erste Fremdsprache und später als Wahlfach Deutsch, Spanisch oder Französisch.

### Religionen und Weltanschauungen

#### Verhältnis von Staat und Religion

Wappen der Norwegischen Kirche

In der Verfassung von 1814 wurde die evangelisch-lutherische Religion zur öffentlichen Religion des Staates erklärt. Personen jüdischen Glaubens wurde die Niederlassung in Norwegen verboten. Der entsprechende Paragraf wurde im Jahr 1851 aufgehoben und alle Einwohner Norwegens erhielten das Recht auf freie Religionsausübung. Die Zahl der jüdischen Bürger lag im Jahr 1940 bei etwa 2170, wovon 767 während der deutschen Okkupation Norwegens ins KZ Auschwitz deportiert wurden (siehe Hauptartikel: Geschichte der Juden in Norwegen). Heute ist die Diskriminierung aufgrund der Religionszugehörigkeit gesetzlich verboten. Ab dem Alter von 15 Jahren hat jede Person das Recht, selbst in Religionsgemeinschaften einzutreten oder sie zu verlassen.
Die größte Glaubensgemeinschaft blieb auch nach Einführung der Religionsfreiheit die vom Präses der Bischofskonferenz geleitete evangelisch-lutherische Volkskirche (Norwegische Kirche). Durch eine Verfassungsänderung im Jahr 2012 wurde die Verknüpfung zwischen Staat und Kirche gelockert. Die Volkskirche behielt gegenüber den weiteren Religionsgemeinschaften aber weiter eine Sonderrolle. So wird beispielsweise die Zahlung der Gehälter von kirchlichen Angestellten staatlich unterstützt.

#### Bevölkerungsanteile
Im Jahr 2024 gehörten rund 3,45 Millionen Norweger der Norwegischen Kirche an. Für die Glaubens- und Weltanschauungsgemeinschaften außerhalb der Norwegischen Kirche veröffentlichte die norwegische Statistikbehörde Statistisk sentralbyrå für das Jahr 2025 folgende Zahlen:
| Norwegische Kirche |           |                   |        |
| Jahr               | Einwohner | Kirchenmitglieder | Anteil |
| 2005               | 4.606.363 | 3.938.723         | 85,5 % |
| 2010               | 4.858.199 | 3.835.477         | 78,9 % |
| 2015               | 5.165.802 | 3.799.366         | 73,5 % |
| 2020               | 5.367.580 | 3.655.556         | 68,1 % |
| 2024               | 5.550.203 | 3.452.679         | 62,2 % |

- Christentum (ohne Norwegische Kirche): 384.324 Personen, davon
  - Römisch-katholische Kirche: 168.220 Personen
  - Pfingstgemeinden: 40.502 Personen
  - Orthodoxe Kirchen: 39.431 Personen
  - Freikirchen: 18.797 Personen
  - Zeugen Jehovas: 12.748 Personen
  - Schwedische Kirche: 12.239 Personen
  - Norwegischer Missionsverband: 11.462 Personen
  - Norwegische Baptistenunion: 10.571 Personen
  - Brunstad Christian Church: 9272 Personen
  - Evangelisch-methodistische Kirche: 9009 Personen
  - Sonstige: 52.073 Personen
- Islam: 197.390 Personen
- Mitglieder von Weltanschauungsgemeinschaften: 146.818 Personen
- Buddhismus: 22.176 Personen
- Hinduismus: 14.320 Personen
- Sikhismus: 4338 Personen
- Bahaitum: 1049 Personen
- Judentum: 763 Personen

Die Mehrheit derer, die einer Religionsgemeinschaft außerhalb der Norwegischen Kirche angehören, sind Einwanderer. Die Einwanderung trug insbesondere zu den Mitgliederzahlen der römisch-katholischen Kirche und der muslimischen Gemeinschaften bei. Aufgrund des Zuzugs ukrainischer Flüchtlinge stieg seit 2022 auch die Anzahl der Mitglieder der orthodoxen Kirchen stark an. In der Region um Oslo leben überdurchschnittlich viele Muslime. Auch die Katholiken sind stärker in den größeren Städten des Landes vertreten. Die jüdischen Gemeinden haben den Großteil ihrer Mitglieder in den Städten Oslo und Trondheim.
Viele der Mitglieder dieser Gemeinschaften geben jedoch selbst an, nicht religiös zu sein. So lag der Anteil der Norweger ab 16 Jahren, die sich selbst als Anhänger einer Religion oder Glaubensrichtung sehen, im Jahr 2020 bei 47 %. Bei Personen unter 45 Jahren lag der Anteil bei 40 %.

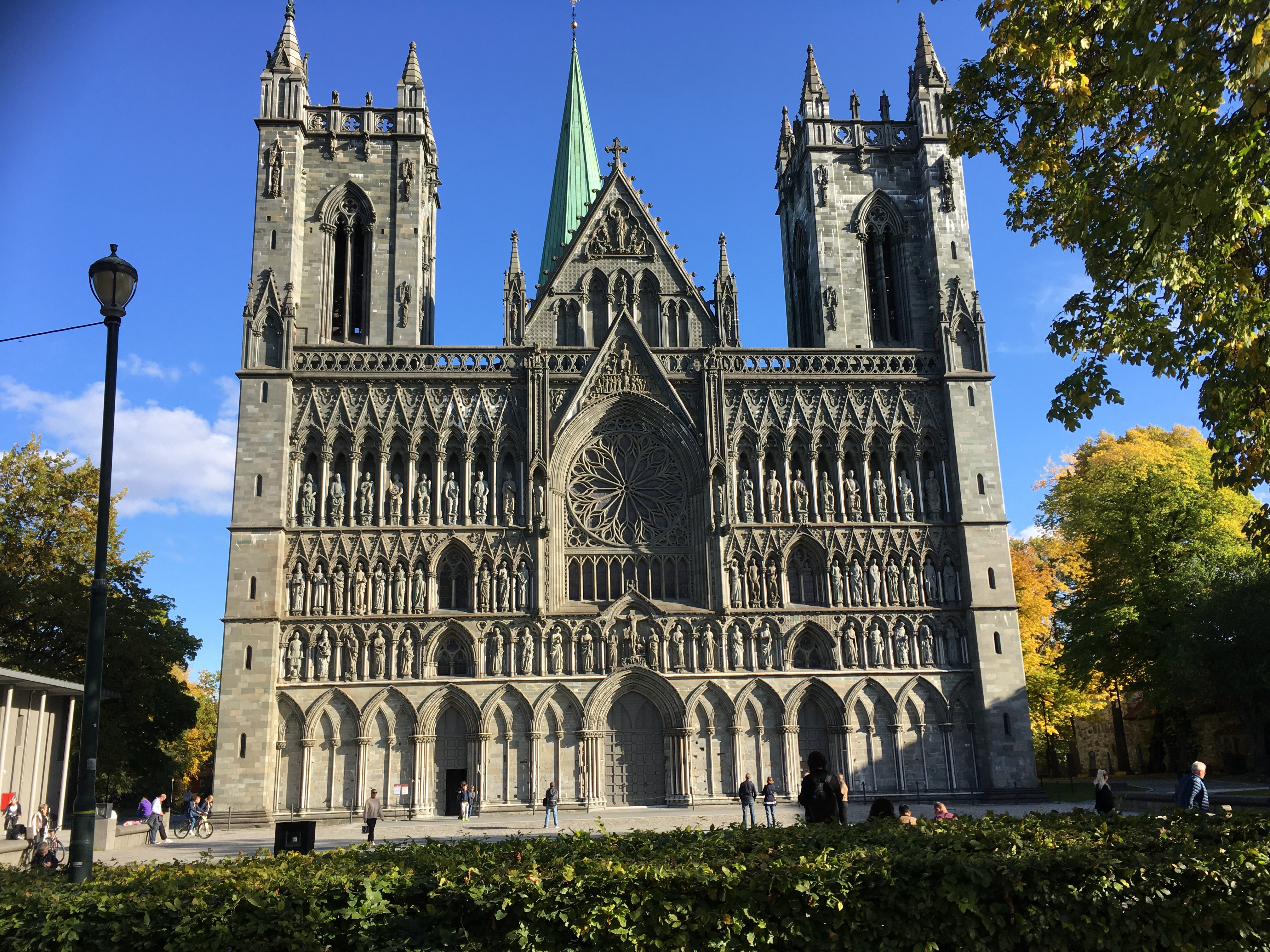
Nidarosdom in Trondheim
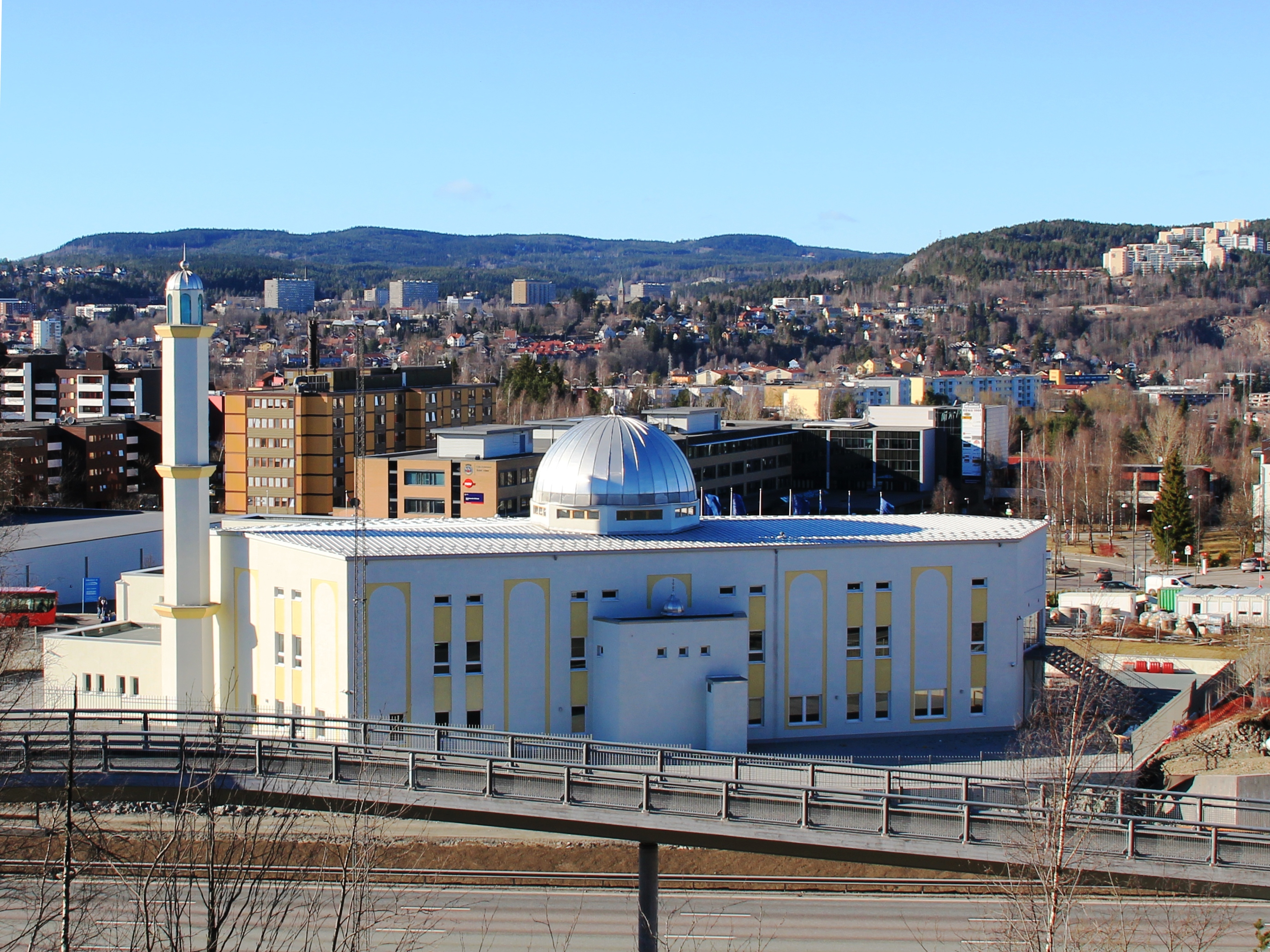
Bait-un-Nasr-Moschee in Furuset, Oslo
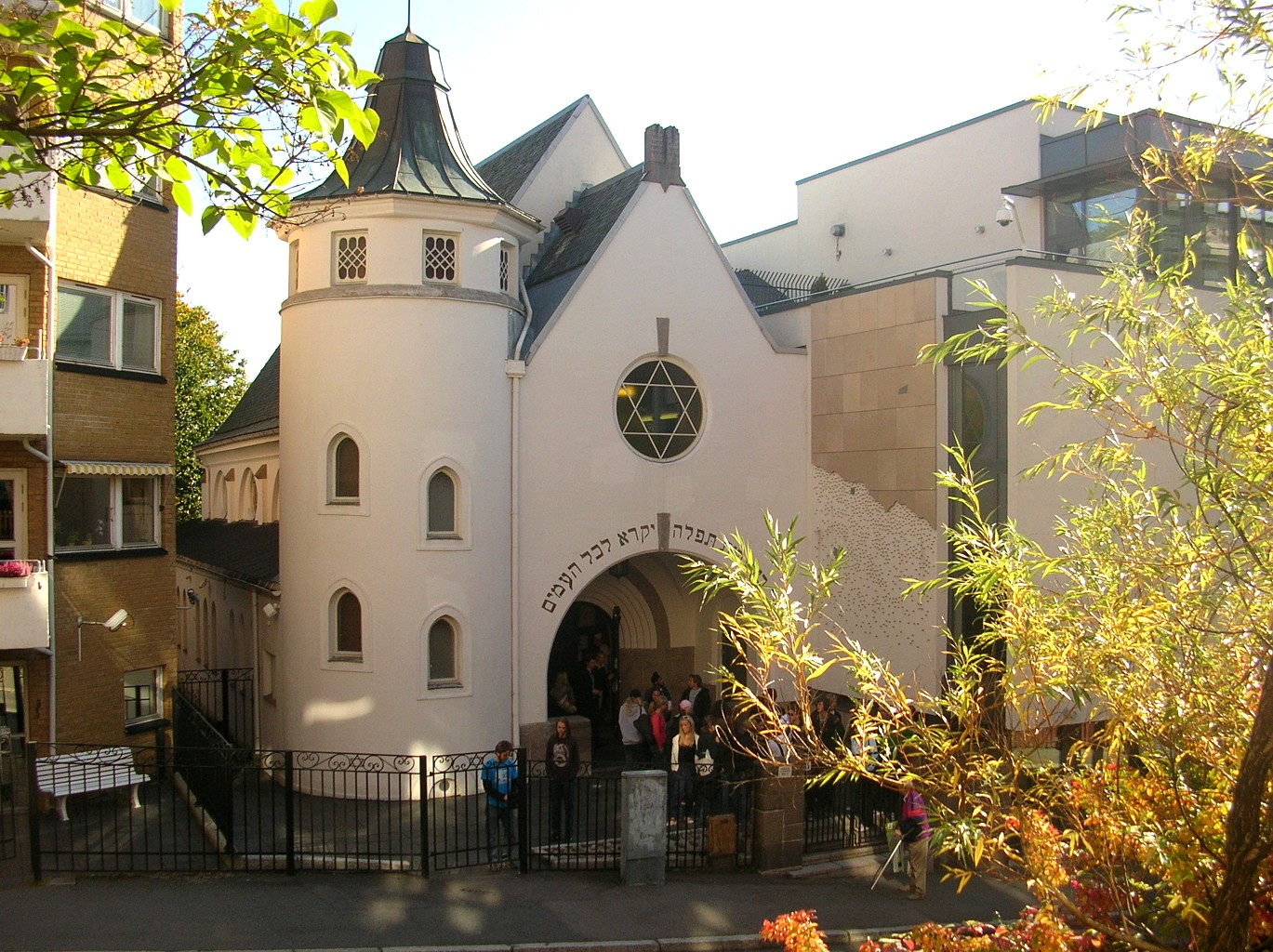
Synagoge in Oslo

#### Weltanschauungsgemeinschaften
In Norwegen gibt es einen humanistischen Verband, den Human-Etisk Forbund (HEF), eine Weltanschauungsgemeinschaft von nichtreligiösen und bekenntnisfreien Menschen. Der Verband wurde 1956 gegründet und hatte 2024 rund 152.000 Mitglieder, was ihn zum größten Verband dieser Art in Norwegen macht.

### Bildung

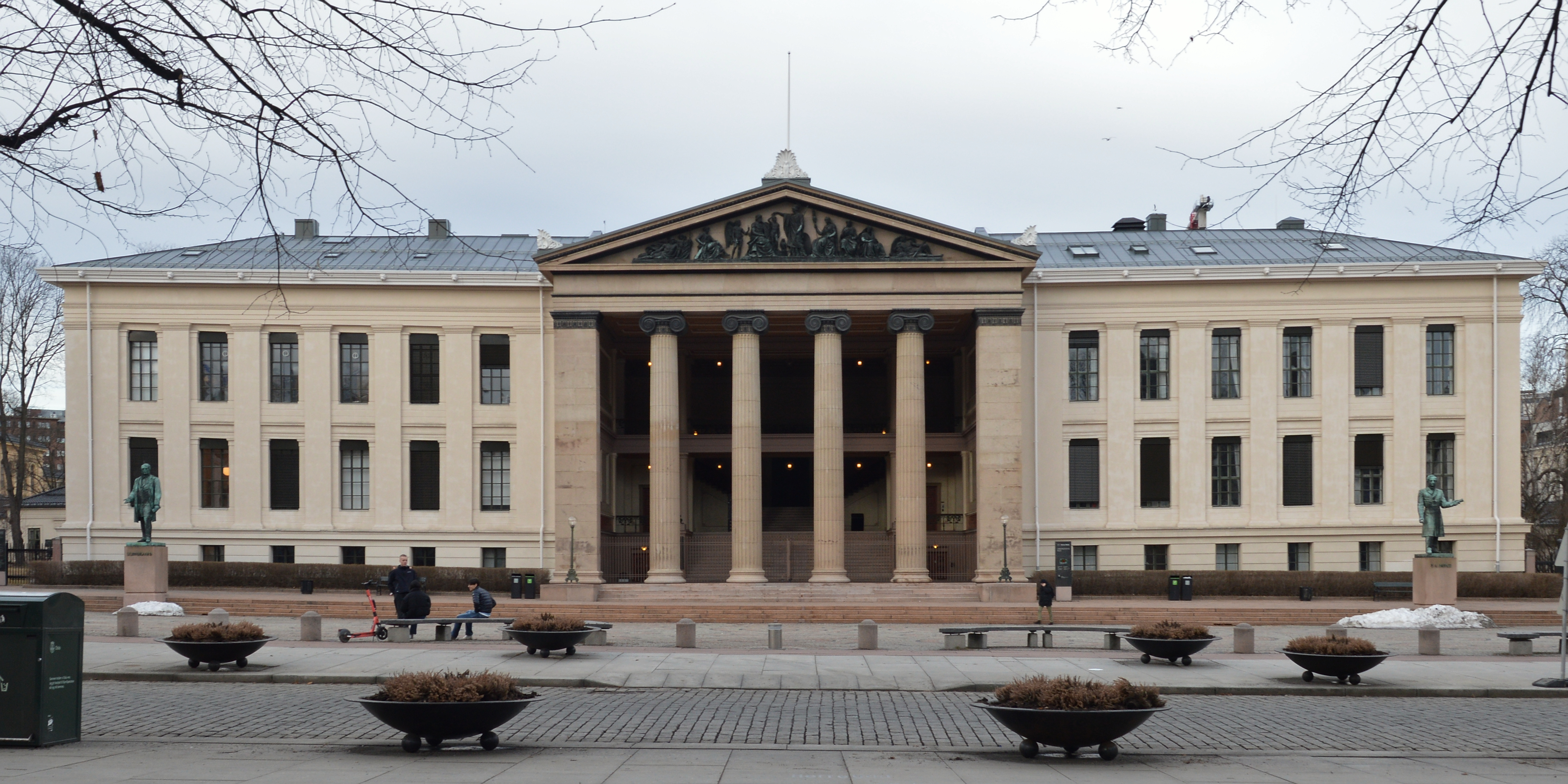
Gebäude der Universität Oslo

In Norwegen besteht eine Bildungspflicht für Kinder ab sechs Jahren bis zum Ende der zehnten Jahrgangsstufe. Alle Kinder haben das Recht auf einen kostenlosen Besuch einer öffentlichen Schule. Der Besuch privater Schulen und Hausunterricht ist ebenfalls gestattet. Des Weiteren haben alle Schüler das Recht, nach der Grundschule eine weiterführende Schule (videregående skole) zu besuchen. Die Schulpflicht wurde im Jahr 1739 eingeführt. Im Jahre 1889 wurde festgelegt, dass die Schulpflicht sieben Jahre dauert. Später wurde die Dauer der Pflicht verlängert: 1969 wurde sie auf neun und 1997 auf zehn Jahre gesetzt. Samische Schüler haben das Recht auf Unterricht in einer samischen Sprache. Für Einwandererkinder im Schulalter muss der norwegische Staat in jeder Kommune Sprachkurse anbieten.
Die Kindergärten unterliegen neben den Schulen ebenfalls dem Bildungsministerium. Sie werden von den Kommunen oder von privater Hand betrieben. Im Jahr 2021 besuchten 93,4 % der ein- bis fünfjährigen Kinder einen Kindergarten, bei den Kindern zwischen drei und fünf Jahren lag der Wert bei 97,4 %. Die zehnjährige Grundschule (grunnskole) wird in eine siebenjährige Stufe für Kinder (barnetrinn) und eine dreijährige für Jugendliche (ungdomstrinn) unterteilt. Der überwiegende Teil der Schüler besucht nach Abschluss der Grundschule eine weiterführende Schule. Diese ist geteilt in studienvorbereitende Schulzweige, die der gymnasialen Oberstufe entsprechen, sowie berufsvorbereitende Schulzweige. Fachschulen (fagskoler) bieten im Anschluss an die weiterführende eine berufliche Ausbildung an.
In Norwegen gibt es zehn Universitäten und mehrere staatliche Hochschulen. Die größte private Hochschule ist die Handelshøyskolen BI. Der Anteil an der Bevölkerung über 16 Jahren mit Universitäts- und Hochschulabschluss wuchs zwischen 2016 und 2021 von 32,9 % auf 36,0 % an. Bei den Frauen lag im Jahr 2021 der Anteil an Universitäts- oder Hochschulabsolventinnen bei 40,7 %. Zudem hatten 3,1 % Prozent der Norweger über 16 Jahren einen Fachschulabschluss und 36,7 % den Abschluss der weiterführenden Schule als höchsten Abschluss. Im PISA-Ranking von 2015 erreichen norwegische Schüler Platz 19 von 72 Ländern in Mathematik, Platz 24 in Naturwissenschaften und Platz 9 beim Leseverständnis. Norwegen liegt damit im oberen Drittel unter den OWZE-Staaten.

### Lebensstandard
| Geburtenrate (2024)            | 10,4 je 1000 Einw.  |
| Fertilitätsrate (2024)         | 1,57 Kinder je Frau |
| Müttersterblichkeit (2020)     | 2 je 100.000 Geb.   |
| Säuglingssterblichkeit (2024)  | 1,8 je 1000 Geb.    |
| Sterblichkeit (2024)           | 8,4 je 1000 Einw.   |
| Lebenserwartung (2024)         | 82,9 Jahre          |
| Lebenserwartung (Männer)       | 81,3 Jahre          |
| Lebenserwartung (Frauen)       | 84,6 Jahre          |
| Zugang zu sauberem Trinkwasser | 100 %               |
| Ärzte (2020)                   | 5,04 je 1000 Einw.  |
| Krankenhausbetten (2018)       | 3,5 je 1000 Einw.   |
| HIV/AIDS-Infizierte (2018)     | 5800                |

Der Lebensstandard in Norwegen gehört zu den höchsten weltweit, in der Rangfolge des Index der menschlichen Entwicklung nimmt das Land seit 1996 fast durchgängig (Stand: 2020) den ersten Platz ein.
Nach Angaben der Statistikbehörde Statistisk sentralbyrå waren im vierten Quartal des Jahres 2022 insgesamt 2.818.122 Menschen arbeitstätig. Dies entsprach einem Anteil von 68,7 % an der Bevölkerung zwischen 15 und 74 Jahren. Die Zahl der im Jahr 2022 im Schnitt als arbeitslos registrierten Personen setzte die Behörde NAV mit 52.148 fest, was einer Arbeitslosenquote von 1,8 % entsprach.

### Frauenrechte und Gleichstellung
Norwegen gilt als Pionier der Frauenrechte. So wurde unter anderem die Norwegische Frauenrechtsvereinigung bereits 1884 von vielen der prominentesten Persönlichkeiten der Zeit, darunter mehreren Ministerpräsidenten, gegründet. Im Global Gender Gap Report 2023, der die Gleichberechtigung von Männern und Frauen in einem Land misst, belegte Norwegen den zweiten Platz hinter Island.

#### Wahlrecht
Frauen, die über Grundbesitz verfügten oder mit Grundbesitzern verheiratet waren, durften sich ab 1901 an Regionalwahlen beteiligen. In der Wahl von 1906 unterstützen die Befürworterinnen des Frauenwahlrechts die Radikalen, und ein Sieg der Radikalen führte dazu, dass 1907 diejenigen Frauen, die bereits über das regionale Wahlrecht verfügten, auch auf nationaler Ebene dieses Recht erhielten. Im Jahr 1913 wurden alle Beschränkungen aufgehoben. Damit führte Norwegen das Frauenwahlrecht im Jahr 1913 nach Neuseeland, Australien und Finnland als weltweit vierter Staat ein. Im Jahre 1978 wurde Eva Kolstad die weltweit erste Ombud für Gleichstellung.

#### Bildung und Arbeitsmarkt
Mädchen haben in norwegischen Schulen im Schnitt bessere Noten und Frauen erhalten häufiger Bildungsabschlüsse als Männer. Im Jahr 2022 wurden 58,7 % der insgesamt erreichten Hochschul- und Universitätsabschlüsse von Frauen abgelegt. Bei den Promotionen lag der Frauenanteil bei 50,8 %.
Auf dem Arbeitsmarkt verdienen Frauen in Norwegen im Durchschnitt weniger als Männer, die Gehaltsunterschiede zwischen Männern und Frauen sind jedoch rückläufig. Nachdem das durchschnittliche Gehalt von Frauen im Jahr 2002 noch bei 83,9 % des durchschnittliche Gehalts von Männern lag, stieg der Wert bis 2022 auf 87,6 %. Die Unterschiede sind insbesondere darauf zurückzuführen, dass in den höchsten Lohnbereichen weniger Frauen vertreten sind. Auch der Anteil an arbeitstätigen Frauen und Männern nähert sich an und lag im Jahr 2022 bei den Männern bei 75,6 % und bei den Frauen bei 69,5 %. Während aber im Jahr 2022 bei den Männern 84,4 % in einer Vollzeitanstellung arbeiteten, waren es bei den Frauen nur 64,7 %. Unterschiede bestehen auch in der Art der Arbeit, die Frauen und Männer in Norwegen hauptsächlich ausführen. Im öffentlichen Sektor waren im Jahr 2022 von den Angestellten 70,0 % weiblich, in der Privatwirtschaft waren es hingegen nur 36,6 %. Zurückzuführen ist dies unter anderem auf den weitgehend öffentlich verwalteten Gesundheitssektor mit einem Frauenanteil von rund 80 %.

## Geschichte

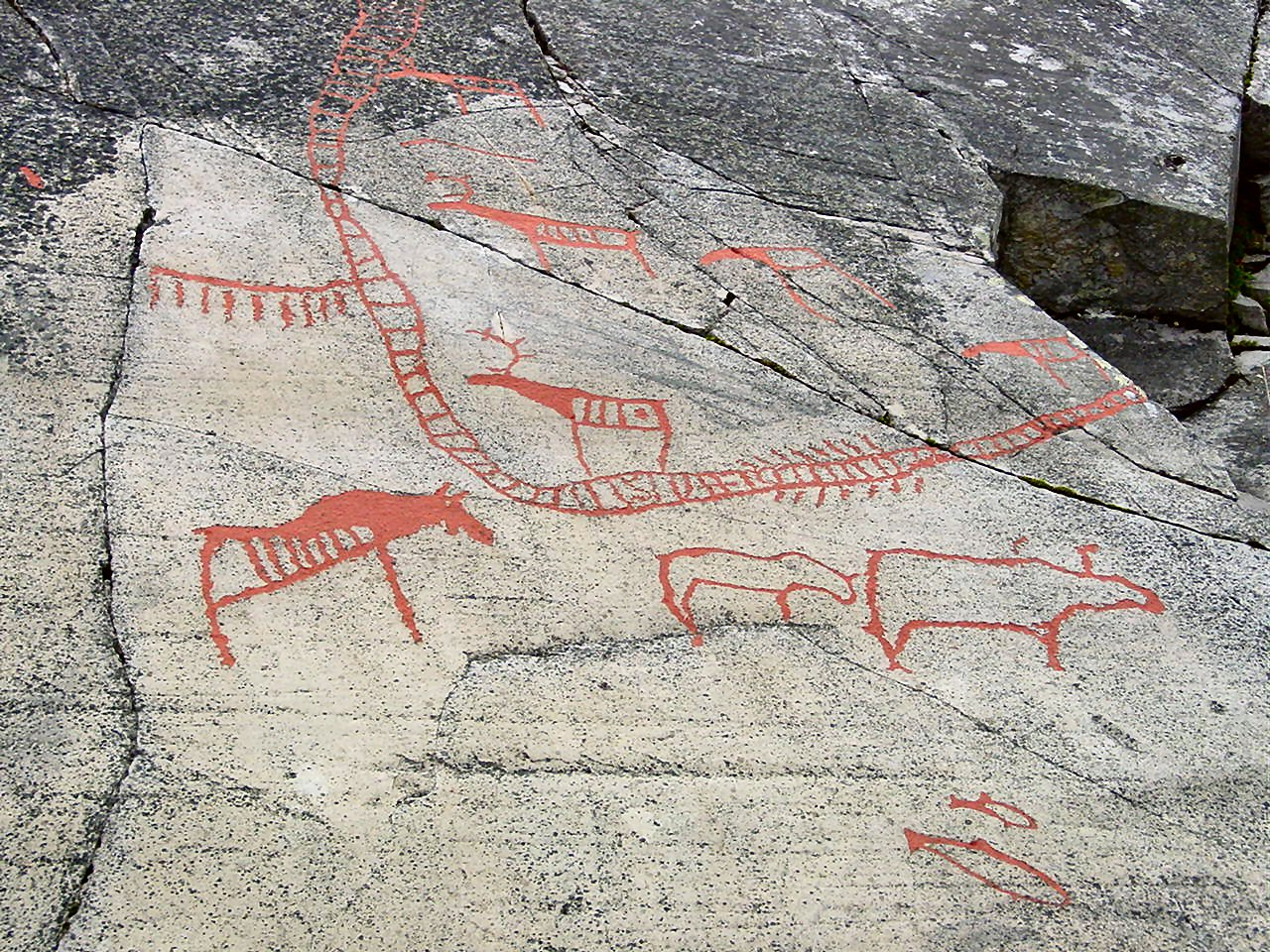
Felszeichnungen von Alta

Die menschliche Besiedlung des heutigen Staatsgebiets begann nach der letzten Kaltzeit etwa im 8. Jahrtausend v. Chr., als Jäger und Sammler dem schmelzenden Eis nach Norden folgten. Funde aus der Jungsteinzeit sind die ersten, die auf Landwirtschaft im heutigen Norwegen hindeuten. Mit dem allmählichen Einzug der Landwirtschaft konnten mehr Menschen ernährt werden. Im Norden hielt sich die Jäger- und Sammlerkultur länger. Die Felszeichnungen von Alta zeigen Motive aus dieser Zeit. Der Jungsteinzeit folgte die Bronzezeit, wobei es wenige Bronzefunde in Norwegen gibt. Während der Bronzezeit wurde zunehmend das Landesinnere besiedelt. Auf die Bronzezeit folgte die Eisenzeit. Funde von größeren Gräbern aus der Eisenzeit zeugen davon, dass damals Menschen mehrere Generationen lang an einem Ort lebten.
Die Zeit der Wikinger dauerte von etwa 800 bis 1050 an. Der ab etwa 900 regierende Harald Hårfagre gilt als der erste König Norwegens. Sein Machtgebiet erstreckte sich wohl aber nur über ein Teil des Landes und nicht wie in älteren Quellen häufig dargestellt über ein geschlossenes Königreich über alle Landesteile. Der genaue Gründungszeitpunkt des norwegischen Königreiches ist, da viele zentrale Quellen von Mythen beeinflusst und unzuverlässig sind, umstritten. Während der Wikingerzeit wurden von Norwegen aus Island, die Färöer und Grönland besiedelt. Einige Wikinger – unter der Führung von bspw. Bjarni Herjúlfsson, Thorvald Eiriksson und Leif Eriksson – erreichten auf mehreren Fahrten um 1000 n. Chr. sogar Neufundland vor der Nordostküste des etwa 500 Jahre später als Amerika bezeichneten Kontinents. Auch die Normandie, die Orkneyinseln und die Shetlandinseln wurden von Wikingern besiedelt. Unter den Königen Håkon I., Olav I. Tryggvason und Olav II. Haraldsson hielt das Christentum verstärkt Einzug. Letzterer erklärte das Christentum um das Jahr 1020 zur offiziellen Religion.

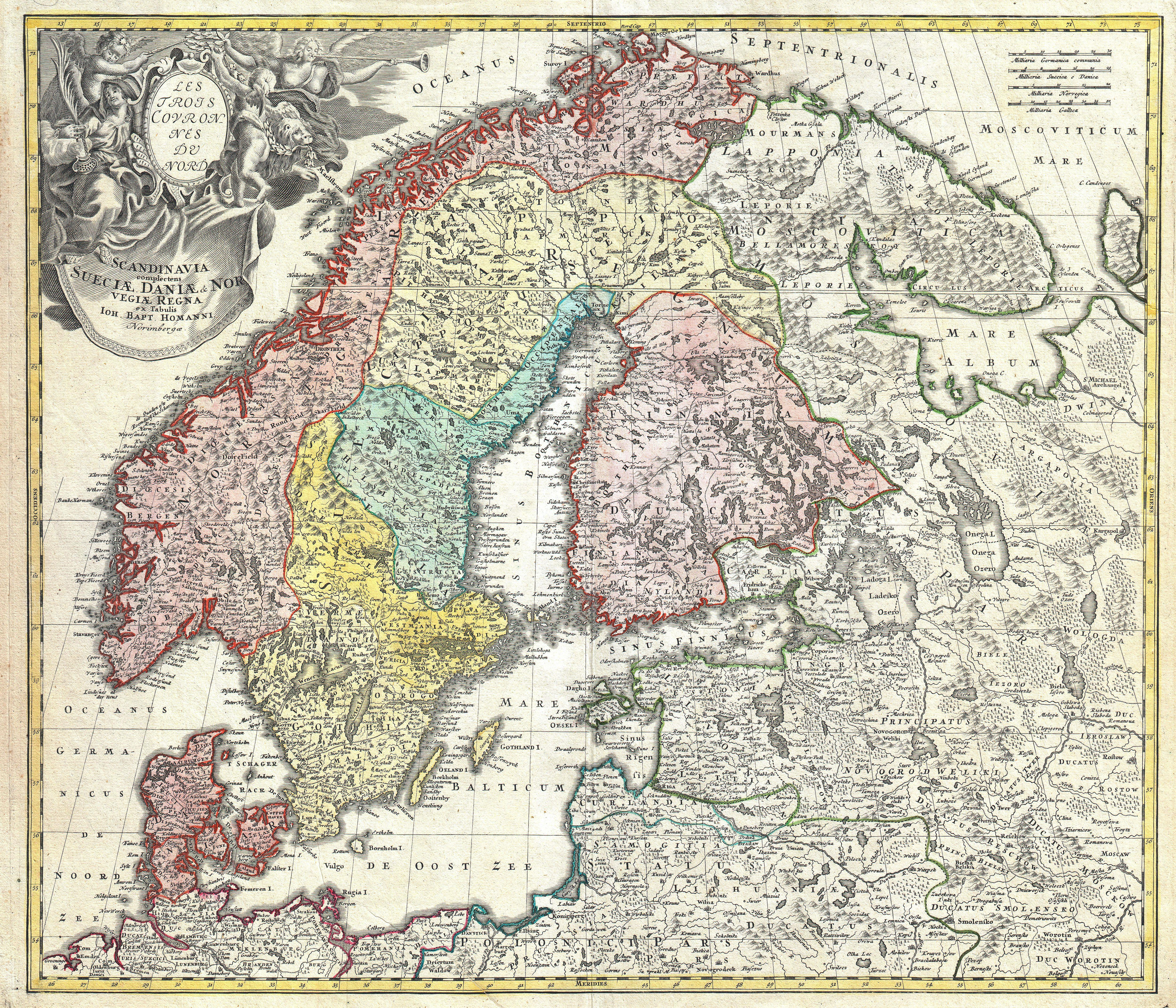
Skandinavien um 1730

Ab 1380 in Personalunion mit Dänemark, trat Norwegen 1397 der Kalmarer Union bei und wurde hierin ein relativ unbedeutendes Mitglied. Das Kalmarer Reich hielt formell bis zum Ausscheiden Schwedens (1523), mit Dänemark bis 1814. Wegen politischer Unterstützung Frankreichs musste Dänemark nach den Napoleonischen Kriegen Norwegen am 14. Januar 1814 im Kieler Frieden an den König von Schweden abtreten. Es gab allerdings keine direkte Übergabe, so dass Norwegen für kurze Zeit unabhängig wurde und sich in einer Nationalversammlung am 17. Mai 1814 in Eidsvoll eine Verfassung gab, die mit kleinen Änderungen noch in Kraft ist. Das Storting arrangierte im Jahr 1836 die erste 17.-Mai-Feier; seit diesem Tag wird der 17. Mai als Norwegens Nationalfeiertag angesehen.
Es folgten 91 Jahre Personalunion mit Schweden. Diese wurde am 13. August 1905 aufgelöst, nachdem eine überwältigende Mehrheit der Norweger bei einer Volksabstimmung für die Beendigung dieser Union votiert hatte. Am 12. und 13. November 1905 fand eine Volksabstimmung statt zur Frage, ob Norwegen eine Monarchie sein sollte; 78,9 % der Wähler stimmten dafür. Norwegischer König wurde Prinz Carl aus dem Haus Glücksburg; er nahm den Namen Haakon VII. an.
Im Ersten Weltkrieg erklärten Norwegen, Dänemark und Schweden ihre Neutralität. 1920 trat das Land dem Völkerbund bei.

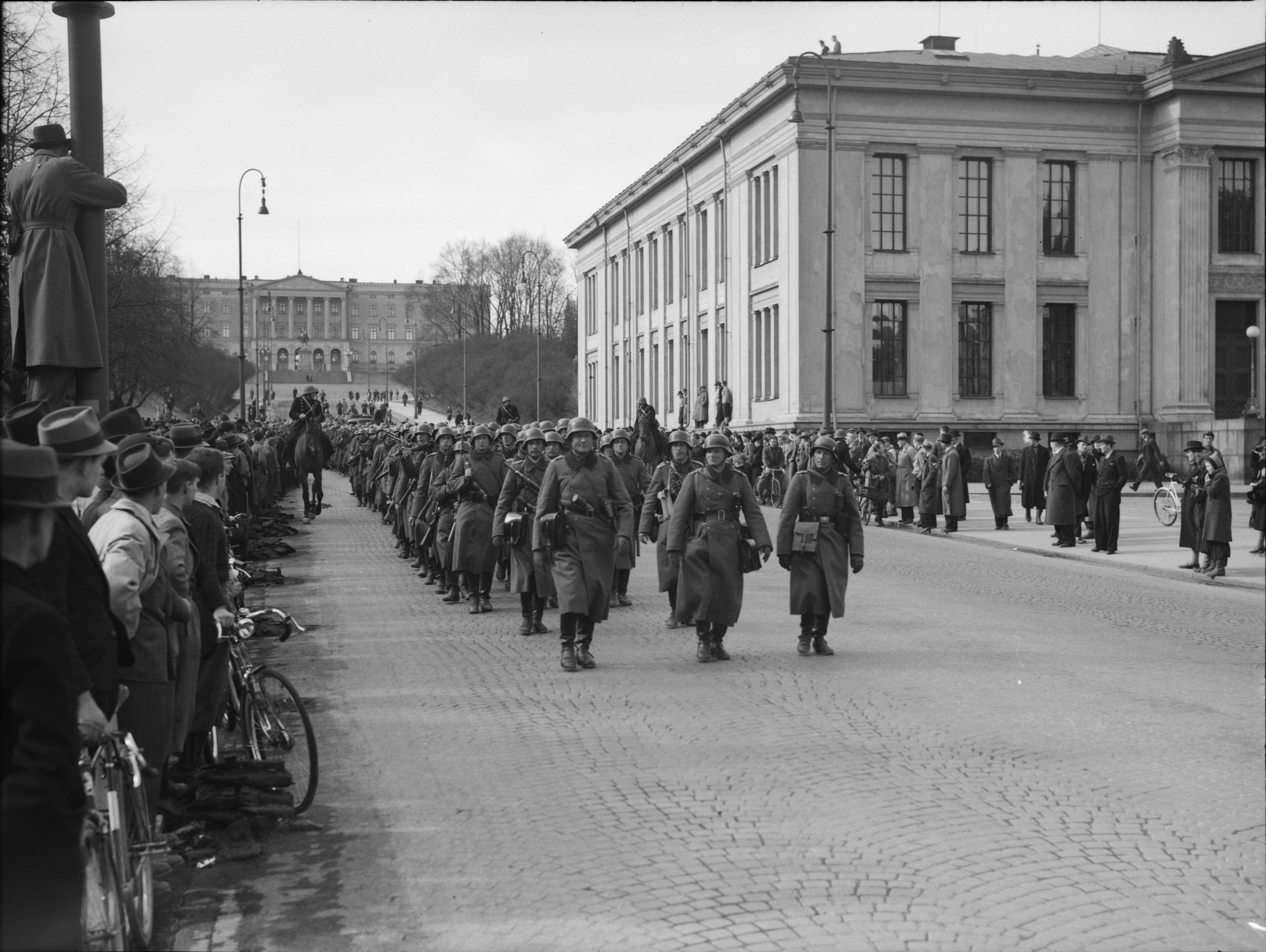
Deutsche Truppen in Oslo am 9. April 1940

Im Frühling 1940 wurde das neutrale Norwegen im Zweiten Weltkrieg im Unternehmen Weserübung von der Wehrmacht überfallen und blieb bis Mai 1945 unter deutscher Besatzung. Als Reichskommissar für Norwegen wurde Josef Terboven ernannt. Militärisch wurde die Okkupation begründet mit der bevorstehenden Landung britischer Truppen sowie den strategisch bedeutenden Häfen an der norwegischen Küste, die für den Nachschub an Eisenerz aus dem schwedischen Kiruna wichtig waren. Vor allem die Bedeutung Narviks für die deutsche Kriegswirtschaft ist umstritten, denn das Dritte Reich war weniger auf die schwedischen Eisenerzlieferungen angewiesen als gemeinhin angenommen. Das findet seine Bestätigung in der Anweisung Adolf Hitlers, die Hafenanlagen für den Gegner unbrauchbar zu machen. Wichtiger für die deutsche Kriegswirtschaft waren die norwegischen Rohstoffe, hauptsächlich Aluminium, Molybdän und Schwefelkies (Pyrit und Markasit), wobei im Rahmen der nationalsozialistischen Europapläne die Schaffung eines „Europäischen Großwirtschaftsraumes“ unter deutscher Hegemonie geplant war. Norwegen leistete sechs Wochen lang militärischen Widerstand, war aber der deutschen Kriegsmarine unterlegen. Norwegische Nationalsozialisten (Vidkun Quisling) verbündeten sich mit den Deutschen und kamen dadurch an die Macht. Da der größte Teil der norwegischen Bevölkerung ihnen ablehnend gegenüberstand, erlangten Widerstandsorganisationen einen hohen Stellenwert.
Eine Folge der deutschen Besatzungszeit waren die sogenannten tyskerbarna, die von deutschen Soldaten mit Norwegerinnen gezeugten „Deutschenkinder“. Ihre Mütter bezeichnete man abwertend als tyskertøser (etwa „Deutschenflittchen“). Die etwa 10.000–12.000 Kinder waren in der norwegischen Nachkriegsgesellschaft massiven Diskriminierungen ausgesetzt und wurden teilweise misshandelt. Erst 1998 bat Ministerpräsident Kjell Magne Bondevik die tyskerbarn um Entschuldigung für das an ihnen begangene Unrecht. Lange unerforscht blieb die Entrechtung und Deportation der norwegischen Juden. Knapp 800 der zirka 2100 Juden, die hauptsächlich in Oslo und Trondheim lebten, wurden in das Vernichtungslager Auschwitz-Birkenau transportiert und dort ermordet. Zu den Opfern zählten Ruth Maier und die 15-jährige Schülerin Kathe Lasnik, deren Schicksal der Philosoph Espen Søbye aufgearbeitet hat.
Die Jahre nach dem Zweiten Weltkrieg wurden politisch vor allem von der sozialdemokratischen Partei Arbeiderpartiet (Ap) dominiert. Ab 1945 hatte sie 16 Jahre lang die absolute Mehrheit im Nationalparlament und sie stellte bis 1965 mit einer Unterbrechung von nur drei Wochen den Ministerpräsidenten. Nach 1945 wurde zunächst versucht, außenpolitisch eine neutrale Position einzunehmen, um Konflikte mit den sich gegenüberstehenden Großmächten zu verhindern. Im Jahr 1948 wandte sich Ministerpräsident Einar Gerhardsen allerdings von dieser Position und der Sowjetunion ab. Im April 1949 gehörte Norwegen zu den Gründungsmitgliedern der NATO. Die norwegische Regierung plante zunächst, ein skandinavisches Militärbündnis zu bilden. Da sich an diesem jedoch Schweden nicht beteiligen wollte, traten Dänemark und Norwegen in die NATO-Verhandlungen ein.
1960 wurde mit Dänemark, Österreich, Portugal, Schweden, der Schweiz und dem Vereinigten Königreich die Europäische Freihandelsassoziation (EFTA) gegründet. Die moderne Geschichte seit 1969 ist geprägt von Wachstum und Reichtum durch das Erdöl. Ein Beitritt zur Europäischen Union wurde in Volksabstimmungen zweimal abgelehnt (25. September 1972 und 28. November 1994). Norwegen ist als Mitglied im Europäischen Wirtschaftsraum (EWR) in vielen Belangen einem EU-Mitglied gleichgestellt und darüber hinaus als Teil der Nordischen Passunion Mitglied des Schengener Abkommens (siehe: Norwegen und die Europäische Union).
Am 22. Juli 2011 wurden zwei verheerende Anschläge in Oslo und auf der Insel Utøya verübt, die insgesamt 77 Todesopfer forderten. Premierminister Jens Stoltenberg bezeichnete den Anschlag als „nationale Tragödie“ und als schlimmste Gewalttat seit dem Zweiten Weltkrieg.

## Politik

### Politisches System

#### Verfassung

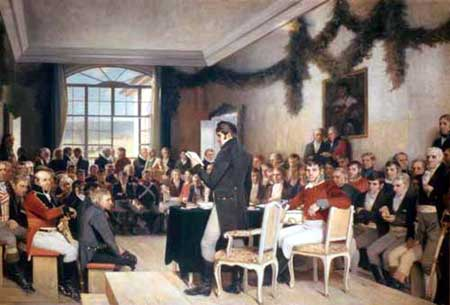
Nationalversammlung von 1814 in Eidsvoll

Die norwegische Verfassung vom 17. Mai 1814 ist von der französischen Verfassung von 1791 inspiriert und führte zu einer liberalen Ausrichtung des Staatsrechts. Das Prinzip der Gewaltenteilung von Montesquieu war ein wesentlicher Grundsatz. Juden wurde bis 1851 das Betreten des Reichs verboten. Der ursprünglich dänisch verfasste und bis 2012 nur vorsichtig modernisierte Verfassungstext wurde zum zweihundertsten Geburtstag der Verfassung in zwei offizielle norwegische Fassungen übertragen, eine in Bokmål und eine in Nynorsk.
Die in der Verfassung festgeschriebene Gewaltenteilung führte im Verlauf des 19. Jahrhunderts zu mehreren Machtproben zwischen der Regierungsbürokratie (Exekutive), die wesentlich vom schwedischen Königshaus kontrolliert wurde, und dem Storting (der norwegischen Nationalversammlung; Legislative). Die Krone versuchte, ihre Privilegien als Exekutivmacht auszubauen und das Storting unter Berufung auf die Verfassung weitgehend von den Regierungsgeschäften auszuschließen. Der Konflikt spitzte sich weiter zu, als sich im Zuge der Industrialisierung die Klassenunterschiede zwischen der beamteten Machtelite und dem aufsteigenden Bürgertum in Norwegen verschärften. In der Gesellschaft wuchs die Ablehnung des königlichen Beamtenstaates. In der Kommunalpolitik war der nationale Regierungsapparat bereits 1837 durch die Einführung der lokalen Selbstverwaltung praktisch entmachtet. Entsprechend energisch bemühte sich der schwedische Adel um die Wahrung seines Einflusses auf nationaler Ebene.
Die Spannungen eskalierten bis 1884, dem Jahr, das in Norwegen die Einführung des Parlamentarismus markiert. Der bürgerlich-liberale Stortingsabgeordnete Johan Sverdrup setzte gegen den Widerstand von König Oskar II. das staatsrechtliche Prinzip durch, dass eine Regierung für den eigenen Machterhalt die Unterstützung des Storting benötigt. Durch diese Abhängigkeit war die durch die Gewaltenteilung festgeschriebene politische Souveränität der Monarchie zugunsten einer Stärkung des Parlaments faktisch aufgehoben. Der König musste Sverdrup als neuen Ministerpräsidenten mit der Regierungsbildung beauftragen. 2007 wurde mit einer Änderung von Artikel 15 der Verfassung das seit 1884 gewohnheitsrechtlich praktizierte System des Parlamentarismus schließlich im Grundgesetz festgehalten.

#### Legislative

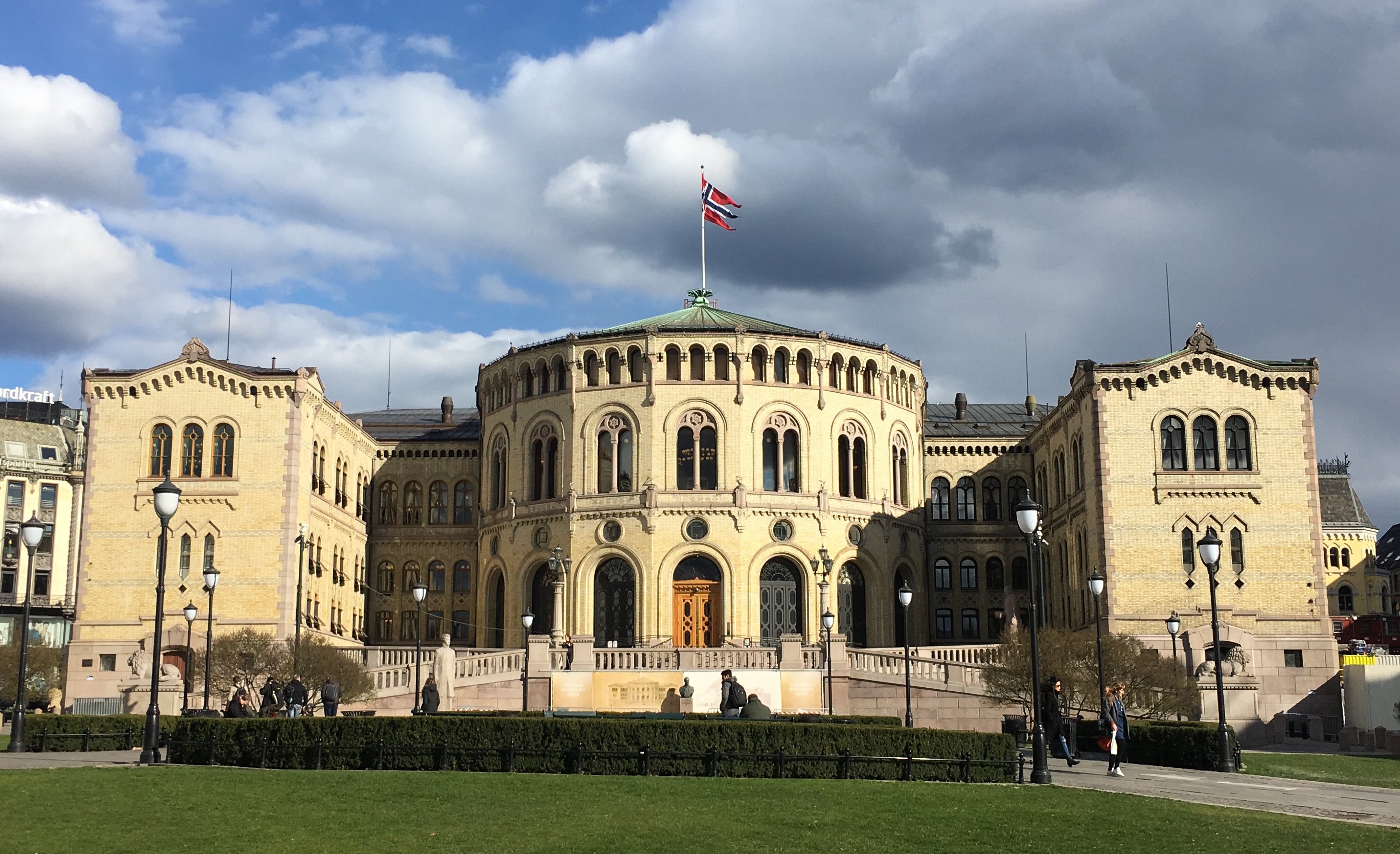
Das Storting ist das Parlament von Norwegen mit Sitz in Oslo

Das norwegische Nationalparlament ist das Storting (wörtlich „Großes Thing“, „Großversammlung“). Das Storting hat seinen Sitz in Oslo und besteht aus 169 Abgeordneten. Diese werden alle vier Jahre (bis 1938 jedes dritte Jahr) gewählt. Im Gegensatz zu vielen Nationen besteht in Norwegen keine Möglichkeit, vorgezogene Neuwahlen auszuschreiben. Von den 169 Abgeordneten des Parlaments werden 150 direkt in den Wahlkreisen gewählt. Die 19 weiteren Sitze werden als Ausgleichsmandate vergeben. Für die Ausgleichsmandate werden nur Parteien berücksichtigt, die landesweit mindestens 4 % der Stimmen erzielt haben. Dem Storting steht ein Präsidium, bestehend aus einem Präsidenten und fünf Vizepräsidenten vor. Seit 2009 tagt das Parlament ausschließlich in einer Kammer. Die zuvor für die Beratung von Gesetzesvorlagen (nicht aber für andere parlamentarische Zuständigkeiten) existierende Gliederung in ein Odelsting und ein Lagting wurde mit Verfassungsänderung von 2007 per 2009 aufgehoben.
Das Storting hat den Charakter eines Arbeitsparlaments und ist in zwölf ständige Ausschüsse unterteilt. Das Regierungssystem kennt den negativen Parlamentarismus: Eine Regierung kann durch die im Storting vertretenen Parteien sowohl aktiv (durch Teilnahme an ihr) als auch passiv (durch Duldung) unterstützt werden, sie braucht also keine ausdrückliche Mehrheit im Parlament. Durch eine Vertrauensfrage ist das Storting aber in der Lage, eine Regierung zum Rücktritt zu zwingen.
Volksabstimmungen sind in Norwegen lediglich konsultativ. Sie können sowohl auf nationaler als auch auf kommunaler Ebene durchgeführt werden. In Norwegen gab es bisher sechs Volksabstimmungen auf nationaler Ebene:
- 1905 über die Auflösung der Union mit Schweden (Ergebnis: Ja).
- 1905 über die Einsetzung Prinz Carls von Dänemark als König Haakon VII. (Ergebnis: Ja).
- 1919 über das Verbot von Alkohol (Ergebnis: Ja).
- 1926 über die Aufhebung dieses Verbots (Ergebnis: Ja).
- 1972 über den Beitritt in die Europäische Gemeinschaft (Ergebnis: Nein).
- 1994 über den Beitritt in die Europäische Union (Ergebnis: Nein).

Unbeschadet des einheitsstaatlichen Aufbaus Norwegens ist die kommunale Selbstverwaltung gewährleistet.

#### Exekutive

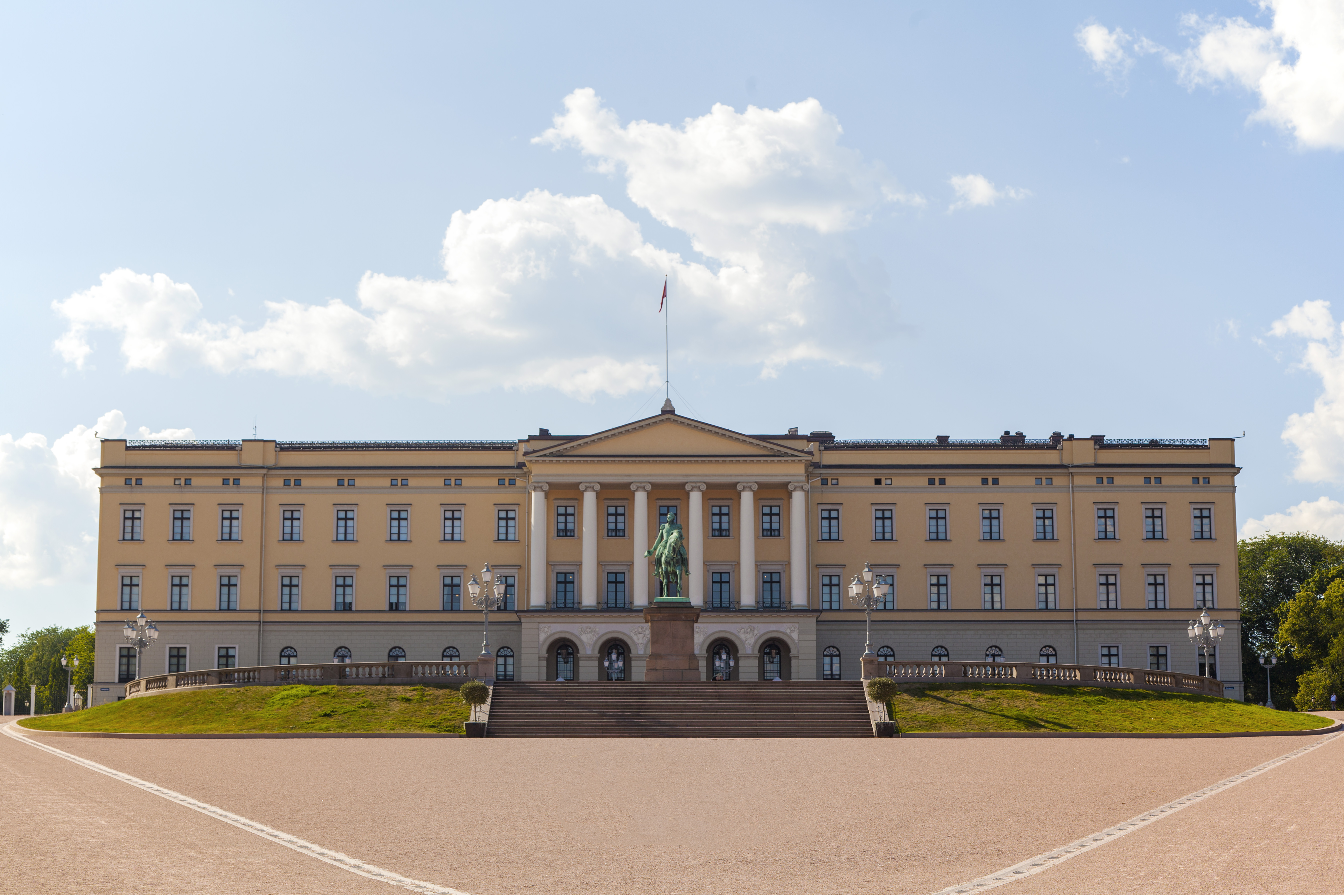
Osloer Schloss, Residenz des Königs

Das Staatsoberhaupt Norwegens ist König Harald V. Im politischen System spielt er eine zeremonielle und repräsentative Rolle: Er ernennt den Ministerpräsidenten und die Minister, leitet den Staatsrat, eröffnet jährlich das Parlament und akkreditiert die ausländischen Botschafter. Bis zu einer Verfassungsänderung 2012 war er auch das Oberhaupt der lutherischen Kirche des Landes. Gegen vom Parlament beschlossene Gesetze gestand ihm schon die Verfassung von 1814 lediglich ein beschränktes Einspruchsrecht (Veto) zu, das vom Parlament zurückgewiesen werden kann. Seit der Loslösung Norwegens von Schweden 1905 hat kein König mehr von diesem Recht Gebrauch gemacht.
Der König ernennt anhand der im Parlament gegebenen absoluten oder relativen Mehrheiten den Ministerpräsidenten und auf dessen Vorschlag die Minister. Die Regierung muss keine ausdrückliche Mehrheit der Parlamentarier hinter sich haben, sondern kann auch als Minderheitsregierung amtieren, solange ihre Gegnerschaft über keine Mehrheit verfügt („negativer Parlamentarismus“). Erringen die Gegner der Regierung eine Mehrheit, können diese über eine negativ beschiedene Vertrauensfrage die Regierung zum Rücktritt zwingen. Über die unter der Leitung des Königs regelmäßig stattfindenden Sitzungen des Staatsrates, dem alle Minister angehören und in dessen Rahmen das Staatsoberhaupt die Gesetze und Verordnungen unterzeichnet, ist dieses formal in die Handlungen der Regierung eingebunden.
Ministerpräsident (norwegisch Statsminister) ist Jonas Gahr Støre von der sozialdemokratischen Partei Arbeiderpartiet (Ap). Seine seit dem 14. Oktober 2021 regierende Regierung Støre folgte der Regierung der Høyre-Politikerin Erna Solberg, die ab Oktober 2013 in verschiedenen Konstellationen regierte: Nach der Parlamentswahl 2013 bildete sie eine Minderheitsregierung mit der Fremskrittspartiet (FrP), nach der Parlamentswahlen 2017 eine Minderheitsregierung mit der FrP und der sozialliberalen Partei Venstre. Im Januar 2019 trat die christdemokratische Kristelig Folkeparti (KrF) der Koalition bei. Die FrP verließ die Regierung im Januar 2020. Vor Solberg regierte von 2005 bis 2013 der Ap-Politiker Jens Stoltenberg.
Nach dem Zweiten Weltkrieg verfügte die sozialdemokratische Arbeiterpartei unter Einar Gerhardsen von 1945 bis 1961 über eine absolute Mehrheit. Danach wurden in der Regel Minderheitsregierungen gebildet. In jüngster Vergangenheit war die Tendenz zu beobachten, Koalitionsregierungen mit fester Mehrheit im Parlament zu bilden und auf Grundlage eines Koalitionsvertrags zu agieren. Große Koalitionen zwischen Sozialdemokraten und Konservativen hat es bislang nicht gegeben.

#### Judikative
Der Oberste Gerichtshof von Norwegen (norwegisch Norges Høyesterett oder Noregs Høgsterett) ist das Höchstgericht des Landes. Ein ausschließlich für Verfassungsrecht zuständiges Gericht existiert nicht.

### Politische Indizes
| Name des Index                     | Indexwert    | Rang        | Interpretationshilfe | Jahr |
| ---------------------------------- | ------------ | ----------- | --- | ---- |
| Fragile States Index               | 12,7 von 120 | 179 von 179 | Stabilität des Landes: sehr nachhaltig 0 = sehr nachhaltig / 120 = sehr alarmierend Rang: 1 = fragilstes Land / 179 = stabilstes Land | 2024 |
| Demokratieindex                    | 9,81 von 10  | 1 von 167   | Vollständige Demokratie 0 = autoritäres Regime / 10 = vollständige Demokratie                                                         | 2024 |
| Freedom in the World Index         | 98 von 100   | —           | Freiheitsstatus: frei 0 = unfrei / 100 = frei                                                                                         | 2024 |
| Rangliste der Pressefreiheit       | 92,3 von 100 | 1 von 180   | Gute Lage für die Pressefreiheit 100 = gute Lage / 0 = sehr ernste Lage                                                               | 2025 |
| Korruptionswahrnehmungsindex (CPI) | 81 von 100   | 5 von 181   | 0 = sehr korrupt / 100 = sehr sauber                                                                                                  | 2024 |

### Verwaltungsgliederung

Norwegische Provinzen

Das norwegische Hauptland ist seit dem 1. Januar 2024 in 15 Provinzen (Fylker) eingeteilt, die traditionell in fünf Landesteile (landsdel) zusammengefasst werden. Bis auf Oslo sind alle Fylker in mehrere Kommunen unterteilt. Seit dem 1. Januar 2024 gibt es in Norwegen insgesamt 357 Kommunen, eine mehr als in der Zeit von 2020 bis 2023. Im Juni 2017 wurde eine umfassende Verwaltungsgebietsreform beschlossen, die am 1. Januar 2020 abgeschlossen wurde. Sie beinhaltete eine Regional- sowie eine Kommunalreform. Im Rahmen ihrer Durchführung sank die Zahl der Fylker und der Kommunen. Zum 1. Januar 2024 wurden Teile der Reformen aus der Zeit bis 2020 rückgängig gemacht, sodass die Zahl der Fylker von elf auf fünfzehn stieg.
Die Volksvertretungen auf Ebene der Kommunen und der Fylker werden alle vier Jahre gewählt. Die Wahlen finden jeweils zwei Jahre nach den Stortingswahlen statt. Die Parlamente auf Fylkesebene heißen Fylkesting. In jedem Fylke wird zudem ein Repräsentant der Regierung eingesetzt, der Verwaltungsaufgaben für die Ministerien des Landes übernimmt. Dieser heißt Statsforvalter und ist dem Kommunalministerium unterstellt. Die Inselgruppe Spitzbergen, die kein eigenes Fylke bildet, besitzt administrativ eine Sonderrolle. Dort gibt es unter anderem statt eines Statsforvalters den Posten des Sysselmesters, der unter der Aufsicht des Justizministeriums steht.

#### Fylker
Insgesamt gibt es in Norwegen seit dem 1. Januar 2024 15 Fylker. Zwischen 2020 und 2023 lag die Anzahl bei elf Fylkern, im Jahr 2017 noch bei 19.
| Wappen | Fylke           | Einwohner 1. Januar 2025 | Fläche (km²) | Anzahl an Kommunen | Landesteil |
| ------ | --------------- | ------------------------ | ------------ | ------------------ | ---------- |
|        | Agder           | 322.188                  | 16.434       | 25                 | Sørlandet  |
|        | Akershus        | 740.680                  | 5894         | 21                 | Østlandet  |
|        | Buskerud        | 271.248                  | 14.694       | 18                 | Østlandet  |
|        | Finnmark        | 75.042                   | 48.637       | 18                 | Nord-Norge |
|        | Innlandet       | 377.556                  | 52.072       | 46                 | Østlandet  |
|        | Møre og Romsdal | 272.413                  | 14.356       | 27                 | Vestlandet |
|        | Nordland        | 243.582                  | 38.155       | 41                 | Nord-Norge |
|        | Oslo            | 724.290                  | 454          | 1                  | Østlandet  |
|        | Østfold         | 314.407                  | 4004         | 12                 | Østlandet  |
|        | Rogaland        | 504.496                  | 9377         | 23                 | Vestlandet |
|        | Telemark        | 177.863                  | 15.298       | 17                 | Østlandet  |
|        | Troms           | 170.479                  | 26.189       | 21                 | Nord-Norge |
|        | Trøndelag       | 486.815                  | 42.202       | 38                 | Trøndelag  |
|        | Vestfold        | 258.071                  | 2168         | 6                  | Østlandet  |
|        | Vestland        | 655.210                  | 33.871       | 43                 | Vestlandet |

#### Kommunen
Insgesamt gibt es in Norwegen 357 Kommunen. Die flächenmäßig größte Kommune ist Kautokeino mit 9.707,35 km², die kleinste ist Kvitsøy mit 6,28 km². Die einwohnerreichste Kommune ist Oslo mit 724.290 Einwohnern. In der Liste aufgeführt werden die 21 Kommunen, die am 1. Januar 2024 mehr als 50.000 Einwohnern hatten.
| Kommune             | Fylke     | Einwohner 1. Januar 2025 |
| ------------------- | --------- | ------------------------ |
| Oslo                | Oslo      | 724.290                  |
| Bergen              | Vestland  | 293.709                  |
| Trondheim (Tråante) | Trøndelag | 216.518                  |
| Stavanger           | Rogaland  | 150.123                  |
| Bærum               | Akershus  | 132.358                  |
| Kristiansand        | Agder     | 118.221                  |
| Drammen             | Buskerud  | 105.452                  |
| Asker               | Akershus  | 100.492                  |
| Lillestrøm          | Akershus  | 95.762                   |
| Fredrikstad         | Østfold   | 85.862                   |
| Sandnes             | Rogaland  | 84.908                   |

| Kommune      | Fylke           | Einwohner 1. Januar 2025 |
| ------------ | --------------- | ------------------------ |
| Tromsø       | Troms           | 79.421                   |
| Sandefjord   | Vestfold        | 66.758                   |
| Nordre Follo | Akershus        | 64.668                   |
| Sarpsborg    | Østfold         | 60.139                   |
| Tønsberg     | Vestfold        | 59.830                   |
| Ålesund      | Møre og Romsdal | 59.198                   |
| Skien        | Telemark        | 56.866                   |
| Bodø         | Nordland        | 53.725                   |
| Moss         | Østfold         | 52.646                   |
| Lørenskog    | Akerhus         | 50.013                   |

### Parteien
Bei der Parlamentswahl 2021 zogen Abgeordnete folgender zehn Parteien ins Storting ein:
| Partei                         | Anzahl Mandate |
| ------------------------------ | -------------- |
| Arbeiderpartiet (Ap)           | 48             |
| Høyre (H)                      | 36             |
| Senterpartiet (Sp)             | 28             |
| Fremskrittspartiet (FrP)       | 21             |
| Sosialistisk Venstreparti (SV) | 13             |
| Rødt (R)                       | 8              |
| Venstre (V)                    | 8              |
| Miljøpartiet De Grønne (MDG)   | 3              |
| Kristelig Folkeparti (KrF)     | 3              |
| Pasientfokus (PF)              | 1              |

Weitere kleinere Parteien, die vor allem in Kommunalparlamenten oder Fylkestingen vertreten sind, sind unter anderem die Kystpartiet, die Norges Kommunistiske Parti, die Industri- og Næringspartiet, die Norgesdemokratene, Nordkalottfolket und die Pensjonistpartiet.

### Staatshaushalt
Die Staatsverschuldung betrug 2017 36,5 % des Bruttoinlandsproduktes (BIP). Der Staatshaushalt umfasste 2020 Ausgaben 1951 Milliarden NOK, denen Einnahmen von 1848 Milliarden NOK gegenüberstanden. Die Staatsausgaben im Jahr 2020 verteilten sich laut der Statistikbehörde Statistisk sentralbyrå wie folgt:
- Sozialausgaben: 758,4 Milliarden NOK
- Gesundheit: 319,6 Milliarden NOK
- Wirtschaftsangelegenheiten: 264,4 Milliarden NOK
- Bildung: 200,0 Milliarden NOK
- Öffentliche Verwaltung: 164,6 Milliarden NOK
- Militär: 69,1 Milliarden NOK
- Freizeit, Kultur und Religion: 66,0 Milliarden NOK
- Öffentliche Ordnung und Sicherheit: 43,7 Milliarden NOK
- Umweltschutz: 34,6 Milliarden NOK
- Wohnen und kommunale Einrichtungen: 30,7 Milliarden NOK

Von der Ratingagentur Standard & Poor’s werden Norwegens Staatsanleihen bereits seit dem Jahre 1990 unverändert mit der Bestnote AAA bewertet (Stand: April 2021).

### Gewerkschaften
In Norwegen waren im Jahr 2021 etwa 1,97 Millionen Arbeitnehmer Mitglied einer Gewerkschaft. Davon gehörten rund 978.000 dem Dachverband Landsorganisasjonen i Norge (LO), 388.000 Unio, 230.000 dem Yrkesorganisasjonenes Sentralforbund (YS) und 243.000 den Akademikerne an.

### Außenpolitik

Norwegen ist ein EFTA-Mitglied

Norwegen ist Mitglied im Nordischen Rat, einem Forum der Nordischen Länder. Wirtschaftlich ist es Mitglied der Europäischen Freihandelsassoziation (EFTA) und Teil des Europäischen Wirtschaftsraumes. Weiterhin nimmt Norwegen am Europäischen Binnenmarkt der Europäischen Union (EU) teil. Die Bevölkerung lehnte in zwei Referenden den EU-Beitritt ab. Das deutsche Auswärtige Amt schrieb im Jahr 2017, dass Norwegen sich international unter anderem für politische und wirtschaftliche Stabilität und den Ausbau des Völkerrechts einsetze. Zu den Hauptzielen der norwegischen Außenpolitik gehöre dabei neben der Wahrung der nationalen Souveränität das Engagement im Bereich der Menschenrechte sowie die Einbindung in internationale Organisationen wie der NATO. Die norwegische Wirtschaftspolitik sei dabei auch von maritimen Interessen geprägt.
Mit Deutschland unterhält Norwegen direkte Beziehungen seit der Unabhängigkeit im Jahr 1905. Deutschland gilt als einer der wichtigsten Zusammenarbeitspartner in der EU. Im Jahr 1999 zog die norwegische Botschaft von Bonn nach Berlin, wo die nordischen Staaten den Komplex der Nordischen Botschaften unterhalten. Österreich und Norwegen nahmen 1906 diplomatische Beziehungen auf. Über die Zeit hinweg lagen die für Österreich zuständigen Botschaften in Berlin, Prag und Bern. Im Jahr 1960 wurde die norwegische Botschaft in Wien eröffnet. Sowohl Österreich als auch Norwegen gehören zu den Gründungsmitgliedern der EFTA. Die norwegische Botschaft in Bern ist neben der Schweiz, für Liechtenstein und Vatikanstadt zuständig. Liechtenstein und die Schweiz gehören gemeinsam mit Norwegen und Island zu den verbleibenden EFTA-Mitgliederstaaten. Deutschland, Österreich und die Schweiz haben jeweils Botschaften in Oslo.
Vor der Februarrevolution 1917 hatte eine rege Handelstätigkeit mit Russland bestanden, welche eine eigene Mischsprache (Russenorsk) hervorgebracht hatte. Nach dem Ende der Sowjetunion im Jahr 1991 wurde die Zusammenarbeit erneut verstärkt. Im Jahr 2010 konnten sich Norwegen und Russland auf eine Grenze der jeweiligen Hoheitsgebiete in der Barentssee einigen. Für die Grenzbewohner Russlands und Norwegens wurde 2012 eine visumsfreie Zone von etwa 30 Kilometern auf beiden Seiten der Grenze eingerichtet. Ab Mitte der 2010er Jahre verschlechterten sich die Beziehungen zwischen den Ländern erneut. Eine im Februar 2023 veröffentlichte jährliche Risikoanalyse der norwegischen Nachrichtendienste führte Russland als größte Bedrohung für Norwegen an.

### Umweltpolitik
Norwegen verfolgt das Ziel, ab 2025 im Bereich der PKW und leichten Nutzfahrzeuge keine neuen Fahrzeuge mit Verbrennungsmotor zuzulassen. Der Kauf von Elektroautos wird unter anderem durch eine niedrigere Besteuerung staatlich gefördert. 2020 war Norwegen das weltweit erste Land mit einer Elektroauto-Zulassungsquote von über 50 %.

### Militär

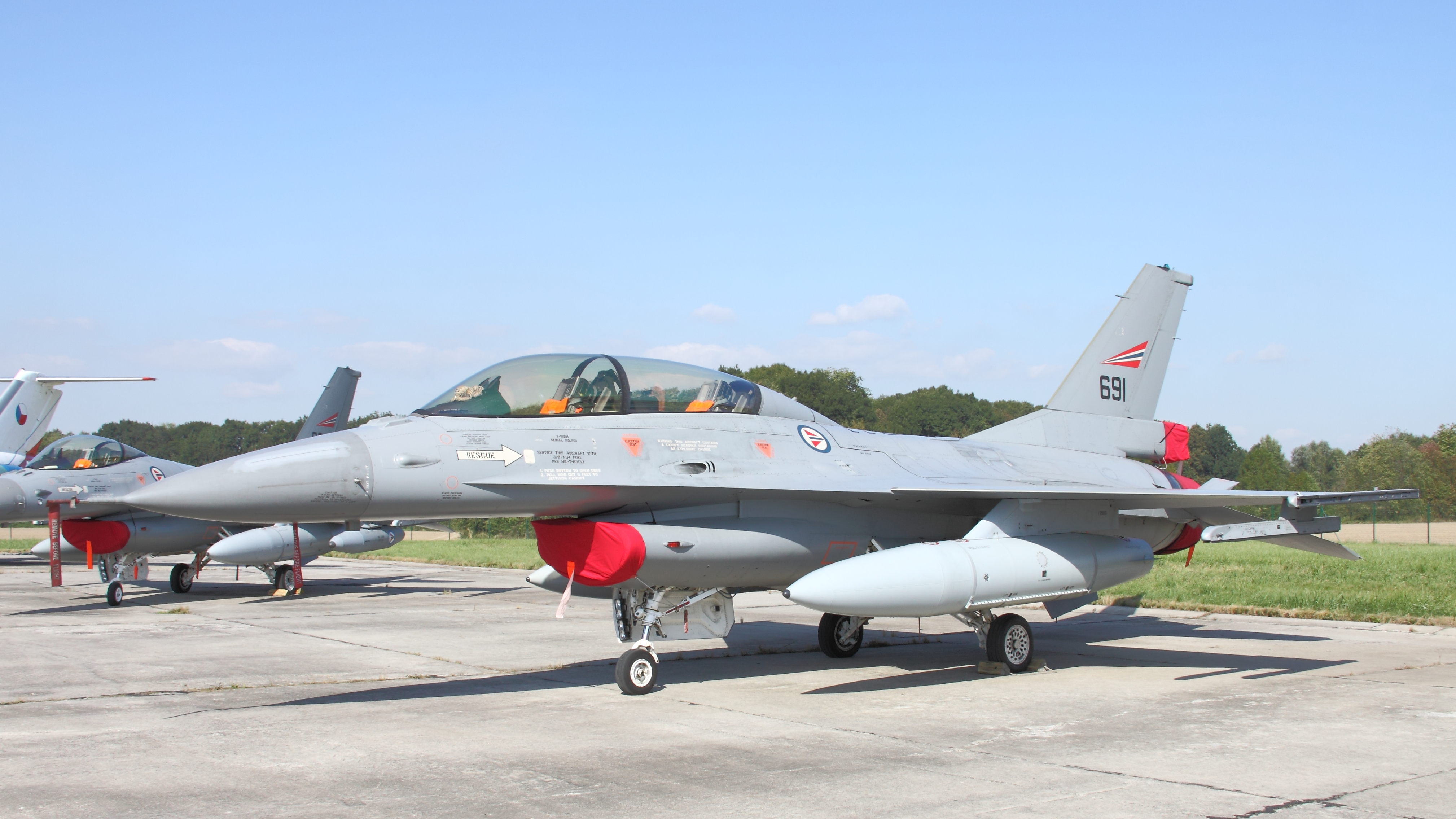
Eine F-16 der Luftwaffe

Die norwegische Armee (Forsvaret) besteht aus den vier Teilstreitkräften Heer (Hæren), Marine (Sjøforsvaret), Luftwaffe (Luftforsvaret) und der Heimatschutzmiliz (Heimevernet). Norwegen ist ein Gründungsmitglied der NATO und das Land war der erste NATO-Mitgliedsstaat, der bei allen Positionen im Militär die Zugangsbeschränkung für Frauen aufhob. Es existiert eine zwölfmonatige Wehrpflicht für Männer und Frauen. Norwegen gab 2020 etwa 2 % seiner Wirtschaftsleistung für seine Streitkräfte aus. Durch die NATO-Beitritte Finnlands und Schwedens wurden 2024 – erstmals seit der Auflösung der Kalmarer Union im Jahr 1523 – wieder alle skandinavischen Länder Mitglied eines gemeinsamen Militärbündnisses.
Mitte des Jahres 2007 hat die norwegische Luftwaffe von den USA den Schutz des Nachbarlandes Island übernommen, das über keine eigenen Streitkräfte verfügt.

### Feuerwehr
In der Feuerwehr in Norwegen waren im Jahr 2019 über 3.700 Berufs- und rund 8.100 Teilzeit-Feuerwehrleute organisiert, die in 597 Feuerwachen und Feuerwehrhäusern, in denen 963 Löschfahrzeuge und 70 Drehleitern bzw. Teleskopmasten bereitstehen, tätig sind. Der Frauenanteil beträgt zwei Prozent. Die nationale Feuerwehrorganisation Norsk brannvernforening repräsentiert die norwegische Feuerwehr im Weltfeuerwehrverband CTIF.

## Wirtschaft

### Allgemein
Norwegen ist ein an Naturressourcen wie Fischen, Erdöl, Erdgas und Mineralien reicher und hoch entwickelter Industriestaat. Gemessen am Bruttoinlandsprodukt (BIP) pro Kopf gehört es zu den reichsten Ländern der Welt. Norwegens Wirtschaftsraum gilt als eine gelenkte Volkswirtschaft und die meisten Unternehmen haben private Eigentümer. Der Staat ist allerdings Haupteigentümer mehrerer großer Industriebetriebe wie der Gas- und Ölfördergesellschaft Equinor und dem Aluminiumproduzenten Norsk Hydro. Eine wichtige Einnahmequelle ist der Export von Erdöl und -gas. Norwegen ist des Weiteren Europas größter und weltweit zweitgrößter Exporteur von Fisch und Meeresfrüchten und der Fischfang ist von größerer wirtschaftlicher Bedeutung.
Die Einnahmen aus der Ölindustrie stellen die Grundlage für den Staatlichen Pensionsfonds (Statens pensjonsfond utland oder Oljefondet) dar. Der im Jahr 1996 gegründete Pensionsfonds hat einen Marktwert von etwa 10.398 Mrd. NOK (ca. 997 Mrd. Euro). Nach der sogenannten Handlungsregel dürfen jährlich maximal 4 % des Kapitalstocks aus dem Fonds zur Finanzierung des Staatshaushalts entnommen werden. Diese Obergrenze soll zukünftig auf 3 % abgesenkt werden. Im Haushaltsjahr 2016 wurden dem Ölfonds insgesamt 220 Mrd. NOK (etwa 26 Mrd. Euro) entnommen. Das sind etwa 3 % des Kapitalstocks. In der norwegischen Politik und Öffentlichkeit besteht Konsens darüber, dass die norwegischen Öl- und Gasreserven unter Beachtung von strengen Umwelt- und Sicherheitsstandards ausgebeutet und dem Nutzen der Allgemeinheit zugeführt werden sollen. Im Haushalt 2017 rechnete die Regierung mit Einnahmen aus dem Öl- und Gassektor in Höhe von 164 Mrd. NOK (ca. 18 Mrd. Euro), das waren 14 % der gesamten erwarteten Staatseinnahmen. Norwegen gehört auch weltweit zu den größten Quecksilberproduzenten.
Die Arbeitslosenquote lag im Jahr 2019 bei 3,72 % und war damit eher niedrig. Die Jugendarbeitslosigkeit betrug im Jahr 2018 einer Schätzung zufolge 9,7 %. Im Jahr 2016 arbeiteten 2,1 % aller Arbeitskräfte in der Land- und Forstwirtschaft, 19,3 % in der Industrie und 78,6 % im Dienstleistungssektor. Die Gesamtzahl der Beschäftigten wurde für Ende 2022 mit 2,82 Millionen angegeben, wovon etwa 1,33 Millionen Personen Frauen waren.
Im Vergleich mit dem durchschnittlichen Bruttoinlandsprodukt (BIP) pro Kopf der EU ausgedrückt in Kaufkraftstandards (EU27 = 100) erreichte Norwegen 2019 einen Index von 147. Im Global Competitiveness Index, der die Wettbewerbsfähigkeit eines Landes misst, belegt Norwegen Platz 11 von 137 Ländern (Stand 2017–2018). Im Index für wirtschaftliche Freiheit wurde das Land 2024 auf Platz 10 geführt. Der Gesamtbesitz an Immobilien, Aktien und Bargeld belief sich 2022 auf insgesamt 1,6 Billionen US-Dollar. Das Vermögen pro erwachsener Person betrug 385.340 Dollar im Durchschnitt und 143.890 Dollar im Median (in Deutschland: 256.180 bzw. 60.635 Dollar). Beim Vermögen je Einwohner gehörte Norwegen damit zu den Top-10-Ländern weltweit. Norwegen hat eine verhältnismäßig hohe Vermögensungleichheit. Dies wird darauf zurückgeführt, dass die Mittelschicht aufgrund der großzügigen Sozialsysteme im internationalen Vergleich weniger auf Vermögensbildung zur Absicherung zurückgreift und dadurch das Vermögen der Oberschicht einen stärkeren Ausschlag gibt. Der Gini-Koeffizient bei der Vermögensverteilung lag im Jahr 2022 bei 76,9 %. Die Einkommensungleichheit ist im Gegensatz zur Vermögensungleichheit geringer. Der Gini-Koeffizient bei der Einkommensverteilung lag im Jahr 2019 bei 27,7 %.
Norwegen hat 2003 als erstes Land eine Geschlechterquote eingeführt. Seit 2008 ist eine Quote von mindestens 40 % Frauen in Aufsichtsräten börsennotierter Unternehmen gesetzlich vorgeschrieben.
Das Land führt eine Wertpapierbörse – Osloer Börse – mit dem OBX als Leitindex der Volkswirtschaft.
| Jahr                                    | 2010   | 2015   | 2016   | 2017   | 2018   | 2019   | 2020   | 2021   | 2022   | 2023    |
| --------------------------------------- | ------ | ------ | ------ | ------ | ------ | ------ | ------ | ------ | ------ | ------- |
| BIP in Mrd. USD (Kaufkraftparität)      | 270,3  | 320,0  | 326,8  | 340,8  | 373,2  | 379,4  | 361,0  | 482,5  | 532,4  | 554,2   |
| BIP pro Kopf in USD (Kaufkraftparität)  | 55.066 | 61.472 | 62.220 | 64.427 | 70.095 | 70.822 | 67.047 | 89.096 | 97.238 | 100.154 |
| BIP-Wachstum (real)                     | 0,8 %  | 1,9 %  | 1,2 %  | 2,5 %  | 0,8 %  | 1,1 %  | −1,3 % | 3,9 %  | 3,0 %  | 0,5 %   |
| Inflation (in Prozent)                  | 2,4 %  | 2,2 %  | 3,6 %  | 1,9 %  | 2,8 %  | 2,2 %  | 1,3 %  | 3,5 %  | 5,8 %  | 5,5 %   |
| Staatsverschuldung (in Prozent des BIP) | 43 %   | 34 %   | 38 %   | 38 %   | 39 %   | 41 %   | 46 %   | 42 %   | 36 %   | 44 %    |

### Außenhandel
Gemeinsam mit der Schweiz, Liechtenstein und Island ist Norwegen Mitglied der Europäischen Freihandelsassoziation (EFTA). Die meisten der Freihandelsabkommen, die Norwegen eingegangen ist, wurden gemeinsam mit den anderen EFTA-Mitgliedsländern verhandelt und unterzeichnet. Zusammen mit den beiden EFTA-Mitgliedsländern Island und Liechtenstein ist Norwegen Teil des Europäischen Wirtschaftsraums (EWR) und hat somit Zugang zum Europäischen Binnenmarkt. Das EWR-Abkommen (norwegisch EØS-avtalen) ist Norwegens wichtigstes Handelsabkommen.
Die norwegische Volkswirtschaft verzeichnet seit 1989 durchgängig einen Exportüberschuss. Ohne den Export von Erdöl und -gas hätte Norwegen einen Importüberschuss. Im Jahr 2022 lag der Exportüberschuss bei rund 1600 Milliarden NOK, was etwa einer Verdreifachung des Wertes von 2021 entsprach. Zum starken Anstieg kam es hauptsächlich durch steigende Erdgaspreise und -exporte. Vor allem aufgrund der Erdgasexporte wurde Deutschland im Jahr 2022 auch Norwegens größter Exportpartner. Im Vorjahr war noch das Vereinigte Königreich das Hauptziel für Exporte.
| Export (in Prozent) nach | Export (in Prozent) nach | Import (in Prozent) von | Import (in Prozent) von |
| ------------------------ | ------------------------ | ----------------------- | ----------------------- |
| Deutschland              | 27,7                     | Schweden                | 12,6                    |
| Vereinigtes Königreich   | 22,3                     | Volksrepublik China     | 12,3                    |
| Frankreich               | 9,3                      | Deutschland             | 11,4                    |
| Belgien                  | 7,5                      | Vereinigte Staaten      | 6,3                     |
| Niederlande              | 6,3                      | Dänemark                | 4,6                     |
| Schweden                 | 5,9                      | Vereinigtes Königreich  | 4,3                     |
| Dänemark                 | 2,4                      | Niederlande             | 4,2                     |

### Energie
Energie allgemein
Die elektrische Energie stellt eine wichtige Energiequelle für Norwegen dar, wobei die Wasserkraft eine bedeutende Rolle in der Energieerzeugung spielt. Auf dem norwegischen Hauptland existieren weder Kern- noch Kohlekraftwerke, was unter anderem auf einen Beschluss des Nationalparlaments aus dem Jahr 1979 zurückzuführen ist. In diesem wurde festgelegt, weiter auf den Ausbau der Wasserkraft zu setzen. Etwa 90 % des Stroms wird in Anlagen gewonnen, die sich im Eigentum von Kommunen, Fylkeskommunen oder dem norwegischen Staat befinden. Der Staat ist durch den staatlichen Energiekonzern Statkraft im Besitz von etwa 35 % der Produktion.
Im Jahr 2018 hatte Norwegen mit 24.047 kWh pro Kopf nach Island den zweithöchsten Stromverbrauch der Welt. Der OECD-Schnitt lag bei etwa 8000 kWh. Die elektrische Energie ist im europäischen Vergleich eher billig. Der Anteil an Haushalten, in denen das Heizsystem auf ihr aufbaut, ist im europäischen Vergleich hoch. Im Jahr 2020 lag der Endenergiebedarf bei 211 TWh. Im Jahr zuvor verteilte sich der Gesamtenergiebedarf zu rund 32 % auf Industriebetriebe, zu 22 % auf private Haushalte und zu 17 % auf den Dienstleistungssektor. Im Transportsektor sind vor allem auf Petroleum basierende Kraftstoffe verbreitet. Im Wärmesektor ist Norwegen der Staat in Europa, der am stärksten mit Wärmepumpenheizungen beheizt wird. Mit Stand 2022 nutzten 60 % der norwegischen Haushalte Wärmepumpen zur Deckung ihres Wärmebedarfs. Nachdem 2017 ein Einbauverbot für neue Gasheizungen beschlossen wurde, das 2020 in Kraft trat, setzt das Land im Wärmesektor vollständig auf Wärmepumpen.

#### Stromsektor
Wasserkraft

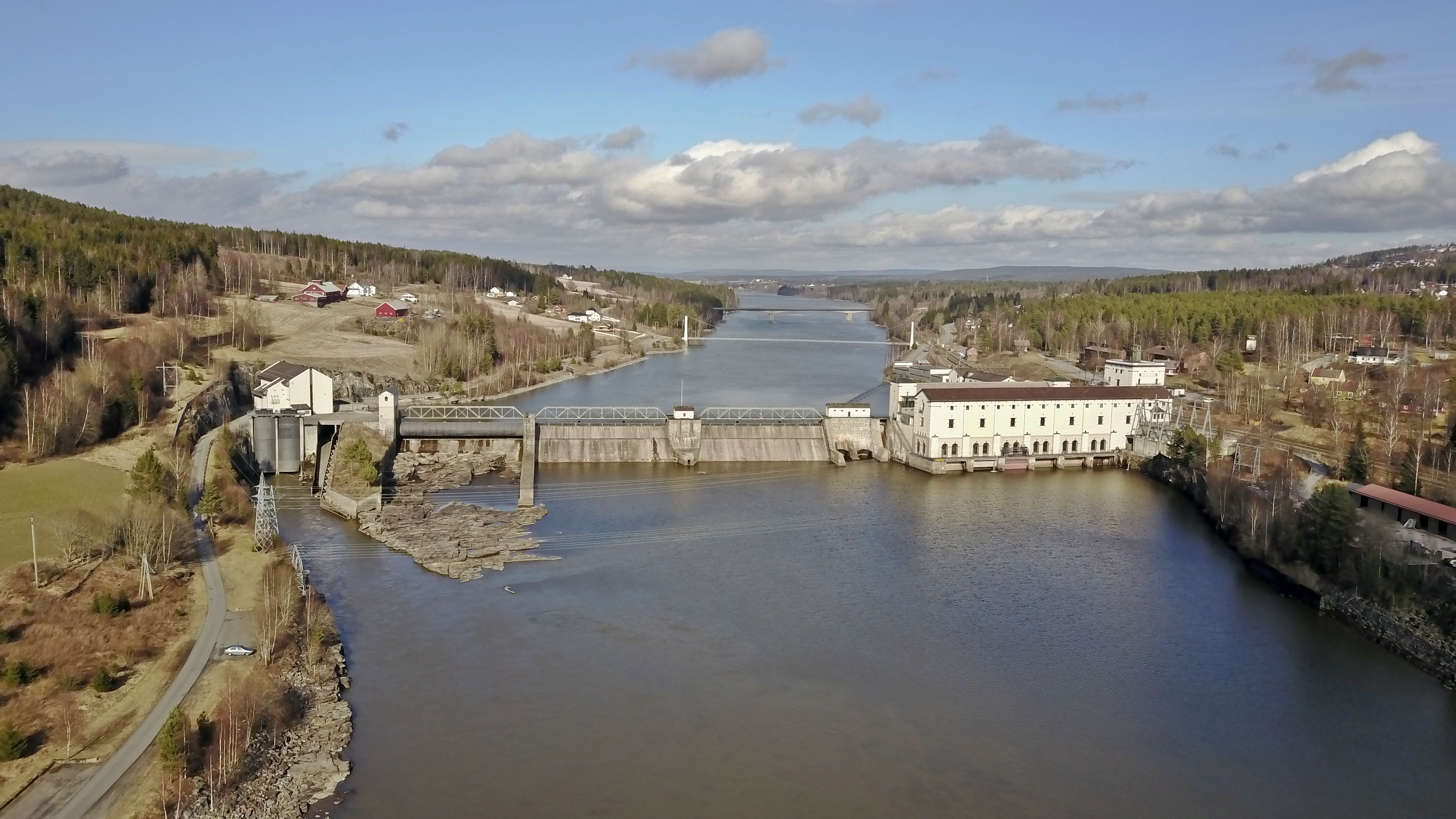
Luftbild des Kraftwerks Rånåsfoss an der Glomma

Ein großer Teil des Strombedarfs des Landes wird durch heimische Wasserkraftwerke gedeckt. Im Jahr 2021 existierten rund 1690 Wasserkraftwerke in Norwegen, welche für etwa 88 % der norwegischen Stromerzeugung sorgten. Die Speicherkapazität der norwegischen Speicherkraftwerke liegt bei etwa 70 % des jährlichen Energiebedarfs. Die Nutzung der Wasserkraft hat in Norwegen eine lange Tradition und war Grundlage der Industrialisierung des Landes. Auf einfache Wassermühlen folgten wassergetriebene Generatoren und später kleinere und größere Wasserkraftwerke zur Gewinnung elektrischer Energie.
Windenergie

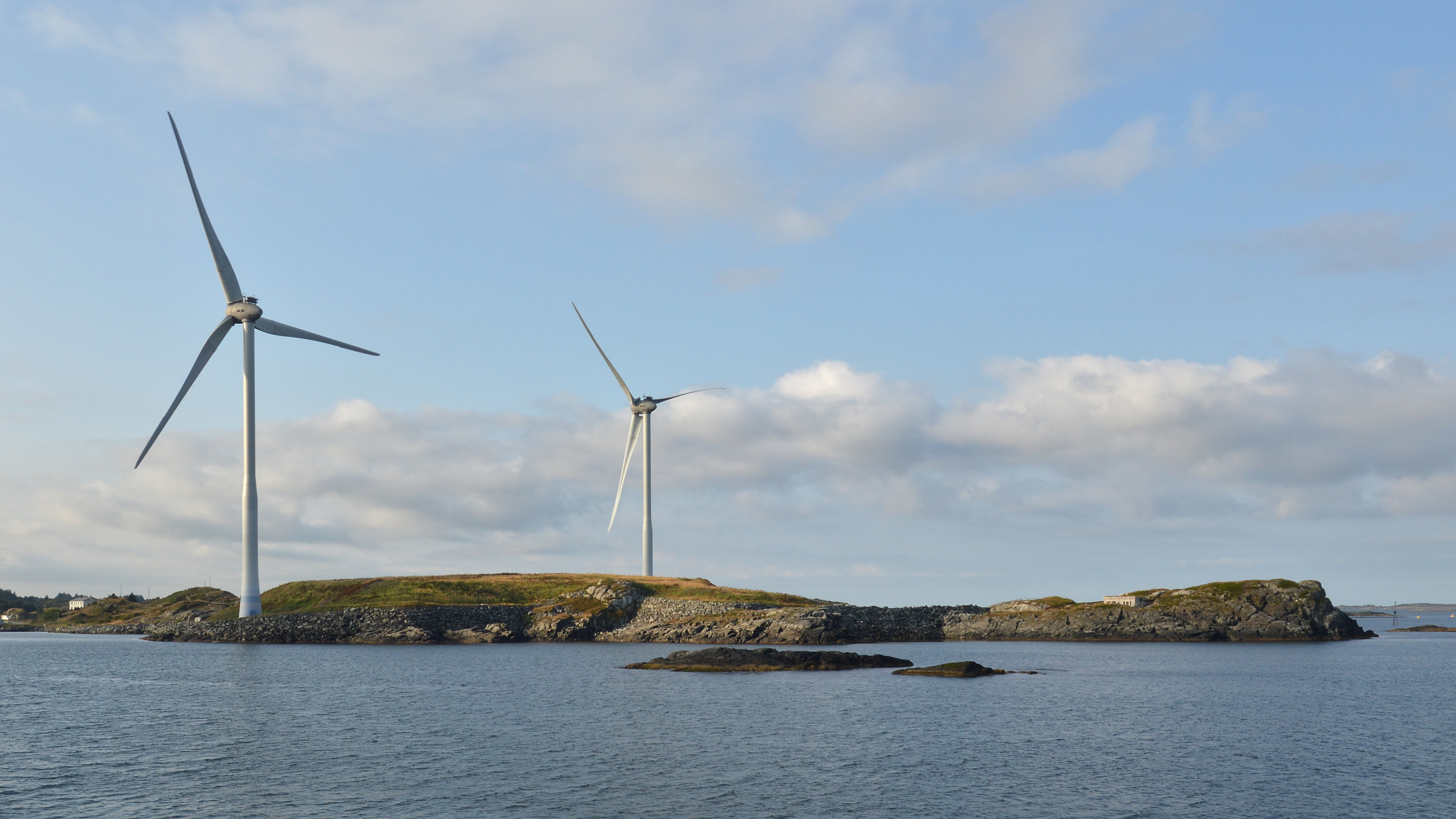
Windpark in Karmøy

Ende 2024 wurden von Norwegen Windkraftanlagen mit einer installierten Leistung von 5188 MW betrieben, 5087 MW an Land und 101 MW offshore. Im Jahr 2024 wurden etwa 11 % des Strombedarfs mit Wind gedeckt (2020: 6,4 %, 2022: 11 %, 2023: 10 %). Der erste Windpark war der Smøla vindpark, der im Jahr 2002 in Betrieb genommen wurde. Die Nutzung von Windenergie wird ausgebaut: 2014 waren Windkraftanlagen mit einer Leistung von 819 MW installiert, Ende 2017 waren es 1.188 MW und 2021 4.655 MW. Der größte landgebundene Windpark Europas ist der Windpark Fosen Vind, der seit dem Abschluss des Testbetriebs im März 2021 Strom liefert.
2023 begann die erste Ausschreibung für Offshore-Windpark-Projekte. Bis 2040 sollen vor der norwegischen Küste Offshore-Windparks mit einer Leistung zu 30 GW installiert sein.
Zwischenstaatlicher Stromtransport

Mit seinem zu einem hohen Anteil aus Wasserkraftwerken gewonnenen Strom beteiligt sich Norwegen am Stromaustausch mit anderen europäischen Staaten. In Zeiten, in denen die Wasserkraftwerke viel Strom erzeugen, verkauft Norwegen Strom an andere Staaten. Wird hingegen die Stromproduktion nicht durch hohe Niederschlagswerte oder die Schneeschmelze begünstigt und ist der Strom in anderen Ländern kostengünstiger, kauft Norwegen Strom zu. In den norwegischen Stauseen wird währenddessen Wasser für später gespeichert.
Neben mehreren Leitungen zwischen Norwegen und Schweden bestehen unter anderem die Übertragungsleitungen Cross-Skagerrak zwischen Kristiansand und Dänemark. 2008 wurde mit NorNed eine etwa 580 Kilometer lange Seekabelverbindung zwischen Norwegen und den Niederlanden in Betrieb genommen. Das Seekabel NordLink zwischen Norwegen und Deutschland ist seit 2021 im Regelbetrieb; es kann eine Leistung von 1.400 MW übertragen. Die von National Grid und Statnett vereinbarte Seekabelverbindung NSN Link zwischen Norwegen und England ging 2021 in Betrieb. Zusätzlich ist eine Seekabelverbindung NorGer zwischen Norwegen und Deutschland geplant, deren Umsetzung aber noch unklar ist.

#### Fossile Energieressourcen
Erdgas

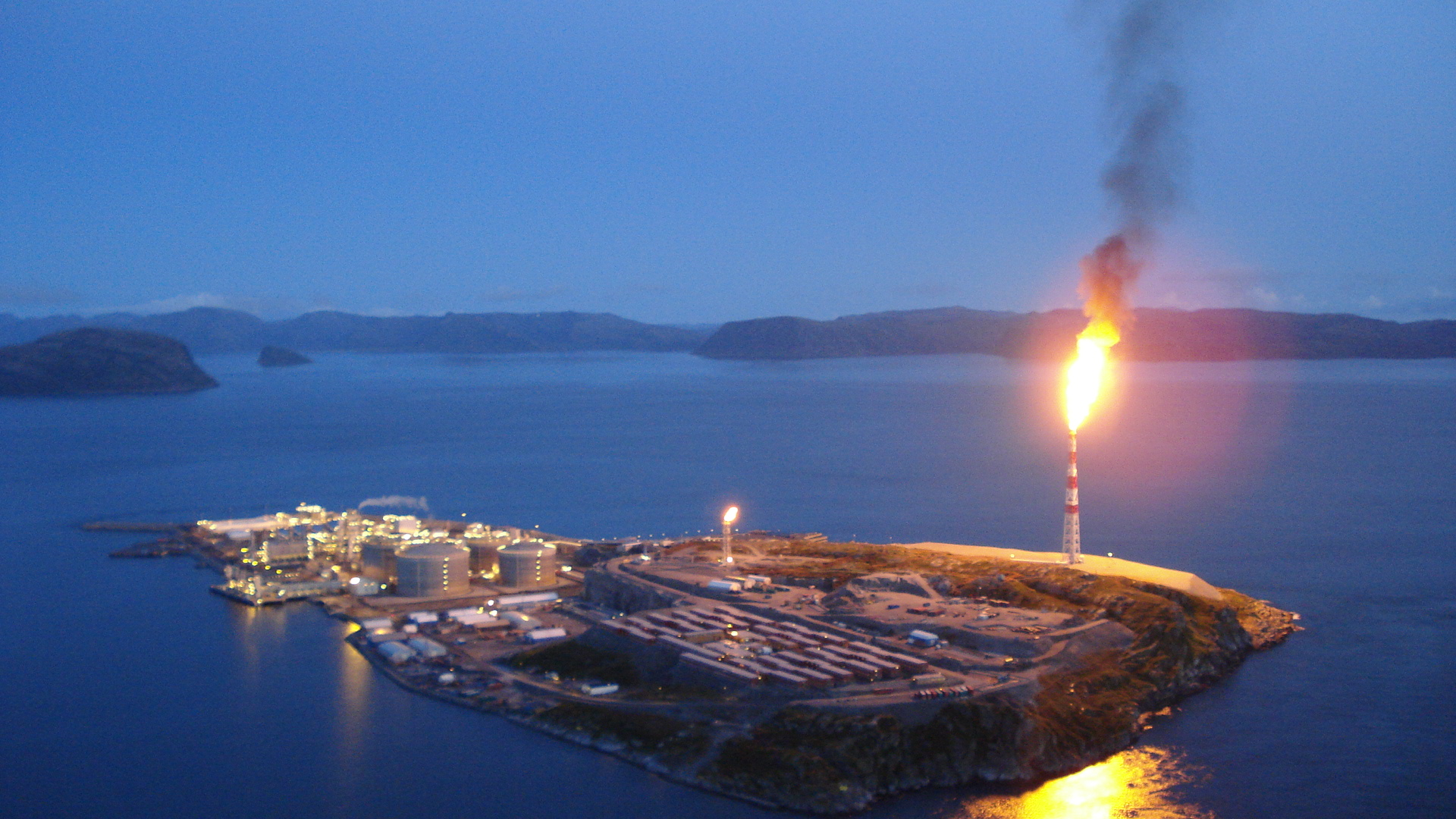
LNG Gas-Terminal auf Melkøya

Norwegen war 2017 (geschätzt) mit 123,9 Mrd. m³ das weltweit siebtgrößte Erdgasförderland. Die norwegischen Erdgasfelder befinden sich in der Nordsee, im Europäischen Nordmeer und in der Barentssee. Norwegen war 2017 (geschätzt) mit 120,2 Mrd. m³ das weltweit drittgrößte Erdgasexportland. Der norwegische Erdöl- und Erdgaskonzern Equinor kontrolliert etwa 70 % der Gasexporte des Landes. Norwegen deckt etwa ein Drittel des deutschen Erdgasbedarfs (2017). Die beiden Europipe-Erdgasleitungen verbinden das norwegische Erdgasfeld Ekofisk (Europipe 1) in der Nordsee sowie das norwegische Festland (Europipe 2) mit Deutschland.
Erdöl

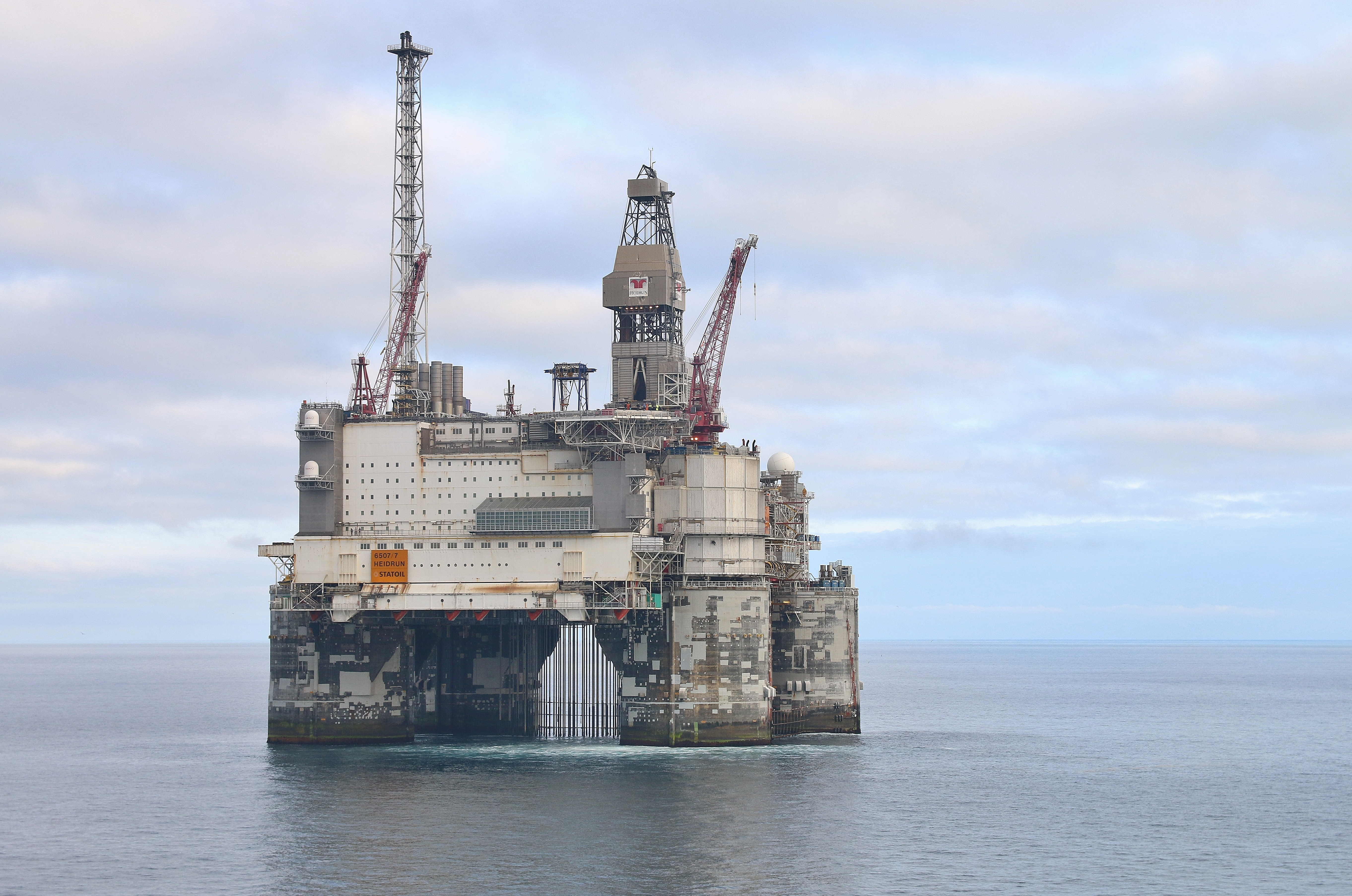
Bohrinsel im Heidrun-Ölfeld

Norwegen war im Jahr 2018 mit einer geschätzten Produktionsmenge von 1.517.000 Barrels pro Tag das weltweit fünfzehntgrößte Erdölförderland. Nachdem man erste norwegische Bohrinseln in der Nordsee gebaut hatte, stieg die Produktion ab den 1970er Jahren an. Später erweiterte man die Aktivität auf das Europäische Nordmeer und die Barentssee, die allerdings im Vergleich zur Nordsee weniger erforscht worden sind. Das Ölfördermaximum wurde in den Jahren 2000/2001 erreicht, die Fördermengen sind seitdem rückläufig.
Die starke norwegische Erdölindustrie und die vergleichsweise geringe Bevölkerung bewirken Norwegens sehr hohes Pro-Kopf-Einkommen. Um die Finanzierung des teuren, sehr engmaschigen sozialen Netzes langfristig zu sichern, wurde 1990 der staatlich geführte Norwegische Staatliche Pensionsfonds Ausland (Statens pensjonsfond utland oder Oljefondet) eingerichtet. In ihm werden die Erträge aus dem Ölexport angelegt. Das geschieht ausschließlich auf ausländischen Märkten, um ein finanzielles Überhitzen der inländischen Wirtschaft und eine zu starke Aufwertung der norwegischen Krone zu verhindern. Der Wert des norwegischen Ölfonds betrug im Ende 2019 ca. 949 Milliarden Euro (10.088 Milliarden NOK), was einem Betrag von ca. 179.000 Euro je Norweger entsprach.
Nach dem Einbruch des Ölpreises in der zweiten Jahreshälfte 2014 stockten sowohl die Förderung als auch die Erschließungstätigkeiten für die Ölgewinnung in größeren Tiefen wegen der hohen Kosten. In Norwegen sollen rund zehn Prozent der rund 100.000 Arbeitsplätze in der Ölindustrie zur Disposition stehen. Der staatliche Energiekonzern Statoil geriet 2014 erstmals seit seinem Börsengang in die roten Zahlen.
In Stavanger befindet sich das wirtschaftliche Zentrum der norwegischen Erdölindustrie sowie das Norwegische Erdölmuseum.

### Tourismus

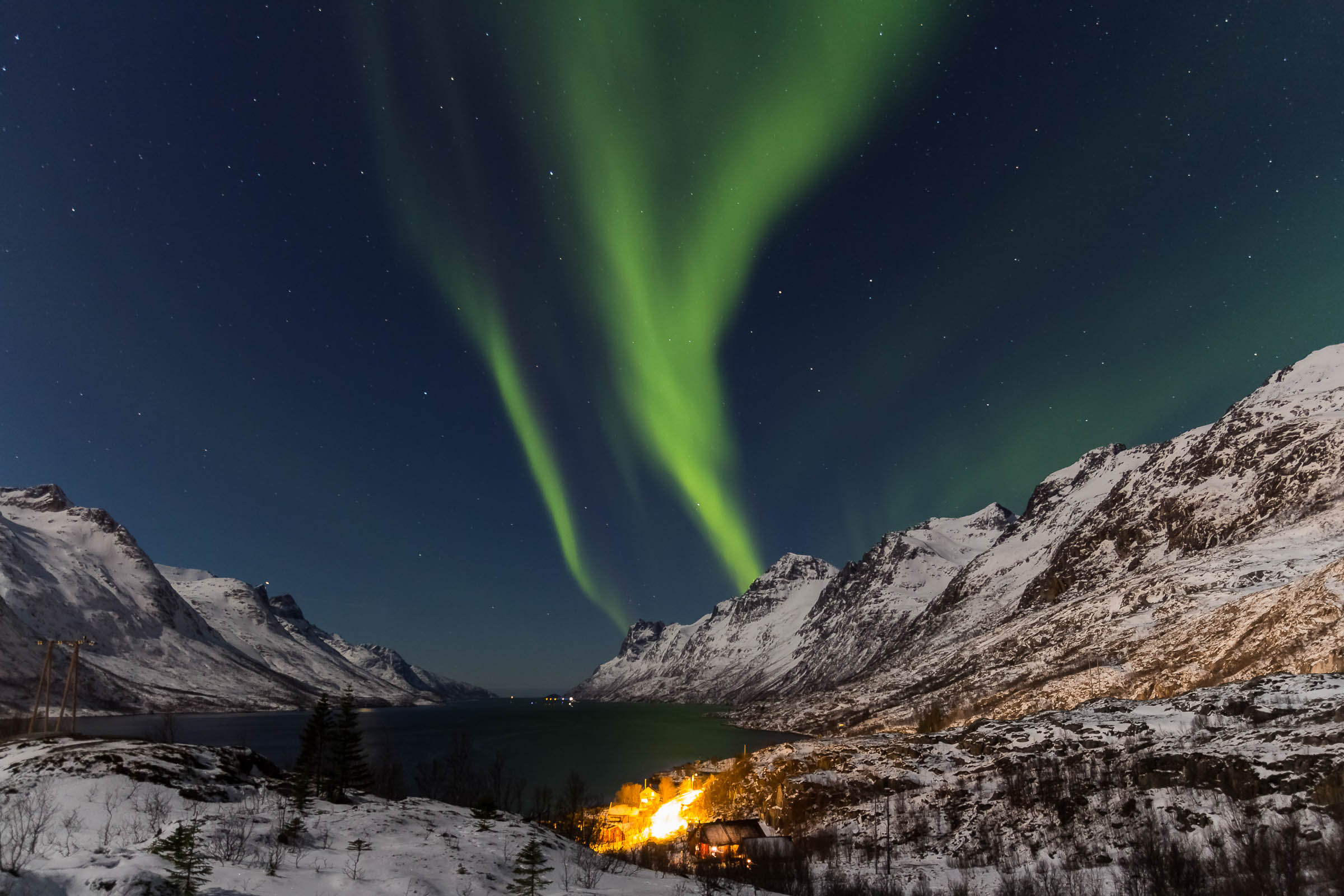
Polarlicht bei Tromsø

Norwegen ist jährlich das Ziel von mehreren Millionen Touristen. 2019 besuchten 5,88 Millionen Touristen das Land, die etwa 4,9 Milliarden US-Dollar ausgaben. Im Bereich des Tourismus waren im Jahr 2017 etwa 6,9 % der Arbeitsplätze zu verorten und die Einnahmen durch den Tourismus machten 4,3 % der Gesamteinnahmen aus. Für einzelne Gegenden, wie Spitzbergen ist der Tourismus eine essenzielle Einnahmequelle. Im Jahr 2018 wurden 33,8 Millionen Übernachtungen verzeichnet, etwa 10,1 Millionen wurden auf Ausländer zurückgeführt. Die bedeutendsten Herkunftsländer waren dabei Deutschland, Schweden und die Vereinigten Staaten. Neben Hotels und hotelähnlichen Betrieben, die etwa 70 % der Übernachtungen verzeichneten, waren Camping und die sogenannten Hytten die meistgenutzten Übernachtungsarten. Des Weiteren sind Kreuzfahrten, wie mit der Postschifflinie Hurtigruten, weit verbreitet. Die Sommersaison ist die Zeit mit den meisten Besuchern. Im Jahr 2019 verteilten sich 52 % der Übernachtungen auf die Monate Mai bis August. Bedeutende Faktoren für Urlaubsreisen nach Norwegen außerhalb des Sommers sind vorrangig Wintersport und die Polarlichter.

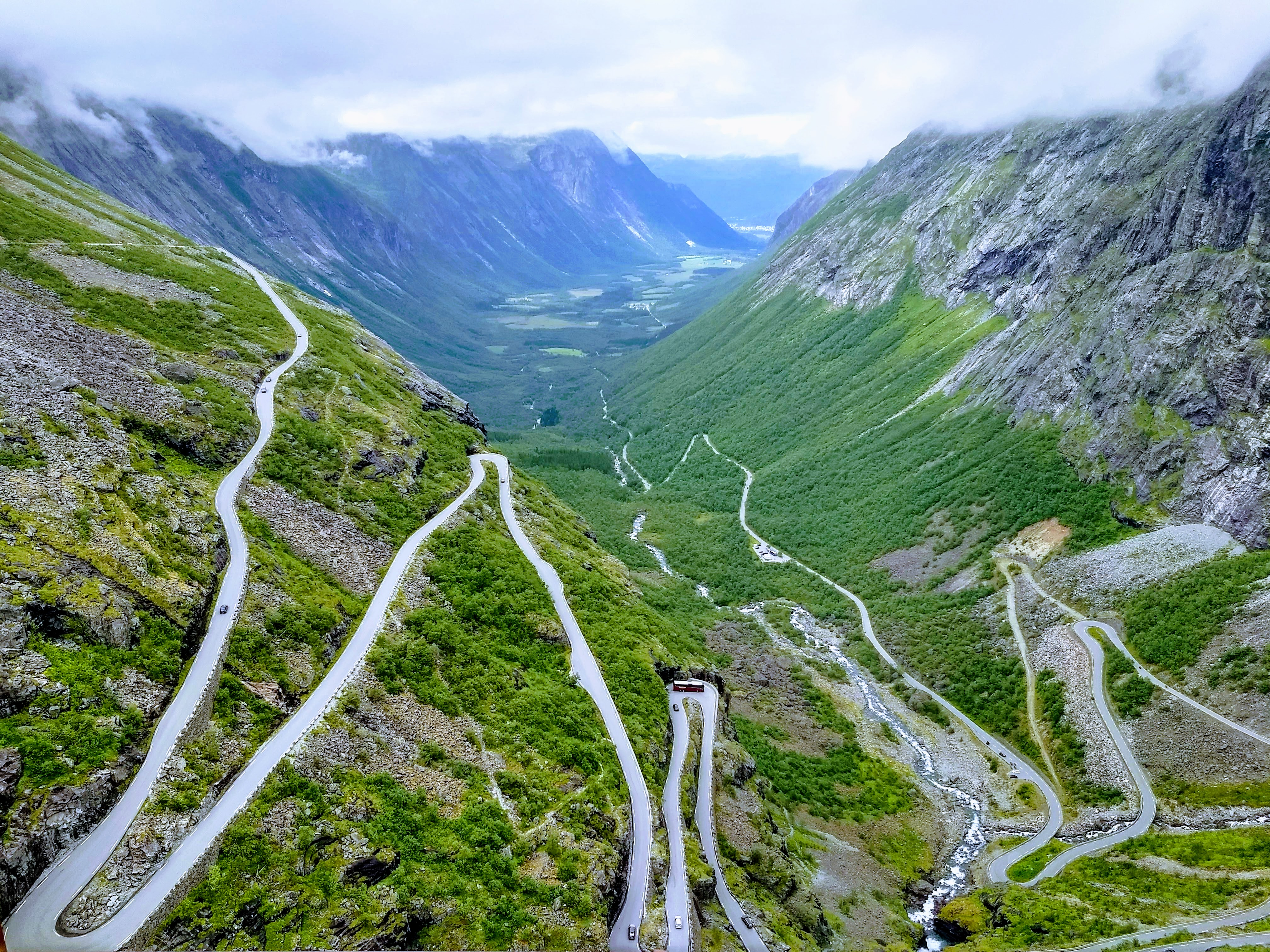
Trollstigen

Für die Tourismusstrategie Norwegens ist die halbstaatliche Gesellschaft Innovasjon Norge zuständig. Für das Jahr 2006 gab diese an, dass unter anderem die Skisprungschanze Holmenkollbakken und das dazu gehörende Museum, das historische Stadtviertel und Weltkulturerbe Bryggen in Bergen, der Tierpark Kristiansand Dyrepark sowie der Freizeitpark TusenFryd zu den meistbesuchten Einrichtungen zählten. Laut Schätzungen war der Vigelandspark in Oslo mit über einer Million Personen am meisten besucht. Gefragte Ausflugsziele waren des Weiteren die Wasserfälle Vøringsfossen, Kjosfossen, Låtefossen und Steinsdalsfossen, die Passstraße Trollstigen sowie die Fjorde Geirangerfjord und Nærøyfjord. Zu den beliebtesten Urlaubsdestinationen zählen die Oslo-Region, die Gegend um Tromsø, die Inselgruppe Lofoten sowie die Gegend um Bergen. Von der norwegischen Straßenverkehrsbehörde Statens vegvesen wurden sogenannte Landschaftsrouten konzipiert.
In Norwegen gibt es insgesamt acht UNESCO-Welterbestätten.

### Nahrungswirtschaft
Landwirtschaft
Die Landwirtschaft ist in Norwegen stark von den geografischen Verhältnissen des Landes abhängig. Nur 3,5 % der Fläche des Landes werden vom Statistikamt Statistisk sentralbyrå (SSB) als landwirtschaftliche Fläche klassifiziert. Diese Fläche verteilt sich überwiegend an der Küste und in den tiefergelegenen Gebieten im Innenland. Aufgrund des Einflusses des Golfstroms kann in Nordnorwegen Grünland als Grundlage für Tierhaltung genutzt werden. Getreide wird hingegen nahezu ausschließlich im Süden des Landes angebaut. Da ein Großteil der Fläche aufgrund des Terrains und des Klimas nur als Wiese oder Weide nutzbar ist, hat die Tierhaltung einen größeren Anteil an den im Landwirtschaftssektor erzielten Einnahmen.
Die Zahl der landwirtschaftlichen Betriebe ist rückläufig, im Jahr 2021 lag sie bei etwa 38.000. Innerhalb von zehn Jahren war die Zahl um etwa 16,5 % zurückgegangen. Im Jahr 1969 gab es knapp 155.000 Betriebe. Die durchschnittlich bewirtschaftete Fläche ist unterdessen stark angestiegen: Während im Jahr 1969 im Schnitt rund 6,2 Hektar Fläche zu einem Betrieb gehörten, lag der Wert 2020 bei etwa 25,5 Hektar. Verglichen mit vielen Ländern ist diese durchschnittliche Größe gering. Im Jahr 2020 arbeiteten rund 11.400 Landwirte primär mit Pflanzenbau und etwa 23.600 in der Viehwirtschaft. Zudem kombinierten etwa 1500 Landwirte die beiden Bereiche.
Fischerei und Walfang

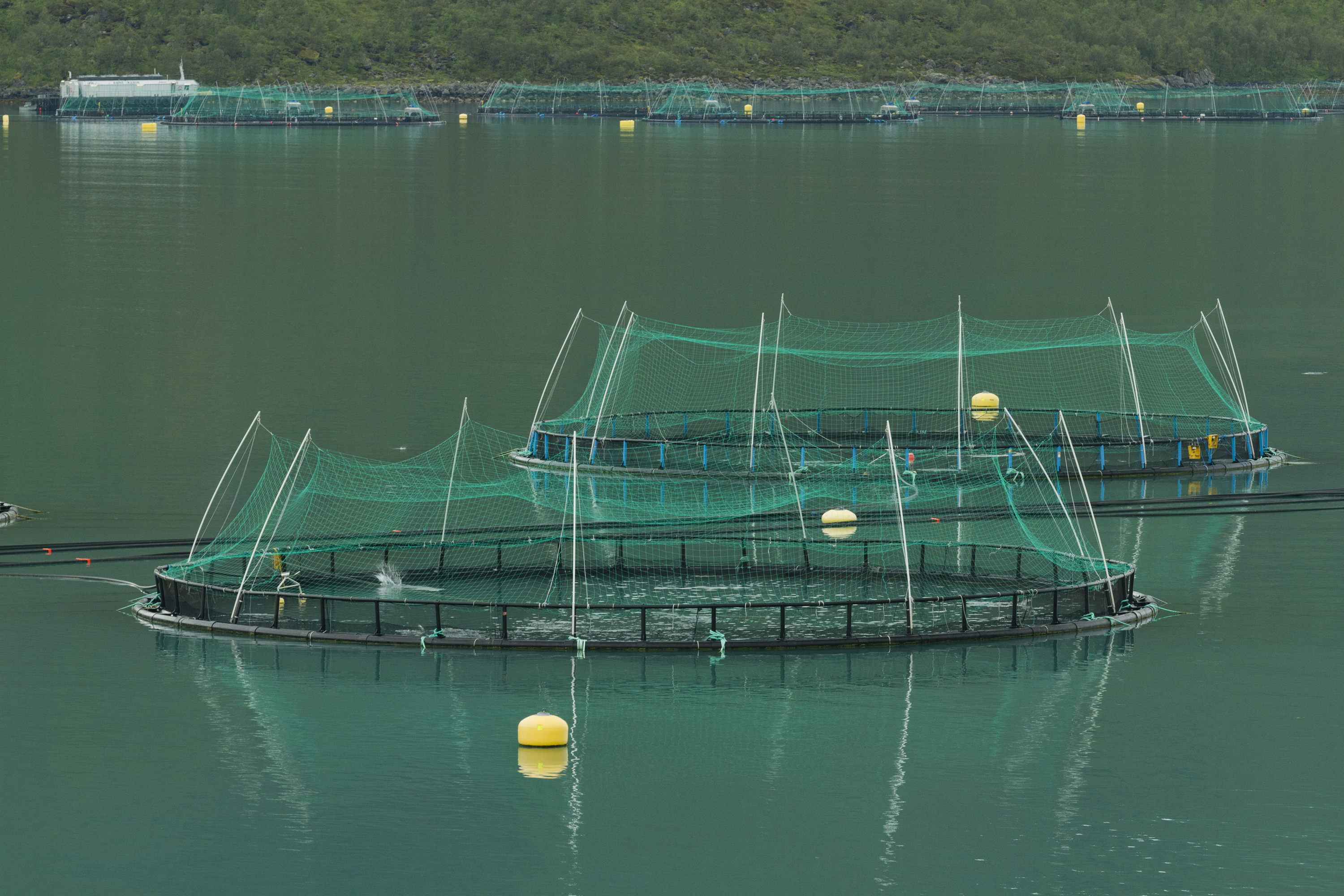
Aquakultur in Senja

Norwegen gehört zu den größten Fischerei-Nationen der Welt und die Fischerei ist eine der ältesten Wirtschaftszweige des Landes. Im Jahr 2018 lag Norwegen gemessen an der Fischfangmenge nach Angaben der Weltbank auf Platz elf im weltweiten Vergleich. Norwegen brachte laut diesem Bericht im Jahr 2018 etwa 4,0 Millionen Tonnen an Land. 2018 stammten 1,36 Millionen Tonnen des gesamten norwegischen Fangs aus Aquakulturen, womit Norwegen in diesem Bereich auf Platz neun lag.
Im Jahr 2019 wurde Fisch im Wert von etwa 104 Milliarden Kronen exportiert, wobei der Lachsexport mit einem Wert von etwa 72 Milliarden Kronen vor Kabeljau die wichtigste Einnahmequelle waren. Weitere bedeutende Fischarten waren unter anderem Heringe und Makrelen.
Walfang in Norwegen hat eine lange Tradition. Durch gesetzliche Beschränkungen ging die Bedeutung allerdings zurück. Gemeinsam mit Island widersprach Norwegen dem Internationalen Übereinkommen zur Regelung des Walfangs der Internationalen Walfangkommission (IWC). Entsprechend ist kommerzieller Walfang erlaubt und es werden jährliche Fangquoten festgelegt.

Alkohol

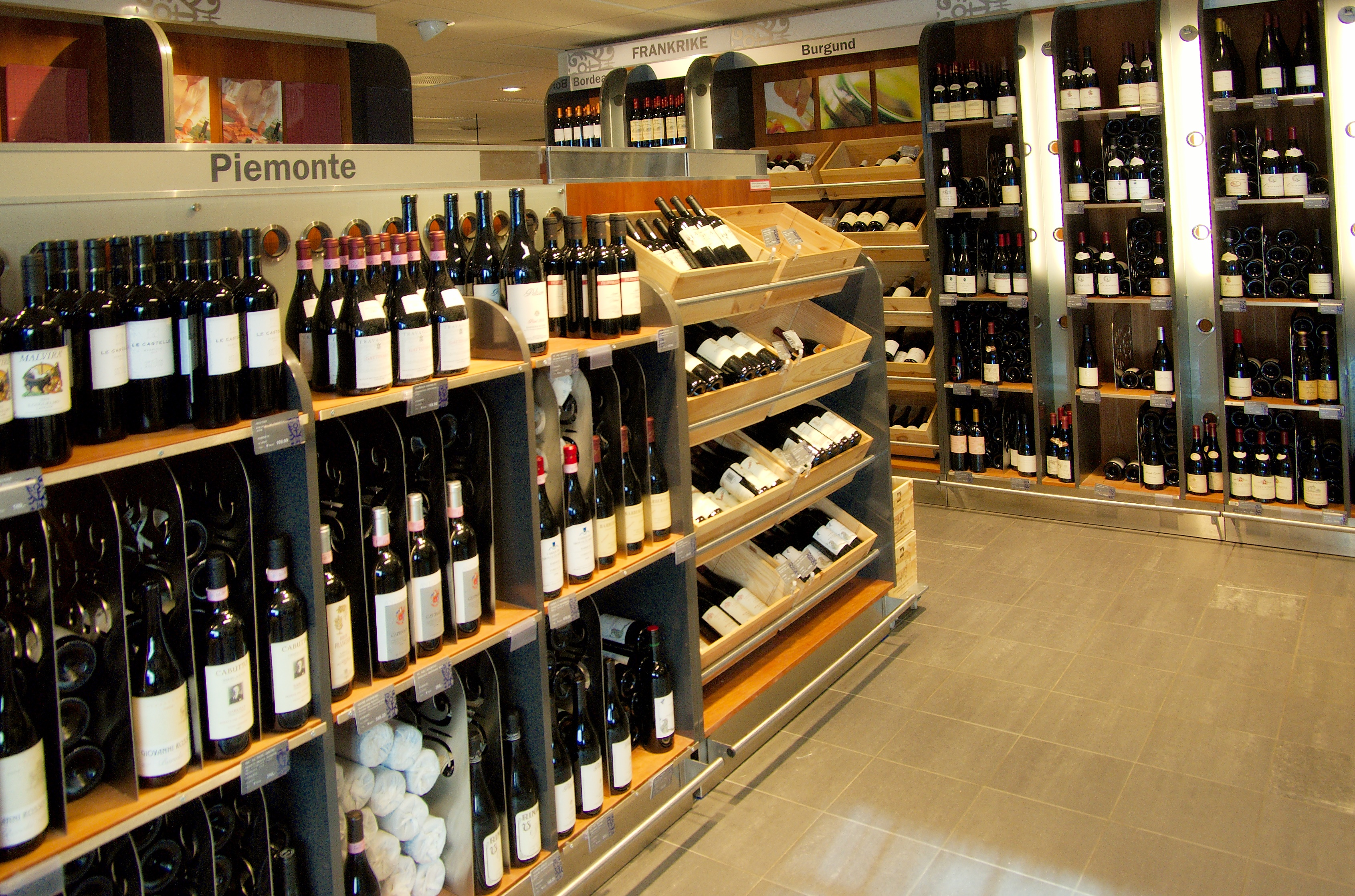
Innenansicht einer Vinmonopolet-Filiale in Briskeby, Oslo

Norwegen betreibt eine restriktive Alkoholpolitik, die im 19. Jahrhundert mit Steuern und Produktionsbeschränkungen begann. Während der 1914 gestarteten Prohibition in Norwegen wurde der Verkauf von Alkohol beschränkt und teilweise verboten. Im Jahr 1936 führte Norwegen als erstes Land der Welt eine Promillegrenze für das Führen von Kraftfahrzeugen ein. Sie sank im Jahr 2001 von 0,5 auf 0,2 Promille. Alkoholische Getränke bis zu 4,7 Volumenprozent dürfen in Lebensmittelgeschäften verkauft werden. Getränke, deren Alkoholgehalt höher ist, können nur im Vinmonopolet und in Einrichtungen mit Schankgenehmigung erworben werden. Erste Vinmonopole wurden im Jahr 1922 im Rahmen einer Lockerung der Prohibition eröffnet. Neben dem besteuerten Verkauf gibt es auch nicht-besteuerten Verkauf, der vor allem an Flughäfen und auf Fähren praktiziert werden darf. Im Vergleich zu anderen europäischen Ländern wird in Norwegen wenig Alkohol erworben. Im Jahr 2017 wurde der Alkoholverkauf pro mindestens 15 Jahre altem Bürger mit etwa 6,72 Liter reinem Alkohol auf das Jahr verteilt angegeben. Der davon nicht in Norwegen besteuerte Teil, wozu auch der im Grenzhandel eingeführte Alkohol zählt, wurde mit 0,78 Litern angesetzt.

### Telekommunikation
In der 2021er Ausgabe des Medienberichts Norsk mediebarometer des Statistischen Zentralbüros wurde festgestellt, dass 98 % der Bevölkerung Zugang zum Internet haben. 99 % der Personen zwischen neun und 79 Jahren besaßen ein Mobiltelefon und 96 % ein Smartphone. 93 % der Bevölkerung verwendeten im Jahr 2021 an einem durchschnittlichen Tag das Internet, das beliebteste soziale Medium war Facebook. Bereits im Jahr 2004 besaßen 90 % ein eigenes Mobiltelefon und 66 % hatten einen Internetzugang. Größter Telekommunikationsanbieter des Landes ist Telenor.

## Transport und Verkehr

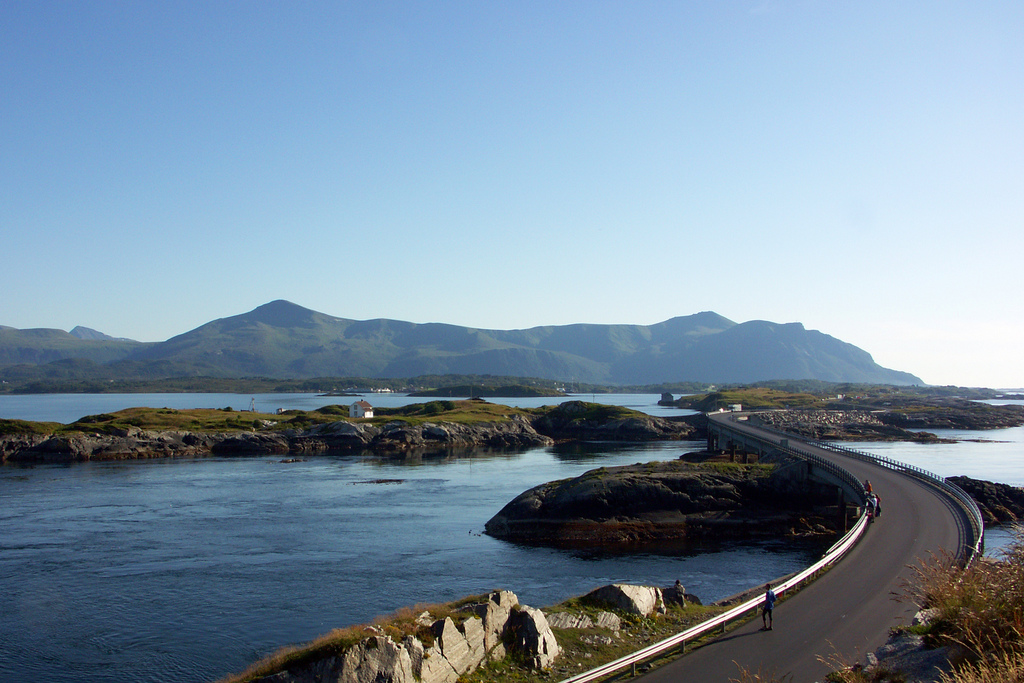
Atlantikstraße

Aufgrund der Länge und der geologischen Verhältnisse des Landes ist der Bau und die Instandhaltung von Verkehrsinfrastruktur aufwendig und teuer. Bis in die zweite Hälfte des 19. Jahrhunderts bildete deshalb die Seefahrt vielerorts die Grundlage für das Transportwesen. Erst dann konnte durch den Bau von Eisenbahnstrecken ein Teil des Verkehrs aufs Land verlegt werden. Im 20. Jahrhundert wuchs die Bedeutung des Luft- und Straßenverkehrs für den Personentransport an, auch im Gütertransport fand eine Verlagerung vom Seeweg auf die Straßen statt. Der von der Weltbank erstellte Logistics Performance Index 2018 listet Norwegen auf Platz 21.

### Straßenverkehr
In Norwegen erreichte im Jahr 2022 das öffentliche Straßennetz eine Länge von insgesamt etwa 95.120 Kilometern. Die heutige Aufteilung des Straßennetzes in Riksveier (deutsch Reichsstraßen), Fylkesveier (deutsch Fylkesstraßen) und kommunale Straßen geht weitgehend auf ein Gesetz aus dem Jahr 1931 zurück. Aufgrund der geografischen Verhältnisse gehen viele Brücken und Tunnel, teilweise in Form von Unterwassertunneln, in das Straßennetz ein. Besonders in den von Fjorden geprägten Küstenregionen sind Autofähren weiterhin von großer Bedeutung.

### Schienenverkehr

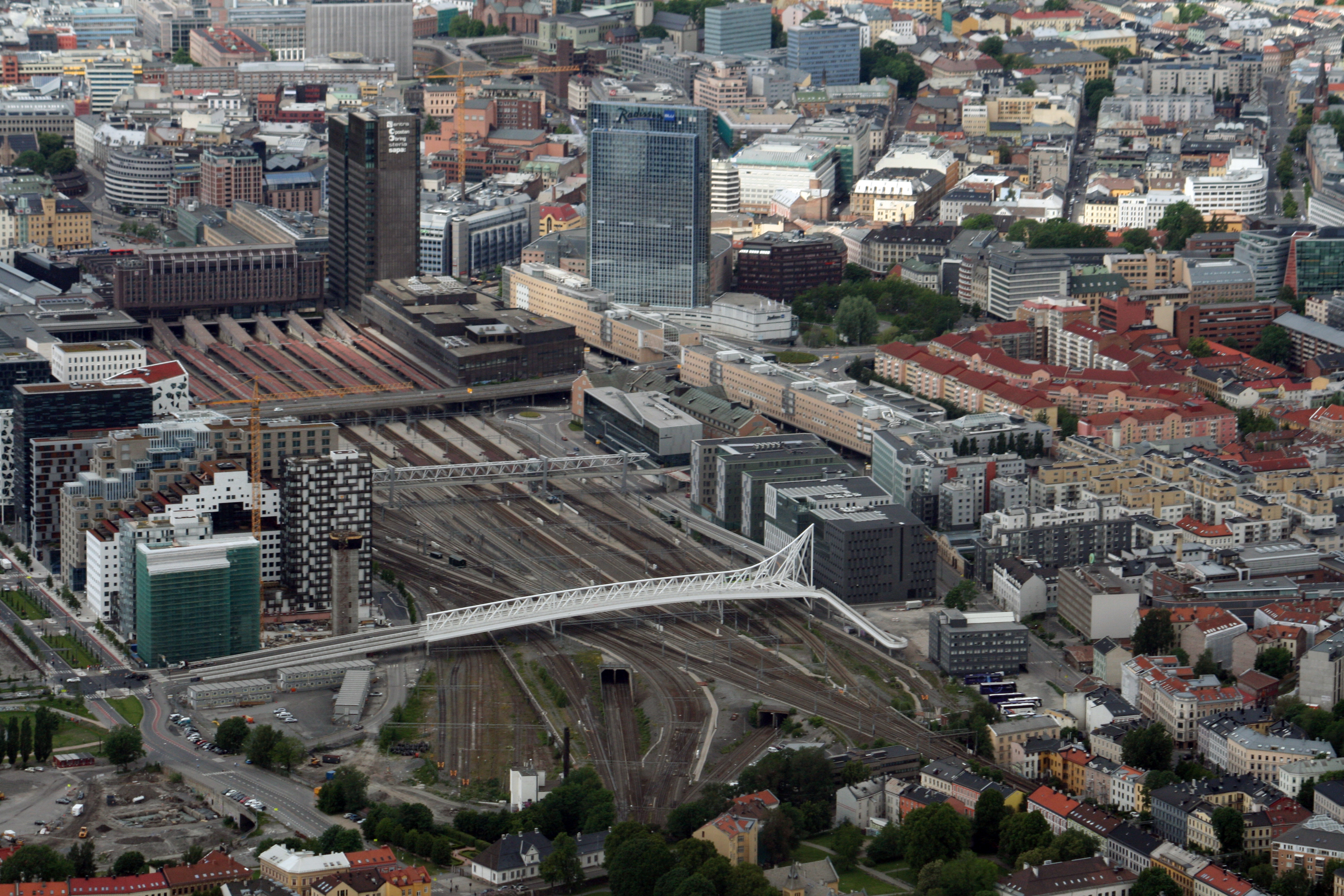
Blick auf den Bahnhof Oslo Sentralstasjon

Die erste Bahnstrecke wurde im Jahr 1854 eröffnet und verband Oslo mit Eidsvoll. Im Jahr 1861 erfolgte die Inbetriebnahme der ersten rein staatlichen Bahnlinie. In den folgenden Jahren wurde das Netz weiter ausgebaut, die Linie Bergensbanen stand 1909 fertig. Ab etwa 1957 ging die Gesamtschienenlänge durch die Einstellung kleinerer Seitenlinien zurück. Wegen des verstärkten Automobilaufkommens ab den 1960er Jahren verlor die Eisenbahn weiter an Bedeutung.
Das Schienennetz umfasste im Jahr 2020 etwa 4200 Kilometer, von denen 2541 Kilometer elektrifiziert sind. Betrieben werden die meisten Personenzüge durch das Unternehmen Vy. Die Oslo Sentralstasjon (Oslo S) ist der größte Bahnhof des Landes. Weitere wichtige Bahnhöfe sind unter anderem der Bahnhof von Bergen sowie die Bahnhöfe in Trondheim, Bodø, Stavanger und Kristiansand. Keine Bahnanbindung haben die Fylker Troms und Finnmark. Die Umsetzung des Eisenbahnprojekts Nord-Norgebanen, das eine Anbindung bis Tromsø vorsieht, wurde im Mai 2020 vom Storting abgelehnt.
(zur Geschichte siehe Norsk Hoved-Jernbane)
Im Jahr 1894 erhielt Oslo als erste norwegische Stadt eine elektrische Straßenbahn, 1897 folgte Bergen und 1901 Trondheim. Ein U-Bahn-System gibt es nur in Oslo (Oslo T-bane).

### Luftverkehr
Aufgrund der Gebirge und lang gezogenen Fjorde werden oft auf verhältnismäßig kurzen Distanzen im Luftverkehr im Vergleich zum Straßenverkehr große Reisezeitersparnisse erzielt. Erste Flüge fanden in Norwegen im Jahr 1912 statt. Ab den 1970er Jahren und erneut ab 2002 begann die Zahl der jährlichen Flugpassagiere in Norwegen stark zu steigen.
Die dem Verkehrsministerium unterstellte Gesellschaft Avinor betreibt 44 Flughäfen in Norwegen, weitere Flughäfen sind in privatem Besitz. Der größte Verkehrsflughafen Norwegens ist Oslo-Gardermoen. Den Betrieb der kleineren Flughäfen finanziert Avinor aus den Gewinnen an den größten Flughäfen. Die wichtigsten einheimischen Fluggesellschaften sind SAS Scandinavian Airlines, Norwegian Air Shuttle und die Regionalfluggesellschaft Widerøe, deren Flüge im dünn besiedelten Norden subventioniert werden. Weitere größere Flughäfen neben dem Flughafen Oslo-Gardermoen sind die Flughäfen in Bergen, Stavanger, Trondheim, Tromsø, Bodø, Ålesund, Sandefjord-Torp und Kristiansand.

### Schiffsverkehr

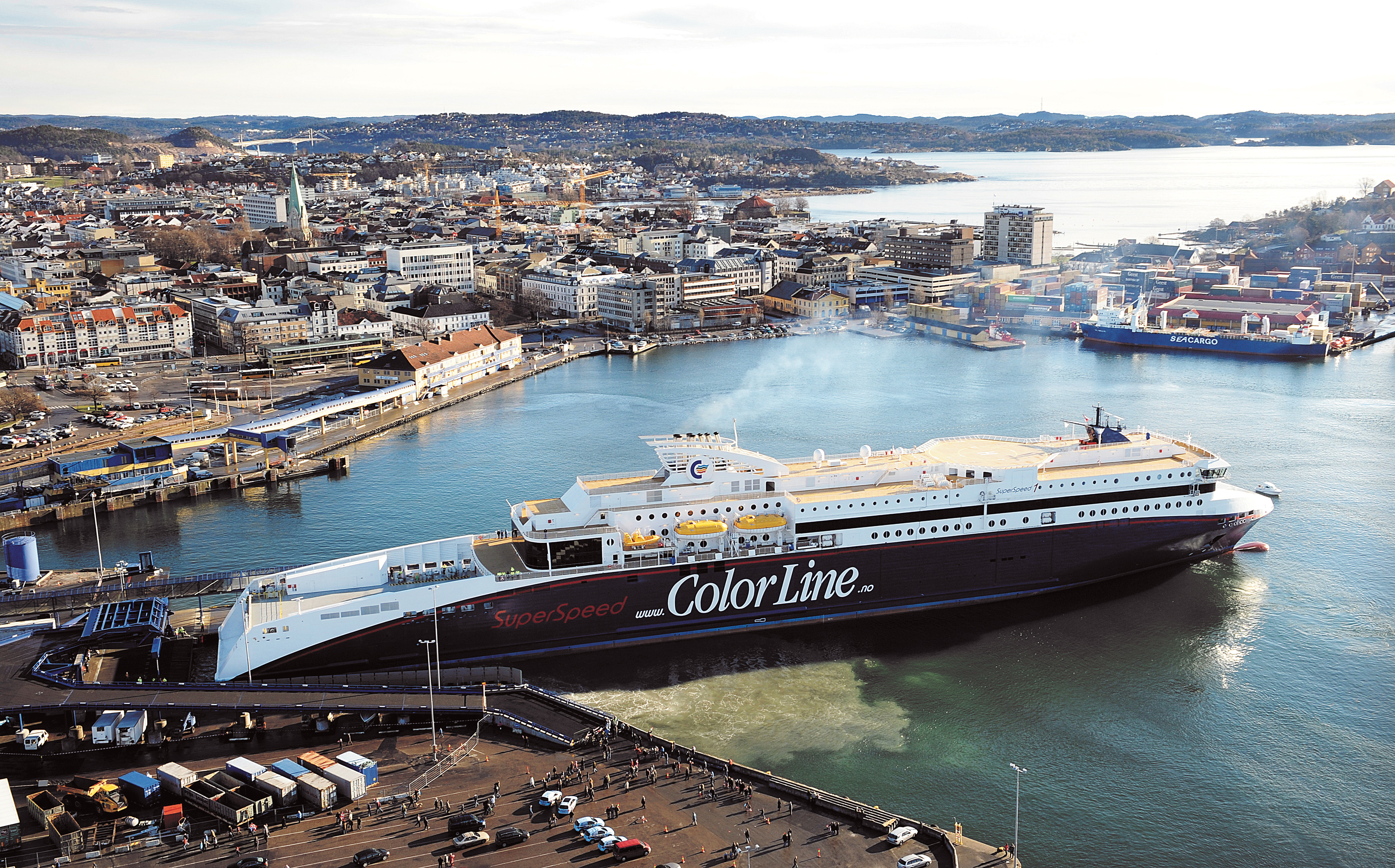
Fährhafen von Kristiansand

Die Geografie Norwegens gibt der Schifffahrt eine besondere Bedeutung und Norwegen zählt zu den größten Schifffahrtsnationen der Welt. Im Jahr 2024 gehörten zur norwegischen Handelsflotte 1577 Schiffe mit einer Bruttoraumzahl (BRZ) von über 100. Von diesen Schiffen waren 686 im internationalen Schiffsregister des Landes, dem NIS, registriert.
Ab 1893 stellten Schiffe der Hurtigruten die Verbindung zwischen Trondheim und Hammerfest her, später wurde die Linie verlängert. Dort werden Waren, Post und Passagiere transportiert, mit der Zeit wurden auch Touristen auf die Verbindung aufmerksam. Insgesamt werden 34 Häfen im täglichen Liniendienst angesteuert. Mit dem verstärkten Ausbau der Infrastruktur auf dem Land verloren viele Schiffsverbindungen an Bedeutung, die als Kystruta bekannte Route zwischen Oslo und Bergen wurde beispielsweise im Jahr 1969 eingestellt. Vor allem in den Provinzen Vestland, Trøndelag und Nordland werden Schnellboote wie Katamarane im Lokalverkehr eingesetzt.

## Kultur
Im Jahr 2000 war die Stadt Bergen die Kulturhauptstadt Europas, 2008 war es Stavanger. In Oslo wird jährlich der Friedensnobelpreis vergeben.

### Bildende Kunst und Architektur

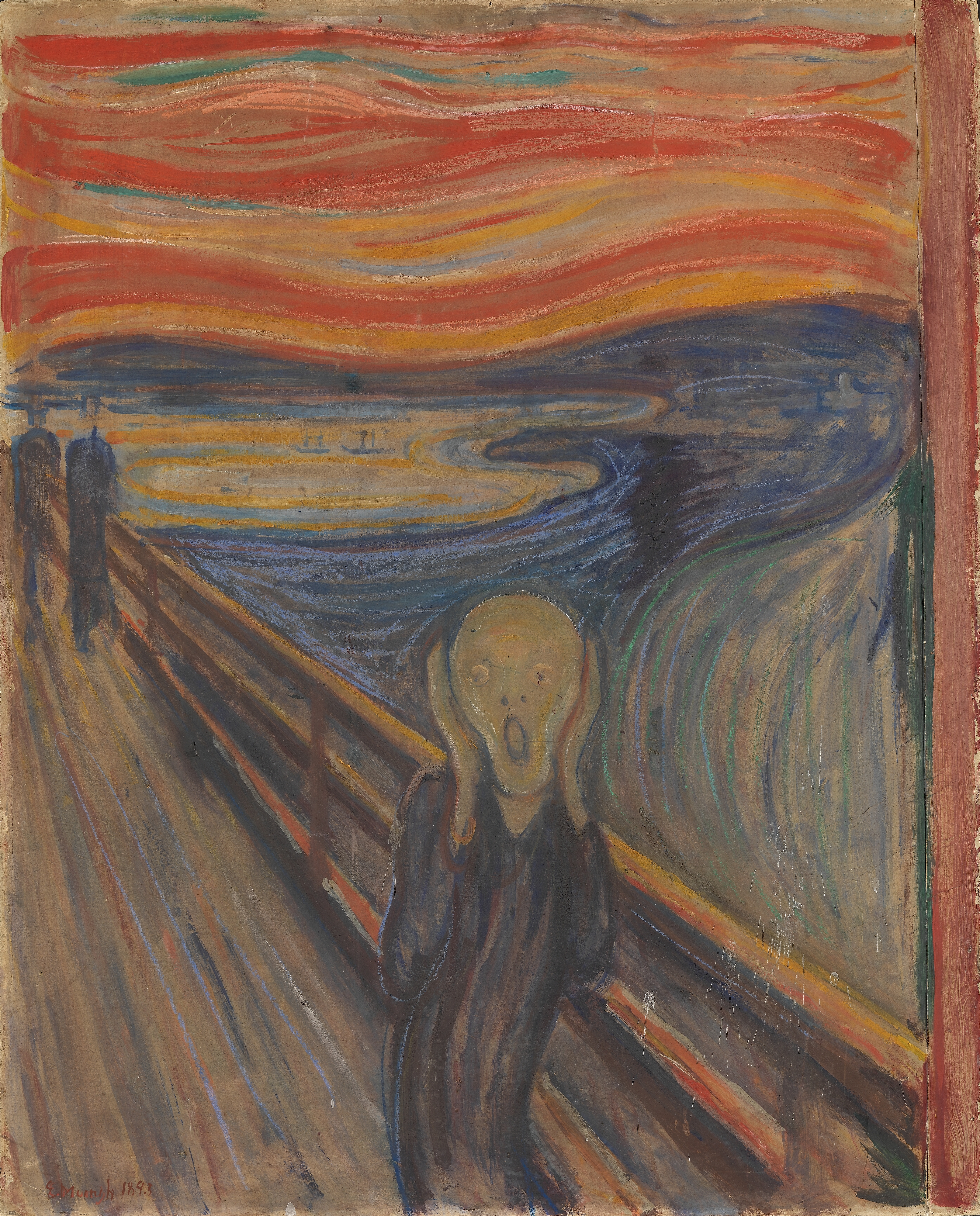
Der Schrei von Edvard Munch

Als bekannteste Maler Norwegens zählt Edvard Munch, seine Werke sind größtenteils im Munch-Museum in Oslo zu sehen. Als wichtigster Bildhauer des Landes gilt Gustav Vigeland. Im 19. Jahrhundert wurden Maler wie Johan Christian Clausen Dahl, Adolph Tidemand und Hans Gude international bekannt. Der auf Landschaftsmalerei spezialisierte Dahl wird auch als „Vater der norwegischen Malerei“ bezeichnet.

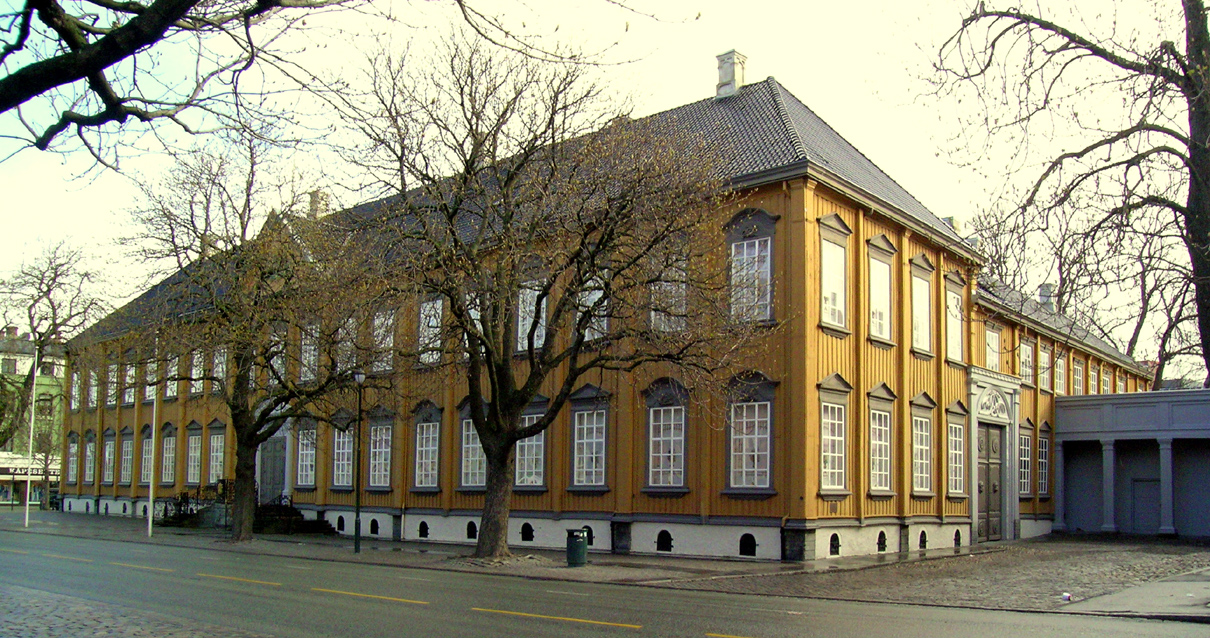
Stiftsgården, Trondheim

Da Norwegen lange Zeit ein eher armes Land war, wurden bis ins Mittelalter kaum monumentale Bauwerke errichtet. Holz war bis zur Christianisierung Norwegens und dem Bau erster Kirchengebäude aus Stein das dominierende Baumaterial, wurde aber auch danach noch häufig genutzt. Durch die Pestepidemien kam es ab Mitte des 14. Jahrhunderts zu einem Rückgang der Bautätigkeit, der erst im 16. Jahrhundert mit neuen Renaissance-Bauwerken endete. Ab etwa 1700 begannen die reichsten Stadtbewohner prunkvollere Privathäuser zu erbauen, so etwa Stiftsgården in Trondheim.
Im 19. Jahrhundert wurden von öffentlicher Hand mehrere klassizistische Gebäude wie das Königliche Schloss Oslo erbaut. Bedeutende Architekten waren hierbei unter anderem Hans Ditlev Franciscus von Linstow und Christian Heinrich Grosch. Wie in vielen anderen Ländern wurde auch in Norwegen in der Zeit um 1900 versucht, einen eigenen Architekturstil zu entwickeln, wobei der Drachenstil entstand. Neben den mittelalterlichen Stabkirchen zählten auch die als Lebensmittelspeicher verwendeten Stabbur zur typisch norwegischen Baukunst. Auf die Zeit der norwegischen Nationalromantik folgten Perioden, in denen Neobarock, Neoklassizismus und Funktionalismus größere Verbreitung fanden. Bedeutende Architekten im 20. Jahrhundert waren unter anderem Henrik Bull und Sverre Fehn. Anfang der 2000er Jahre begann das Architekturbüro Snøhetta internationale und nationale Projekte wie das Opernhaus Oslo umzusetzen.
Bekannte norwegische Bauwerke sind unter anderem die hölzernen Stabkirchen. Von den 28 erhaltenen Stabkirchen werden die Stabkirche Borgund und die Stabkirche Urnes als UNESCO-Weltkulturerbe geführt. Zu den bekanntesten modernen Kirchen zählt die Eismeerkathedrale in Tromsø.

### Medien
Bibliotheken

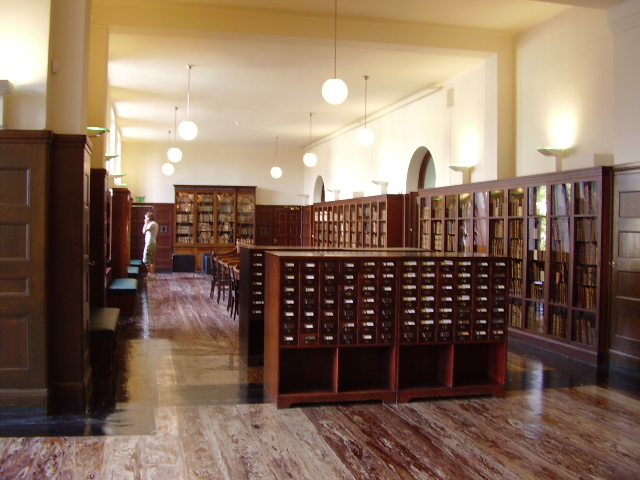
Erste Etage der Nationalbibliothek

Wichtiger Bestandteil des Bibliothekswesen Norwegens ist die Tatsache, dass die Nutzung von Bibliotheken für alle Bewohner Norwegens gratis ist, wobei jede Kommune zum Betrieb einer Bibliothek verpflichtet ist. Norwegen hat eines der umfassendsten Systeme für Pflichtexemplarabgabe weltweit.
Rundfunk
Die öffentlich-rechtliche Rundfunkanstalt Norsk rikskringkasting (NRK) bietet landesweite Fernseh- und Radioprogramme sowie regionale Angebote. Größere private Fernsehsender sind TV 2 und TVNorge. Im Jahr 2020 sahen 48 % der Bevölkerung an einem Durchschnittstag Fernsehen, ohne Einberechnung von Onlineangeboten waren es 39 %. Die beliebtesten Fernsehsender waren NRK1 und TV 2. 49 % der Norweger hörten 2020 täglich Radio, im Jahr 1991 lag der Wert noch bei 71 %. Die Radiosender mit der größten Hörerschaft waren NRK P1 und P4 Radio Hele Norge.
Zeitungen
Im Jahr 2020 lasen an einem durchschnittlichen Tag etwa 24 % der Bevölkerung eine gedruckte Zeitung, im Jahr 1994 lag der Wert bei 85 %. Der Anteil der Bevölkerung die Onlinezeitungen oder Zeitungen im gedruckten Format lasen, lag 2020 bei 77 %. 2012 nutzten nach einer repräsentativen Befragung für das Norsk mediebarometer 25 Prozent der Befragten zwei und mehr Zeitungen; 1991 waren das noch 50 Prozent.
Die auflagenstärksten Titel des Lands waren im Jahr 2019 die Aftenposten, die Boulevardzeitungen Verdens Gang (VG), Dagbladet sowie die Bergener Tageszeitung Bergens Tidende. Im digitalen Bereich führend waren die Webauftritte von VG, dem norwegischen Rundfunk NRK, von Dagbladet und von TV 2. Es gibt noch zahlreiche Regionalzeitungen. Ende 2010 erschienen 226 Zeitungen in Norwegen, Ende 2019 noch 218. Die beiden größten Zeitungskonzerne waren im Jahr 2019 Schibsted und Amedia, die zusammen 86 Zeitungen herausgaben.

### Theater

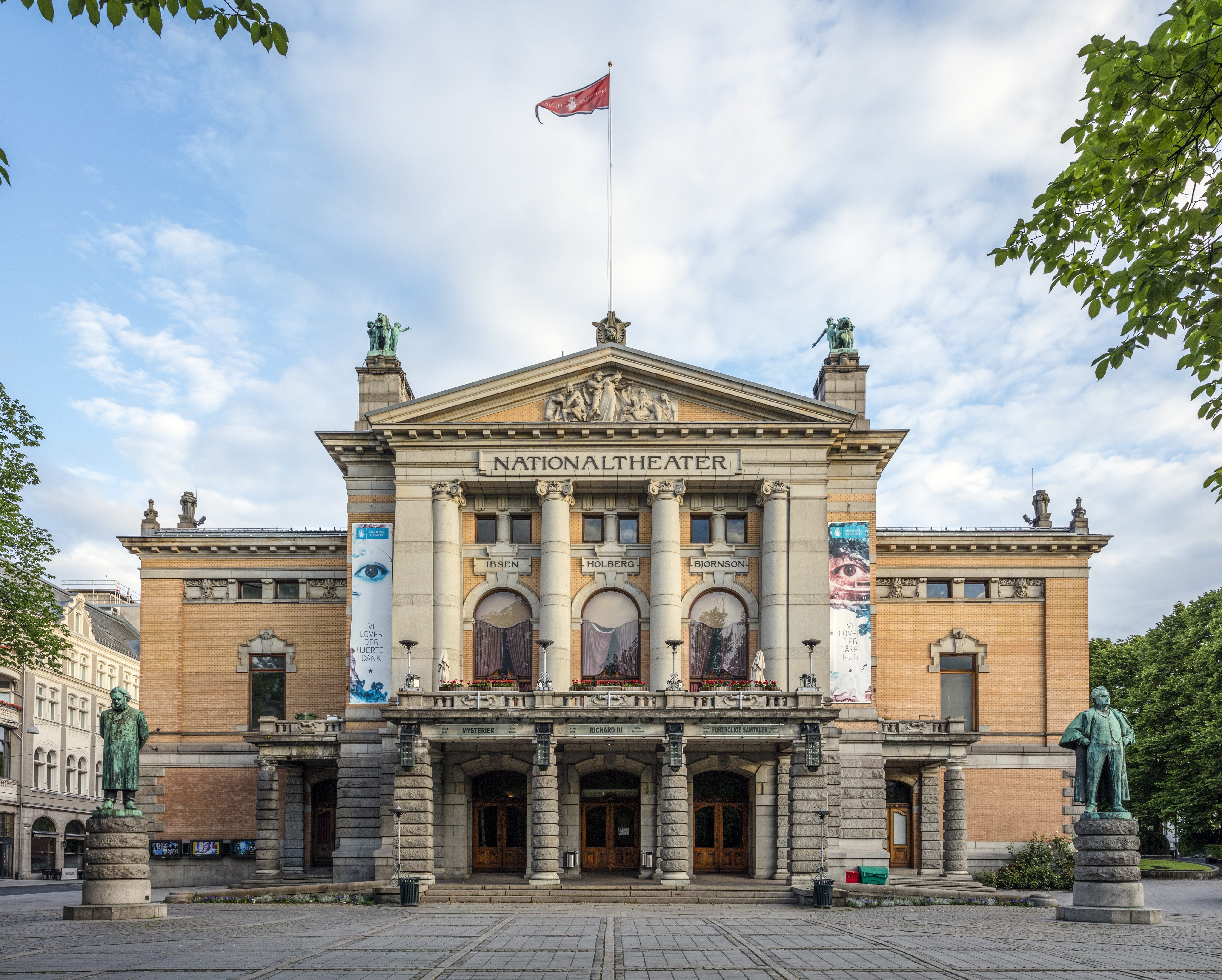
Nationaltheater in Oslo

Das erste professionelle Theater Norwegens wurde im Jahr 1827 gegründet, wobei der Betrieb zunächst in privater Hand lag. Erst ab den 1920er Jahren wurden erste Staatszuschüsse verteilt. Wichtige Sprechtheaterbühnen sind das in Oslo gelegene Nationaltheatret als das größte norwegische Theater, Den Nationale Scene in Bergen als das älteste norwegische Theater und das Norske Teatret in Oslo, welches in der Sprachform Nynorsk spielt. Weitere größere Theater sind das Trøndelag Teater in Trondheim, das Rogaland Teater in Stavanger, das Agder Teater in Kristiansand, das Drammens Teater in Drammen sowie das samische Beaivváš Sámi Našunálateáhter in Kautokeino. Das größte Musiktheater Norwegens ist Den Norske Opera & Ballett, beheimatet im Opernhaus Oslo.
Einer der wichtigsten Dramatiker war der Nationaldichter Henrik Ibsen (1828–1906) mit noch viel gespielten Dramen, wie Peer Gynt oder Die Wildente. Eine weitere einflussreiche Person im Bereich des norwegischen Theaters ist etwa der Literaturnobelpreisträger Bjørnstjerne Bjørnson.

### Musik

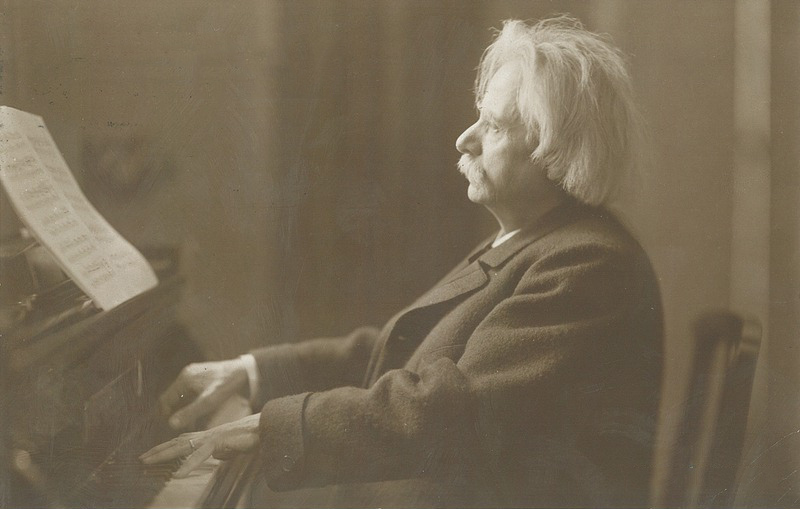
Edvard Grieg um 1900

Volksmusik hat in Norwegen eine lange Tradition und taucht bereits in altnordischen literarischen Quellen auf. In der samischen Volksmusik gehört Joik zu den wichtigsten Elementen. In moderner Zeit ist die Sängerin Mari Boine eine der bekanntesten Vertreterinnen der samischen Musik Norwegens. Als bekanntester norwegischer Komponist gilt Edvard Grieg mit seinen romantischen Kompositionen. Weitere Komponisten von Bedeutung sind u. a. Johan Svendsen, Ole Bull, und Ludvig Mathias Lindeman.

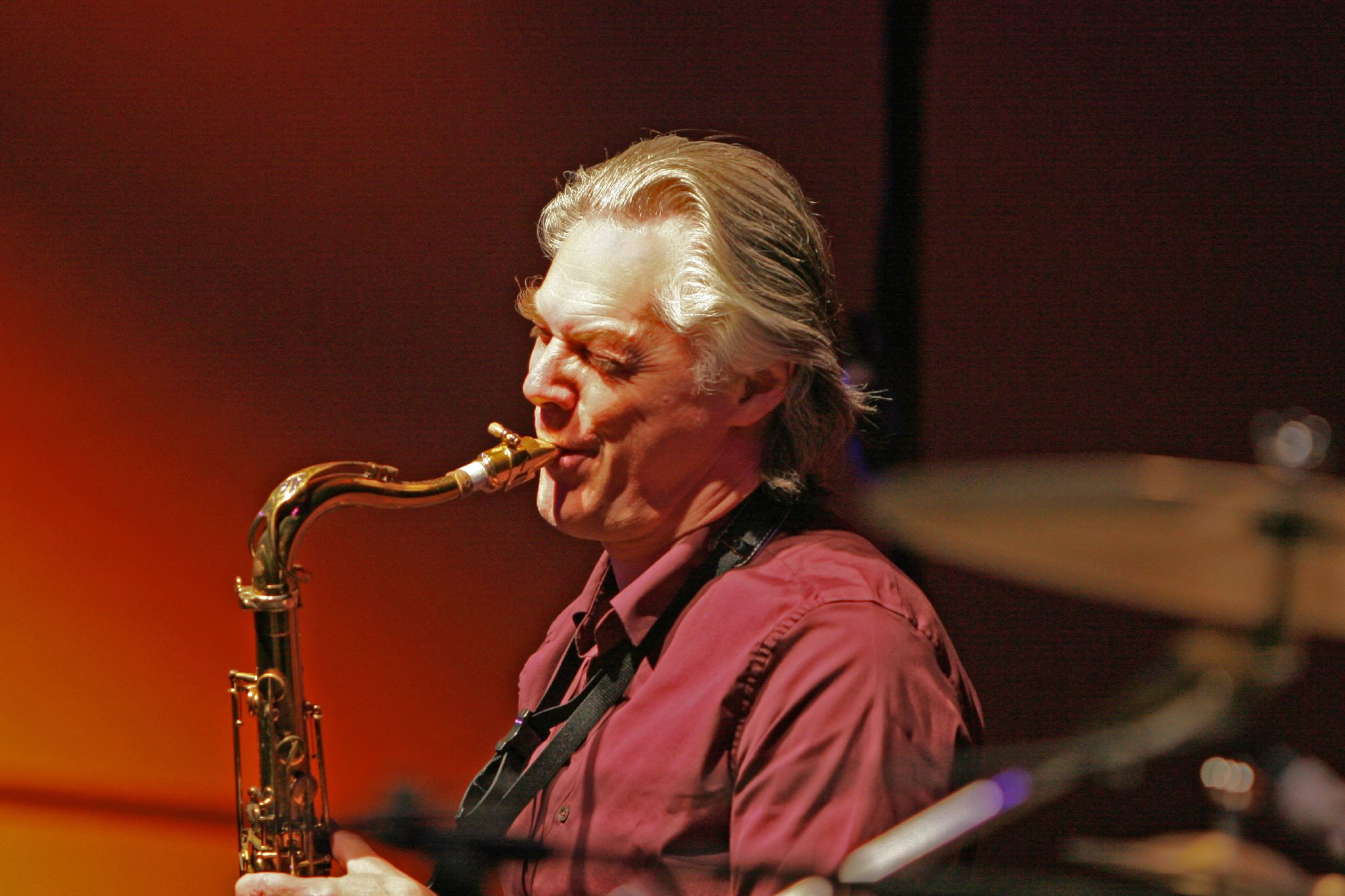
Jan Garbarek live in Athen (2007)

Im Bereich der Populärmusik zählt die Band a-ha zu den erfolgreichsten norwegischen Vertretern. Wencke Myhre ist eine der bekanntesten Schlagersängerinnen, die in den 1960er Jahren auch in deutschsprachigen Ländern erfolgreich wurde. Ab Ende der 1990er Jahre wurde Hip-Hop von größerer Bedeutung in der Jugendkultur, wobei in Norwegen das Duo Karpe zu den erfolgreichsten Akteuren des Genres gezählt wird. Im Bereich der elektronischen Musik gelang es etwa Kygo und dem Duo Stargate internationale Erfolge zu erzielen.
In der Metal-Szene ist Norwegen berühmt für seine zahlreichen Black-Metal-Bands wie Enslaved. Die norwegischen Bands werden für das Genre als prägend angesehen. Norwegen verfügt des Weiteren über eine sehr vitale Jazz-Szene mit mehreren Jazzveranstaltungen wie beispielsweise das Kongsberg Jazzfestival. Wichtige Vertreter sind unter anderem Jan Garbarek, Knut Riisnæs († 2023), Terje Rypdal und Karin Krog. Bedeutende norwegische Musikpreise sind der Spellemannpris, der Kritikerpris und der Buddypris für Jazzmusik.

### Welterbe
Bisher wurden acht Welterbestätten in Norwegen von der UNESCO anerkannt. Zuletzt wurden im Jahr 2015 die Industriestädte Rjukan und Notodden in die Liste der Welterbestätten aufgenommen.
Die acht Welterbestätten sind:

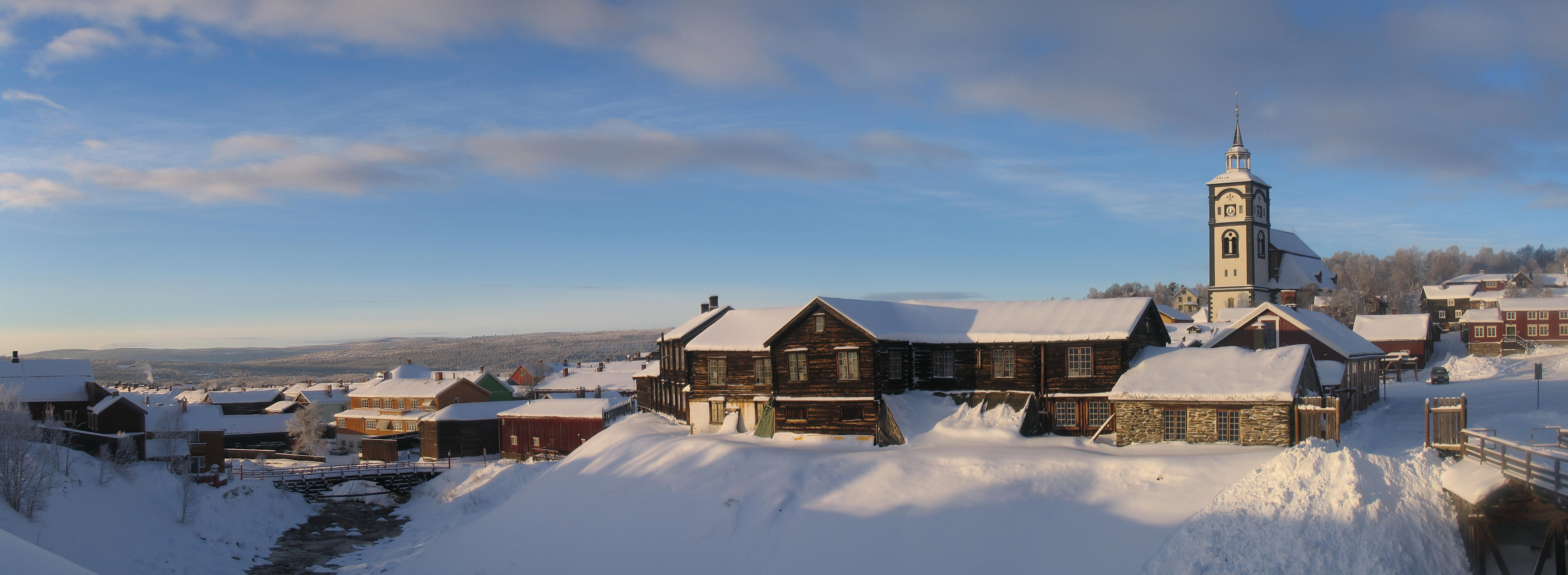
Røros

- das Hanseviertel Bryggen in der Stadt Bergen
- die Stabkirche Urnes
- die ehemalige Kupferbergbaustadt Røros in Mittelnorwegen
- die Steinritzungen in Alta in Nordnorwegen
- der Vega-Archipel, eine einmalig offene Kulturlandschaft
- der Struve-Bogen, ein geodätischer Messpunkt
- die westnorwegischen Fjorde Geirangerfjord und Nærøyfjord
- die Rjukan-Notodden Industrie-Erbe-Stätten mit der Rjukanbanen

## Sport

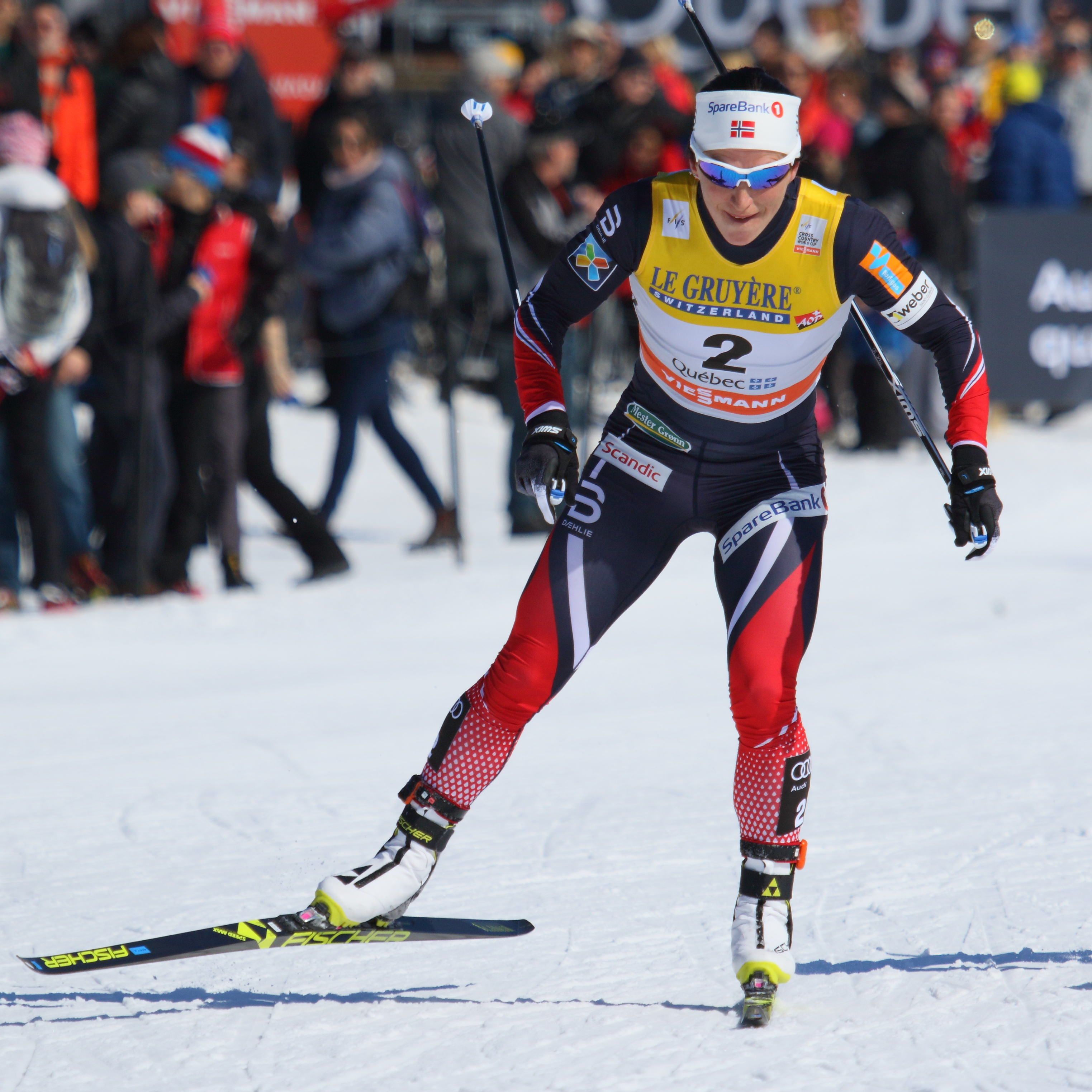
Skilangläuferin und Rekord-Winterolympionikin Marit Bjørgen

Sport stellt heute einen wichtigen Bestandteil der norwegischen Kultur dar. Der Sportverband Norges idrettsforbund og olympiske og paralympiske komité (NIF) ist mit rund 1,9 Millionen Mitgliedern die größte Freiwilligenorganisation des Landes. Die Finanzierung erfolgt teilweise über die Gewinne der staatlichen Lottogesellschaft Norsk Tipping.

### Geschichte
Bereits aus der Wikingerzeit gibt es Überlieferungen dazu, dass Sportarten, die in Verbindung mit Mut und Stärke standen, ausgeübt wurden. Lange Zeit waren viele der ausgeübten Sportarten nur lokal verbreitet.
Ab Mitte des 19. Jahrhunderts setzte sich vermehrt der organisierte Sport mit modernen Sportarten durch. Im Jahr 1861 wurde mit der Centralforeningen for Udbredelse af Legemsøvelser og Vaabenbrug die erste nationale Sportorganisation gegründet. Im Fokus stand zu dieser Zeit vor allem, durch Vielseitigkeit die norwegische Verteidigung zu stärken. Zu Beginn wurde dazu hauptsächlich auf Ski- und Turnsport gesetzt. Später kamen Eislaufsportarten und die Leichtathletik hinzu. Ab den 1890er-Jahren fand eine Abkehr vom utilitaristischen Ansatz statt. Dies führte zu einer stärkeren Spezialisierung und Sportarten wie Tennis, Fußball und Radsport kamen nach Norwegen.
Zwischen 1965 und 1985 wurde der Breitensport im Rahmen der „Sportrevolution“ in Norwegen gestärkt. Währenddessen stieg die Anzahl an NIF-Mitgliedern von rund 370.000 auf etwa 1,6 Millionen an. Von staatlicher Seite wurde Sport in den 1970er-Jahren als Teil des „erweiterten Kulturbegriffs“ anerkannt, wodurch die Unterstützung anstieg. Zu dieser Zeit öffnete sich der Sport auch vermehrt für Frauen, die lange viele Sportarten nicht ausüben durften oder nicht für Wettbewerbe nicht zugelassen waren. Nach der allmählichen Öffnung, die vor allem in den 1970er-Jahren den Zugang zum Spitzensport vieler Disziplinen brachte, konnten unter anderem die Nationalteams der Fußball- und der Handballspielerinnen internationale Titel gewinnen. Die Läuferin Grete Waitz gewann 1983 die erste Frauen-Weltmeisterschaft im Marathonlauf. Skispringen wurde schließlich ab den 1990er Jahren auch bei den Frauen zu einem weiter verbreiteten Sport.
Special Olympics Norwegen wurde 1983 gegründet und nahm mehrmals an Special-Olympics-Weltspielen teil.

### Wintersport

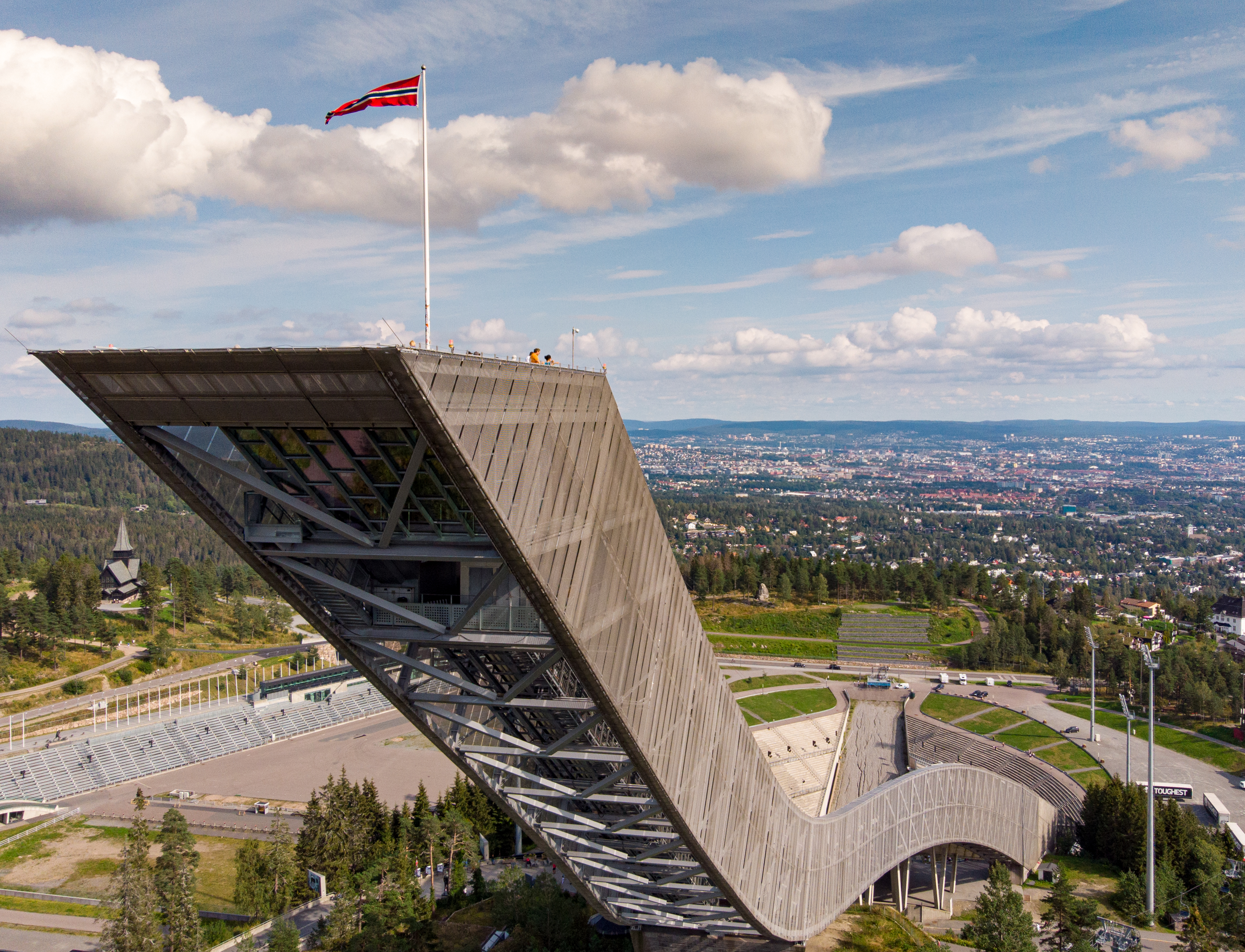
Holmenkollbakken in Oslo

Norwegen ist eine der führenden Nationen im Wintersport, vor allem im nordischen Skisport. In Sportarten wie dem Skispringen sowie im Skilanglauf haben viele Entwicklungen ihren Ursprung in Norwegen. Das Skifahren hat dabei bereits eine lange Tradition: Felsritzungen aus der Steinzeit und archäologische Ausgrabungen zeigen, dass Ski bereits vor mindestens 4000 Jahren als Fortbewegungsmittel genutzt wurden. In den 1760er-Jahren begann das Militär damit, Skiwettbewerbe durchzuführen. Zivile Wettbewerbe kamen im Laufe des 19. Jahrhunderts auf. Das erste zivile Skirennen soll 1843 in Tromsø stattgefunden haben. Im Jahr 1861 wurde in Trysil die Trysil Skytte- og Skiløberforening gegründet. Sie gilt als ältester Skisportverein der Welt.
Das Land trug bereits zwei Mal die Olympischen Winterspiele aus. Die Olympischen Winterspiele 1952 fanden in Oslo statt. Die Winterspiele 1994 wurden in Lillehammer ausgerichtet. Des Weiteren fanden mehrmals die Nordischen Skiweltmeisterschaften in Norwegen statt. Zuletzt im Jahr 2025 in Trondheim.
Es gingen erfolgreiche Wintersportler wie Oscar Mathisen, Sonja Henie, Kjetil André Aamodt, Terje Håkonsen, Bjørn Dæhlie, Ole Einar Bjørndalen und die Rekord-Winterolympionikin Marit Bjørgen hervor.

### Weitere Sportarten
Im Bereich der Sommersportarten waren lange Zeit vor allem der Segel- und der Schießsport von Bedeutung. So nahmen unter anderem die norwegischen Könige Olav V. und Harald V. für ihr Land im Segeln an Olympischen Spielen und Weltmeisterschaften teil. Die mitgliederstärksten Sparten des Sportverbands Norges idrettsforbund og olympiske og paralympiske komité (NIF) sind heute die Sparten Fußball, Golf und Handball. Im Jahr 2023 waren rund 380.000 Personen Mitglieder in Fußballvereinen und jeweils rund 135.000 Personen in Golf- und Handballvereinen.
Schach ist ein in Norwegen beliebter Sport, erfolgreiche Spieler sind Simen Agdestein und Magnus Carlsen.